# Église Saint-Pierre-et-Saint-Paul de Précy-sur-Oise
Pour les articles homonymes, voir Église Saint-Pierre-et-Saint-Paul.
L'église Saint-Pierre-et-Saint-Paul est une église catholique paroissiale située à Précy-sur-Oise, dans l'Oise, en France. Ce n'est certainement pas la première église de Précy. Sa partie la plus ancienne, le chœur, remonte à la fin du XIIe siècle, et est de style gothique primitif. Le chevet plat se remarque par une composition particulièrement bien équilibrée, et à l'intérieur, le chœur est traité avec un raffinement exceptionnel. Les élévations latérales et la sculpture des chapiteaux sont influencées par la première cathédrale Notre-Dame de Paris. La nef, qui est aussi large et aussi élevée que le chœur, a été reconstruite sous le seigneur Louis de Saint-Gelais à partir de 1570. Le style est gothique flamboyant, alors que la Renaissance arrive déjà à son apogée. Sur le plan architectural, la nef est beaucoup moins remarquable, mais elle s'harmonise bien avec le chœur. Le clocher comporte des éléments des deux campagnes de construction, et il a été exhaussé au XVIIIe siècle. Les deux portails de l'église ont été refaits au dernier quart du XIXe siècle. Inscrite aux monuments historiques en 1950, l'église Saint-Pierre-et-Saint-Paul a été restaurée et se trouve aujourd'hui en bon état. Elle est au centre de la paroisse Saint-Louis, la plus petite du diocèse de Beauvais, qui inclut également les communes voisines de Boran-sur-Oise et Blaincourt-lès-Précy, et des messes dominicales anticipées y sont célébrées régulièrement le samedi à 18 h 30.

## Localisation

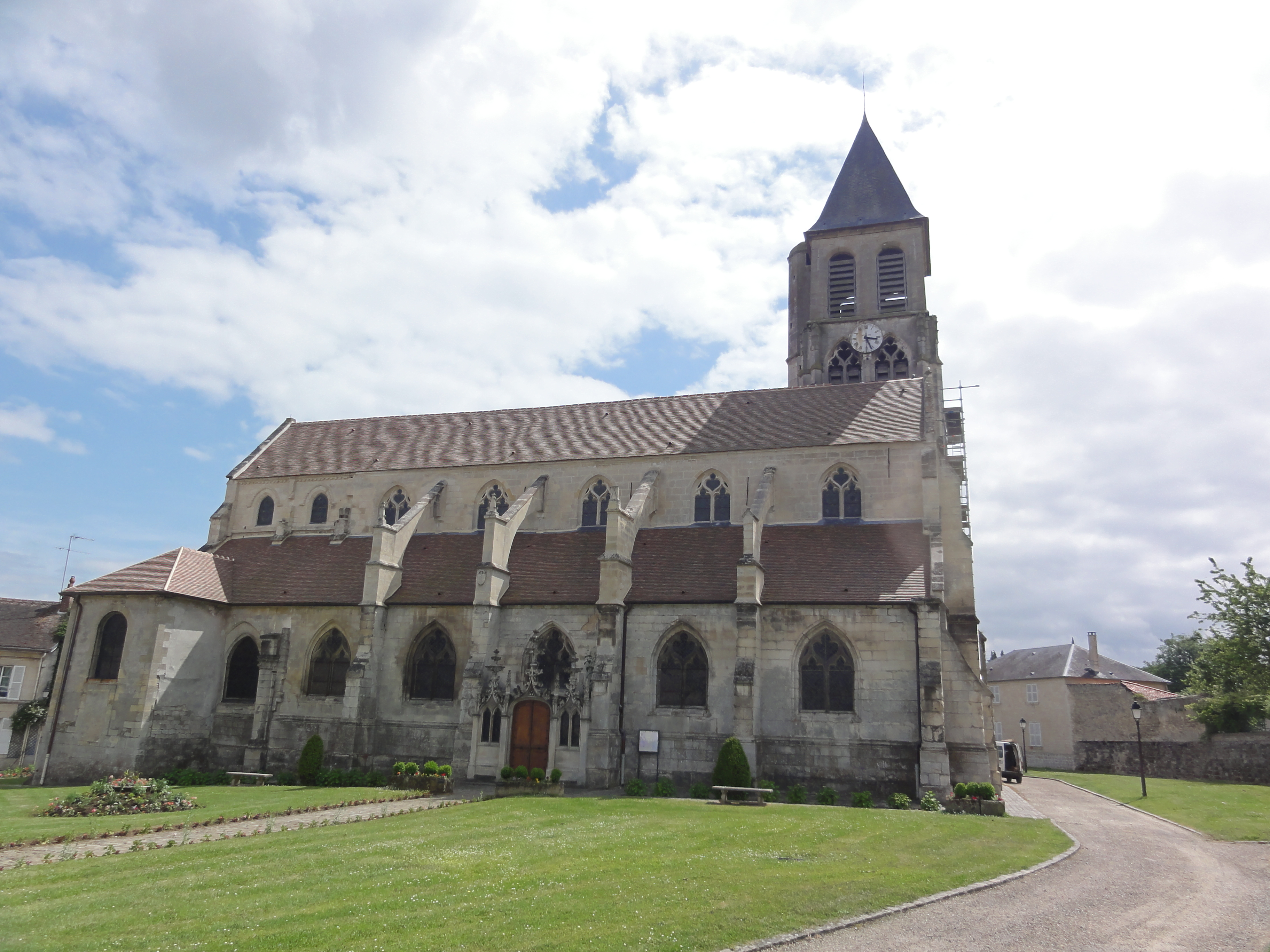
Élévation nord.

L'église Saint-Pierre-et-Saint-Paul se situe en France, en région Hauts-de-France et dans le département de l'Oise, dans le Parc naturel régional Oise-Pays de France, près de la rive droite de l'Oise et de la limite avec l'Île-de-France, sur la commune de Précy-sur-Oise, place de l'Église. C'est une position périphérique par rapport au centre ancien du bourg, qui s'explique sans doute par la position du château, qui fait face à l'église côté ouest. L'église est entièrement dégagée d'autres constructions, et l'on peut en faire le tour. Le chevet donne sur la rue Gaston-Wateau, sur laquelle débouche la place de l'Église. L'élévation méridionale, vers la rue Gaston-Wateau, et l'élévation septentrionale, vers la place, sont précédées par des pelouses. Ainsi l'église est bien mise en valeur. Seule la façade occidentale ne peut s'apprécier en prenant du recul, car la clôture du domaine du château est toute proche ici. L'on entre habituellement en l'église par le porche devant le bas-côté nord, qui est tourné en direction du centre-ville.

## Histoire

### Les origines
La première église du village est apparemment bâtie à l'emplacement d'un lieu de culte païen, qui aurait été dédié à Cérès, déesse de la fécondité. Dans une pierre en forme de ventre féminin, l'on y déposait les prémices des récoltes (fruits, légumes, blé). À la fin du VIIe siècle, un seigneur franc de Chambly nommé Vandémire donne un terrain pour la fondation d'une abbaye. Elle est placée sous le vocable de Saint-Martin, et Farulfus en est abbé en 690. Vandémire et sa femme Ercamberte choisissent l'abbaye comme lieu de sépulture. Une charte donnée par le roi Charles II le Chauve en 861 mentionne encore l'abbaye Saint-Martin de Précy, qui a donc survécu à l'invasion normande. Mais à partir du Xe siècle, plus aucun document ne cite l'abbaye, et elle s'est apparemment éteinte. L'église actuelle est édifiée vers la fin du XIIe siècle et consacrée à Notre-Dame,.

### Les reliques

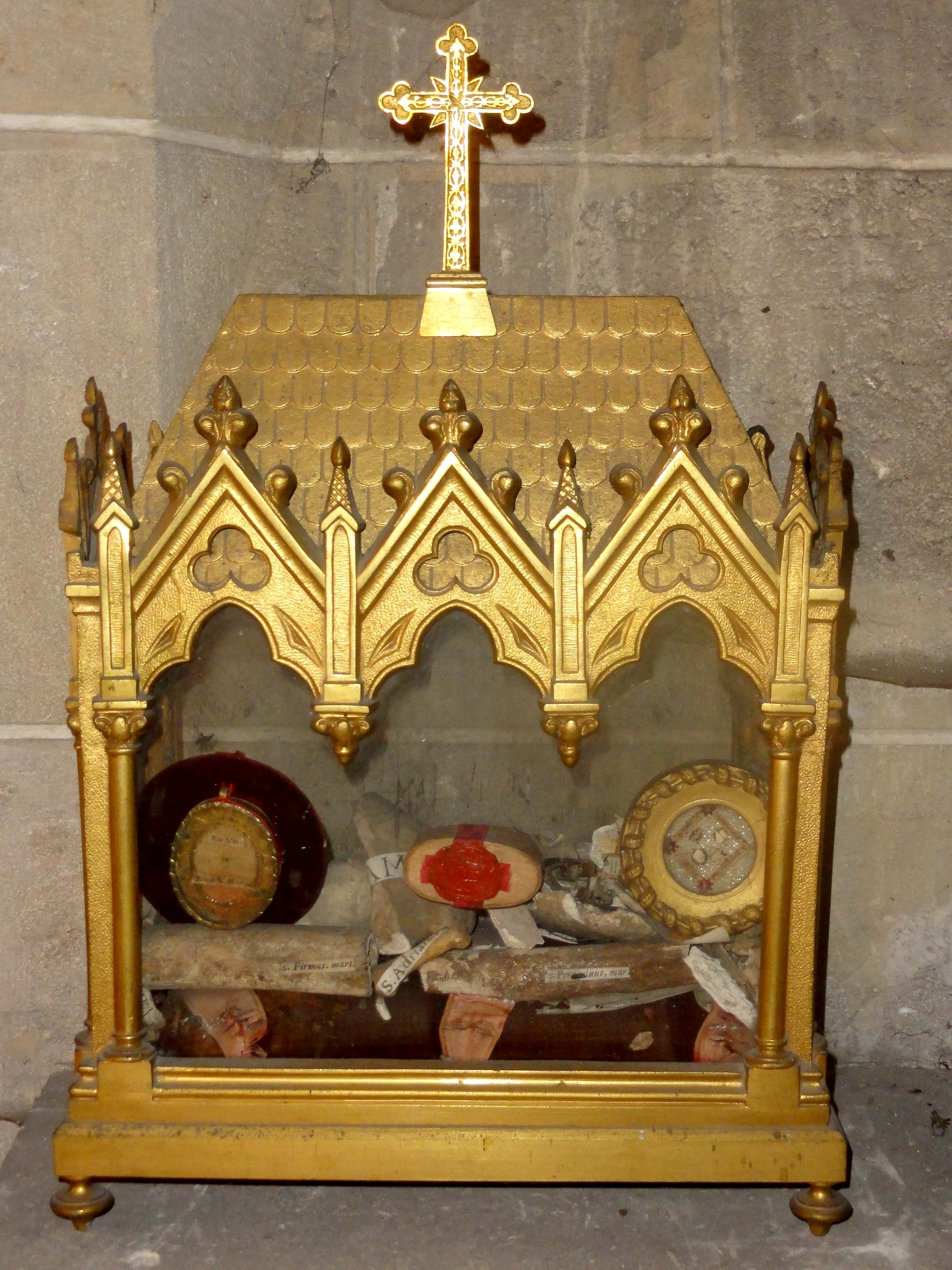
Châsse de saint Vital, saint Clair et saint Évagre.

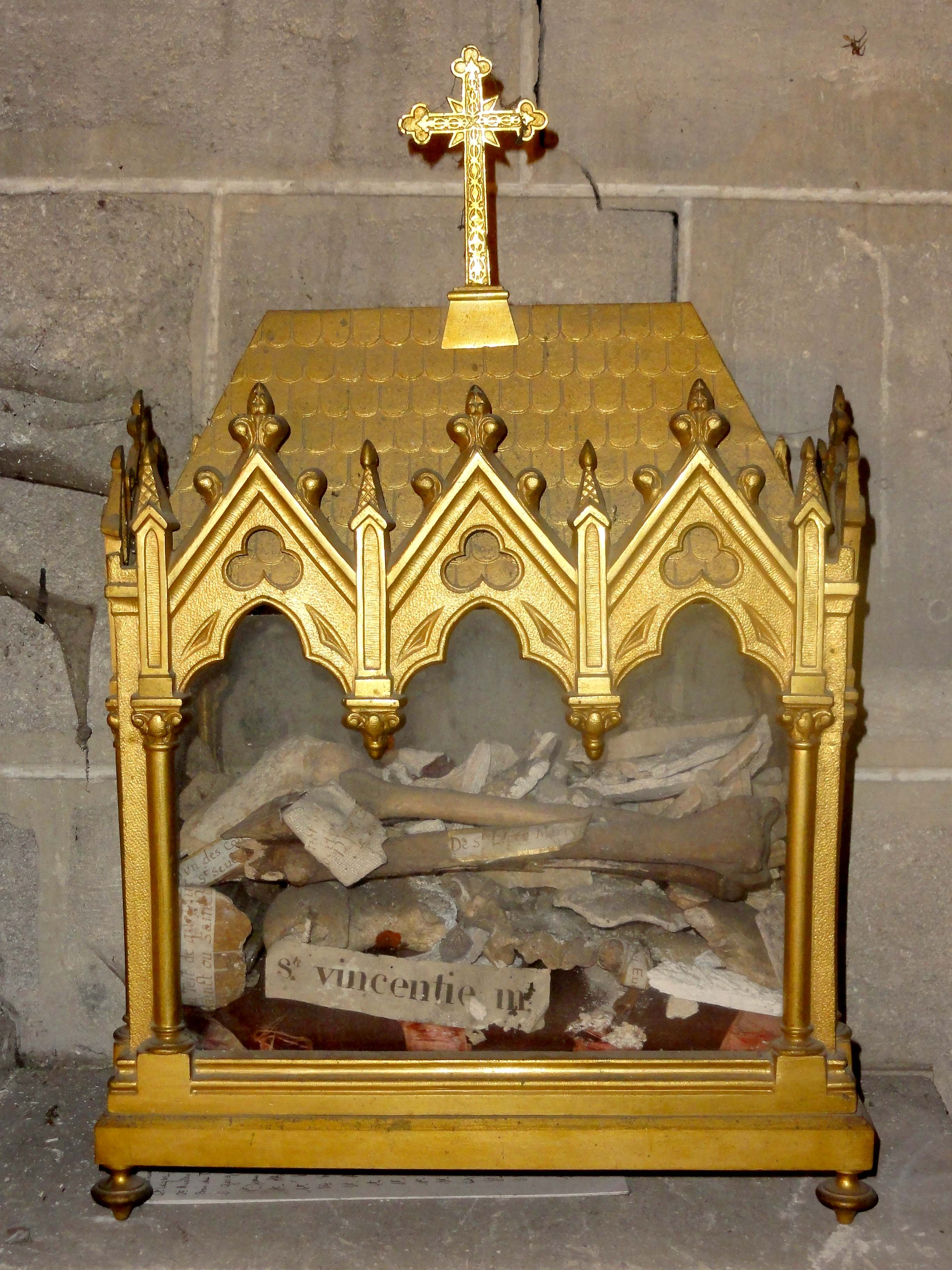
Châsse de sainte Vincence et saint Arator.

Au retour de la première croisade à la fin du XIe siècle, le seigneur Philippe de Précy rapporte plusieurs reliques, dont une portion de la Vraie Croix. L'autel majeur est plus particulièrement dédié à la Sainte-Croix depuis cette époque. L'abbé Speybroeck estime que la possession de cette insigne relique justifie l'érection canonique de l'église en collégiale, titre auquel peuvent seulement prétendre une dizaine d'églises dans le diocèse au XVIIe siècle. Les autres reliques rapportées de Terre sainte sont conservées au château pendant plusieurs siècles. À la fin du XVIIe siècle, Marie Anne d'Albert de Luynes, duchesse de Montmorency-Luxembourg et châtelaine de Précy, les offre à la paroisse. L'évêque de Beauvais, le cardinal de Forbin-Janson, les reconnaît comme authentiques « sur témoignage des seigneurs de Précy et selon la tradition séculaire locale » en date du 4 mai 1694, ce qui n'est certes pas une preuve absolue de leur authenticité. Les reliques sont alors enfermées dans deux boîtes en bois précieux, elles-mêmes encastrées dans des châsses d'argent doré, ornées de gemmes et d'émaux où figurent les armoiries de Précy. Ces reliquaires sont perdues à la Révolution française, quand elles sont vendues ou jetées sur le feu. Le maître d'école les retrouve indemne parmi les cendres, et les garde chez lui jusqu'au retour du curé. Sous l'abbé Robert en 1830, deux nouvelles châsses néogothiques en cuivre doré sont commandées. L'une contient des reliques de saint Clair, saint Évrage et saint Vital (l'on ignore de quel saint de ce nom il s'agit exactement) ; l'autre renferme des reliques de saint Vital et de saint Arator, prêtre, tous les deux martyrisés à Alexandrie. Les reliques se présentent sous la forme d'ossements et de médaillons ; il y a aussi une petite boîte en bois fermée par un sceau. La minuscule relique de la Vraie Croix est encastrée dans un petit reliquaire en vermeil poinçonné à la tête de sanglier, qui est seulement ornée d'une couronne d'épines en argent. Ce symbole figure déjà sur le blason de Philippe de Précy. À l'intérieur du couvercle en vermeil, se dessine un Christ en croix avec, à ses pieds, Marie Madeleine à genoux. L'authenticité de la relique est certifiée par le cardinal François-Nicolas-Madeleine Morlot par un acte du 30 août 1861. Le reliquaire est conservé dans un ostensoir du XVIIIe siècle, qui est exposé à la vénération des fidèles le Vendredi saint de chaque année,.

### L'histoire de la paroisse sous l'Ancien Régime
Sous l'Ancien Régime, Précy-sur-Oise relève du doyenné de Beaumont-sur-Oise, de l'archidiaconé de Clermont et du diocèse de Beauvais. Le collateur de la cure est le prieuré de Saint-Leu-d'Esserent. Du passé de la paroisse, on ne connaît guère plus que les fondations de chapellenies. La chapelle Notre-Dame est fondée par Philippe de Précy, seigneur de Précy, en 1328. Cette fondation est approuvée par un bref du pape Jean XXII daté du 18 novembre de la même année, ainsi que par deux lettres patentes de Philippe VI de Valois de février 1328 et de juin 1334. Il est possible que la construction de la chapelle au nord du bas-côté nord du chœur résulte de la fondation de la chapelle Notre-Dame. Depuis le XVIIe siècle, elle est par ailleurs également connue comme chapelle Saint-Jean, car sa statue y était également présente. La chapelle est desservie par un chapelain, qui est nommé à vie sur proposition du seigneur. Sa mission essentielle est de dire une messe par jour pour le seigneur et pro operaiis, soit pour ceux qui travaillent. — Le 28 mai 1593, la veuve du seigneur Louis de Saint-Gelais, Mme de Lansac, laisse par testament une rente qui doit être partagée par quatre prêtres chapelains résidant à Précy. Ils ont pour obligation de chanter tous les jours la messe et les vêpres au chœur, sauf les dimanches et fêtes, quand la fondation demande seulement une messe basse. Les termes de la fondation sont respectées jusqu'à la Révolution française, mais la rente finit par devenir insuffisante pour quatre chapelains, et le seigneur réduit leur nombre à trois. Les chapelains résident dans une petite maison attenante à l'église. Pierre Gambier suppose qu'elle occupait l'emplacement de la chapelle moderne, qui se situe actuellement au nord de la dernière travée du bas-côté nord. Le 22 septembre 1655, Louis d'Eaubonne, seigneur des Tournelles résidant à Paris, fonde une autre chapellenie au titre de Saint-Louis. Cette fondation est approuvée par Nicolas Choart de Buzenval, évêque de Beauvais, en date du 12 novembre de la même année. D'après Pierre Gambier, l'actuelle sacristie serait l'ancienne chapelle Saint-Louis. Elle a ensuite été transférée au chevet du bas-côté attenant. Les cinq à six chapelains de l'église n'ont apparemment jamais formé un chapitre de chanoines, et il est donc quelque peu surprenant que l'église Saint-Pierre et Saint-Paul de Précy-sur-Oise soit érigée en collégiale au XVIIe siècle.

### La paroisse à la Révolution française
En 1789, l'abbé Louis-Florent Delaunoy, curé de Précy, devient député aux états généraux du bailliage, puis district de Senlis. À l'automne de l'année 1790, la « Charité de Précy », ce qui est le nom donné à l'hôtel-Dieu, est dissout, et ses biens sont vendus aux enchères. En 1791, les maîtres d'école sont interdits. À Précy, cette fonction est exercée par Louis Sébastien Landru, qui est payé par le seigneur, et officie en même temps de chantre pour les messes de fondation quotidiennes. Privé de revenus, il adresse une requête du district, et obtient une gratification équivalent au traitement d'une année. Il finit par être employé par la municipalité comme secrétaire-greffier. En 1792, le seigneur de Précy, Anne Léon II de Montmorency-Fosseux et son épouse s'exilent en Belgique, et revendent la seigneurie à François d'Avrange d'Haugéranville. Celui-ci ne cache pas son royalisme, et est arrêté l'année suivante avec un bon nombre de concitoyens dénoncés pour manque de patriotisme. Le 4 octobre 1792, trois parmi les quatre cloches de l'église sont précipitées dans le cimetière et envoyées au district de Senlis. Les Précéens sont généralement modérés, et il n'y a pas de débordements jusqu'à la création d'un « Comité de surveillance » le 9 octobre 1793. Les registres des délibérations du conseil municipal des années 1790-1793 et les chroniques de Decaux et de Battelier conservées dans les archives paroissiales se contredisent sur certains points, et la succession chronologique des faits n'est pas présentée de la même manière. Selon la première source, le curé aurait prêté serment à la Constitution civile du clergé ; selon la deuxième source, il l'aurait refusé. Mais les chroniques ont été rédigées après la Révolution. En tout cas, pour arrêter un prêtre non jureur, il faut au moins vingt dénonciations, mais l'abbé Delaunoy est respecté à Précy, et aucun habitant ne le dénonce. Malgré cela, le comité révolutionnaire le fait arrêter pour manque de patriotisme, un matin à l'issue de la messe de sept heures.
Il doit être conduit à la prison du château de Chantilly, mais on lui accorde de pouvoir changer ses vêtements sacerdotaux contre des vêtements civils au presbytère. Le prêtre profite d'un moment d'inattention pour s'enfuir par le jardin, et se cache pendant quelques jours chez des voisins, où il dit la messe en secret. Furieux, le maire organise la vente aux enchères du presbytère comme bien national le jour même. Les événements s'enchaînent. Le comité révolutionnaire vandalise l'église, renverse les statues, mutile les boiseries à coup de hache, brise les retables et les autels, jette tout le mobilier en bois dehors et le brûle (sauf le confessionnal, qui servira de guérite), et profane les tombes des anciens seigneurs de Précy. Le 29 octobre, 1 428 livres de plombs provenant des cercueils sont transportés à Paris ; le 30 octobre, les vases sacrés sont portés à l'hôtel de la Monnaie de Paris pour être fondus. Un récépissé est établi en échange. L'une des pertes les plus déplorables est un missel d'autel, incunable illustré de miniatures et d'enluminures, et dont les plats étaient recouverts de plaques d'ivoire sculptées, entourées de pierres précieuses en cabochon. Le 6 décembre, on achève de dépouiller l'église. Elle est désormais utilisée pour les fêtes républicaines. Les différents calvaires et sculptures religieuses disséminés sur le territoire de la commune sont également enlevés, dont une statue de saint Germer de Fly du XVIe siècle. L'abbé Delaunoy est capturé quelques jours après sa fuite, et emprisonné à Chantilly avec d'autres notables et prêtres. La détention dure deux ans, ou selon d'autres sources, jusqu'à la chute de Robespierre, soit jusqu'à fin juillet 1794. Le curé revient à Précy, où il est logé par des amis, jusqu'à des membres de sa famille lui construisent un nouveau cimetière. Il est rapporté que Louis-Florent Delaunoy reprend aussitôt son ministère : le culte catholique n'étant de nouveau autorisé qu'en 1795, on doit penser que la détention dure au moins jusqu'au printemps de cette année. La santé du prêtre s'étant fragilisée du fait des conditions de détention, il meurt le 22 juillet 1805 à l'âge de cinquante-trois ans, quatre mois et sept jours.

### L'histoire de la paroisse depuis le Concordat
Des calices en étain et en cuivre sont utilisés provisoirement. Avec la réinstauration de la liberté du culte et le Concordat de 1801, le territoire du département de l'Oise est rattaché au diocèse d'Amiens. Le doyenné est à présent Chantilly, relevant anciennement du diocèse de Senlis. En 1804, la commune de Précy compte 869 habitants. Une ordonnance de Jean-Chrysostôme de Villaret, évêque d'Amiens, oblige les paroisses d'acquérir des calices et ciboires en argent doré dans les plus brefs délais. Ils sont fournis par M. Pierrot, orfèvre à Senlis, pour 118 livres. Une monstrance pour exposer le Saint-Sacrement est acquise en mai 1806. Des dons permettent de compléter le mobilier liturgique année sur année. Le samedi 4 juillet 1818, la nouvelle cloche est coulée en fondant l'ancienne, et en ajoutant du métal afin de parvenir au poids de deux mille livres, soit une tonne environ. La cloche est bénite 6 juillet et nommée Pierre-Marie, selon ses parrains Pierre Lacour et Marie Benjamine Étienne, veuve Cothereau, qui demeurent tous les deux à Paris. La paroisse emploie un maître d'école pour l'éducation des garçons. Il est également tenu de balayer l'église. L'éducation des jeunes filles est assurée par une congrégation religieuse. Le diocèse de Beauvais est rétabli en 1822. Il correspond désormais aux limites du département, et Précy-sur-Oise est donc de nouveau situé dans le diocèse de Beauvais. Depuis la Révolution, les cimetières appartiennent aux communes. En 1851, la municipalité fait transférer le cimetière vers son emplacement actuel près de la route de Neuilly-en-Thelle, et la propreté de l'église s'en trouve considérablement améliorée. Le 24 février 1883, l'abbé Chamblay bénit une chapelle érigée dans le cimetière. Elle appartient à la Famille Audebert-Petitjean-Caboche, mais elle doit être ouverte au public, et on peut y célébrer des messes pour les défunts uniquement. Une petite cloche est offerte à l'église en 1895 par Victorine Bellanger, née Taupin. Par son testament du 1er novembre 1899, Frédéric Grandperrier institue « un prix de vertu qui sera donné tous les ans, à la Saint-Pierre, à la jeune fille qui se sera fait le plus remarquer par sa bonne conduite ». Elle est à choisir par la municipalité, sera couronnée dans le cadre d'une cérémonie publique, puis sera escortée de ses parents et de ses amis à l'église au son de toutes les cloches, et un office religieux sera célébrée en son honneur. M. Grandperrier fait également un legs pour fonder un prix scolaire dans l'école des filles.
En 1962, le diocèse compte encore sept cent dix paroisses, soit en principe une par église. Trente ans après, le nombre de prêtres en activité est de cent cinquante-sept. Pour répondre à la diminution du nombre de prêtres, les paroisses du diocèse sont réorganisées, et en date du 26 mai 1996, quarante-cinq nouvelles paroisses sont érigées en lieu et place des anciennes paroisses. La plupart des paroisses sont très étendues et regroupent environ seize clochers en moyenne. La paroisse de Précy-sur-Oise est la plus petite parmi elles, et outre l'église Saint-Pierre-et-Saint-Paul, elle comporte seulement l'église Notre-Dame-de-la-Nativité de Blaincourt-lès-Précy et l'église Saint-Vaast de Boran-sur-Oise, ainsi que le prieuré de Boran. Ces quatre lieux de culte étaient de toute façon déjà desservies par un même prêtre, l'abbé Carlos Speybroeck, curé de Précy. Le doyenné, rebaptisé « secteur missionnaire de la Basse Vallée de l'Oise » en 1970, devient le « secteur missionnaire du pays de France ». La nouvelle paroisse est placée sous le patronage de saint Louis, auquel est par ailleurs dédiée la chapelle au chevet du collatéral sud. Une chapelle Saint-Louis existe en l'église de Précy depuis la canonisation du roi en 1297. Le lien entre Précy et saint Louis s'établit à travers l'ancienne seigneurie de Précy, dans le territoire de laquelle se situaient le château royale d'Asnières-sur-Oise et l'abbaye de Royaumont, fondée par saint Louis dans sa jeunesse. Il se trouve que la paroisse voisine de Chambly a choisi le même saint patron (« paroisse Saint-Louis en Thelle »).
L'abbé Carlos Speybroeck est le dernier curé de Précy-sur-Oise. Né le 11 janvier 1931 à Mishawaka (États-Unis) d'un père américain d'origine allemande et d'une mère belge, il se retrouve orphelin en Belgique en 1940. Il obtient une licence en Philosophie de l'Université de Louvain et commence des études de Théologie, qu'il continue au grand séminaire de Beauvais. C'est à la cathédrale Saint-Pierre de Beauvais qu'il est ordonné prêtre le 28 juin 1958. Ultérieurement, sa passion pour les arts motive l'abbé Speybroeck de suivre les cours de Bruno Foucart à l'École du Louvre, dont il obtient une licence. Aumônier militaire à Beauvais, Carlos Speybroeck est membre fondateur du Groupe d'étude des monuments et œuvres d'art de l'Oise et du Beauvaisis. Pendant trente-cinq ans, le prêtre est membre de la Commission d'Art sacré du diocèse de Beauvais. Nommé curé de Précy, Blaincourt et Boran en 1979, il participe activement à la vie locale et se fait également connaître comme artiste-peintre. Après sa retraite le 1er septembre 2011, il n'est plus remplacé, et la paroisse Saint-Louis est desservie par le curé de Gouvieux. Ensuite, un prêtre étudiant, le père Noël Sofack, peut heureusement été affecté à la paroisse Saint-Louis en tant que vicaire. De ce fait, les messes dominicales peuvent être régulièrement assurées en l'église Saint-Pierre et Saint-Paul. Aujourd'hui, des messes dominicales anticipées ont pris le relais, célébrées la plupart des samedis à 18 h 30.

### L'histoire de l'édifice

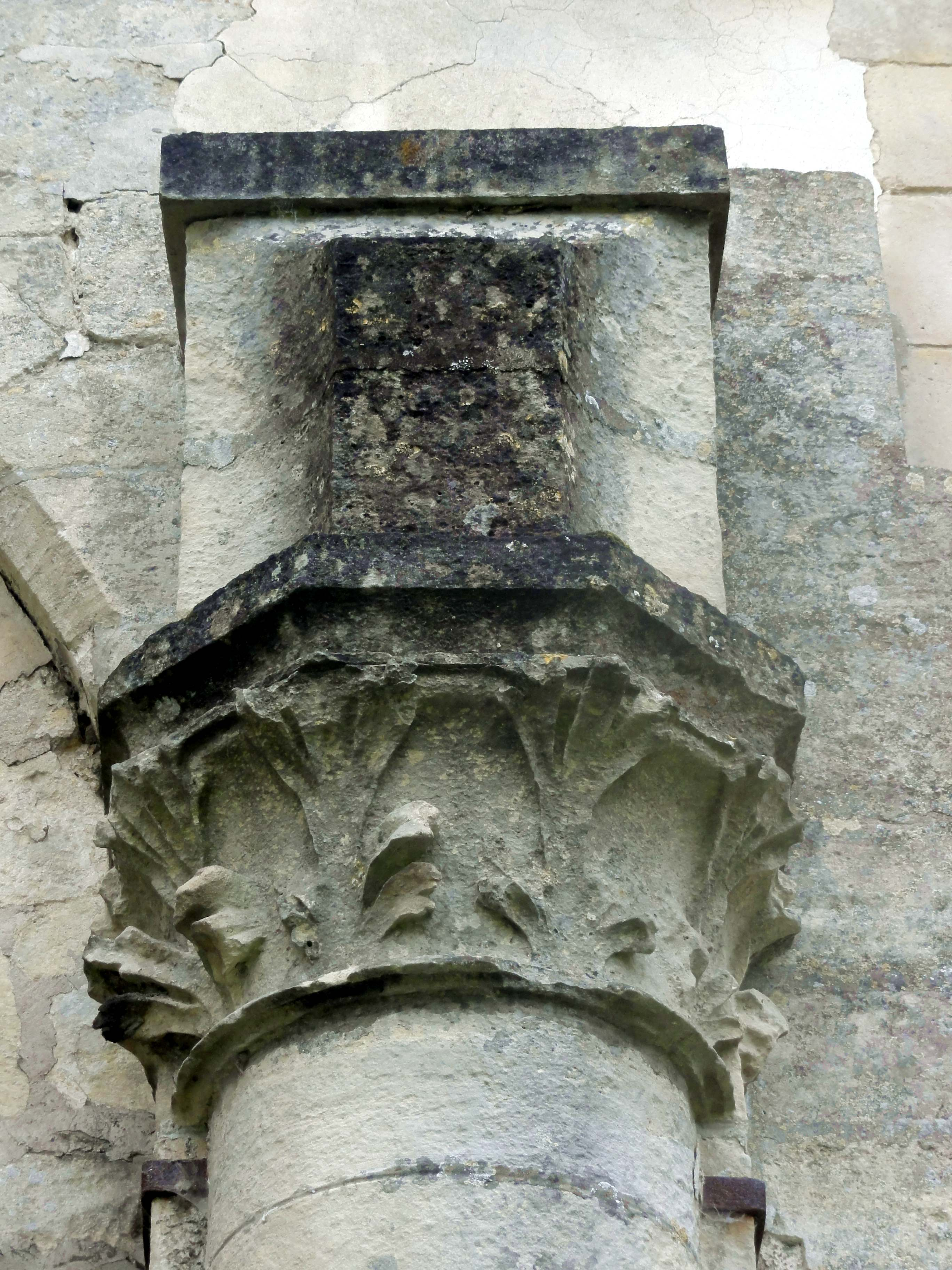
Chapiteau et départ d'un doubleau à l'extérieur du bas-côté nord.

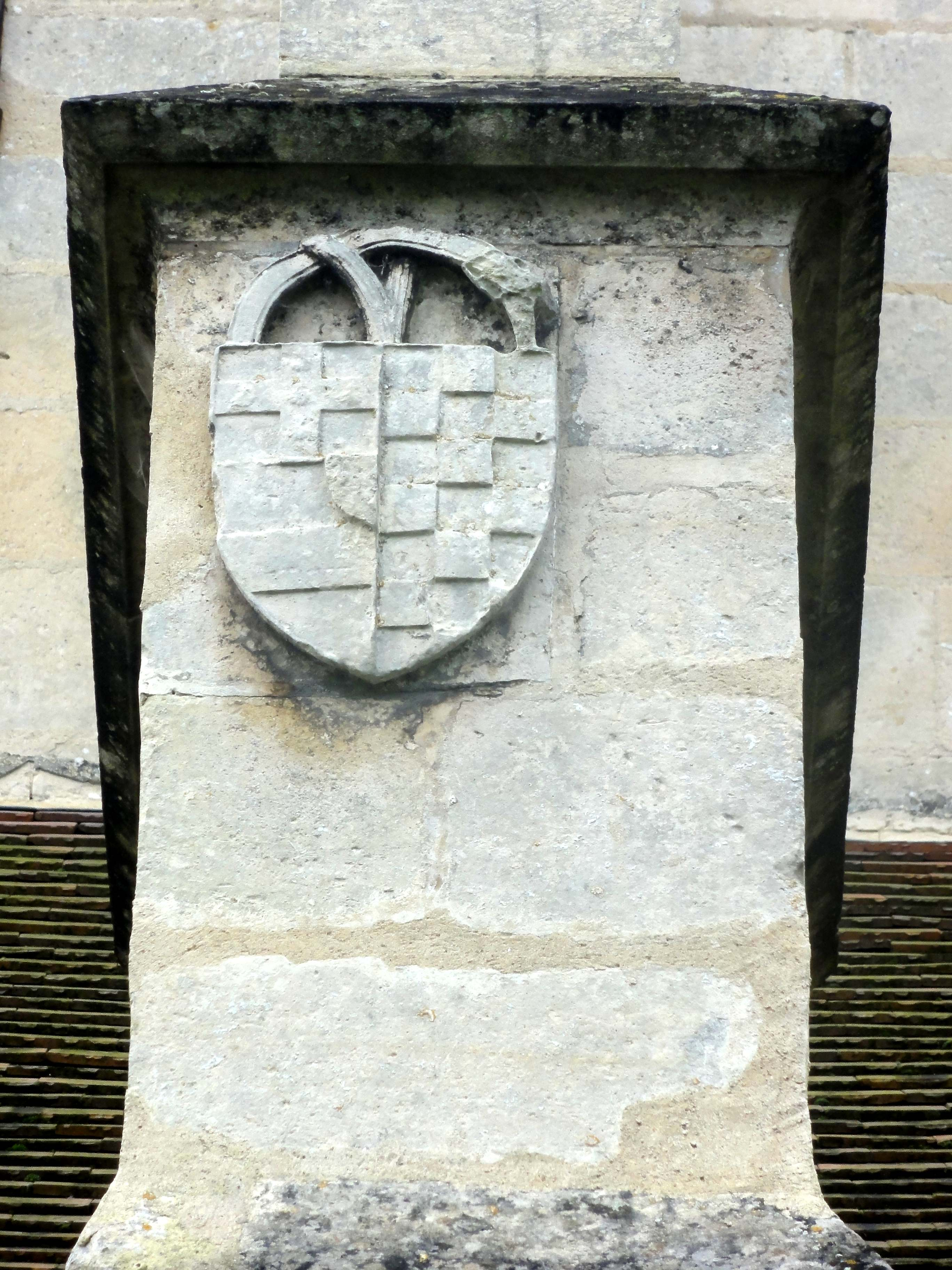
Écu parti de Louis de Saint-Gelais et de Gabrielle de Rochechouart de Mortemart sur la culée d'un arc-boutant au nord.

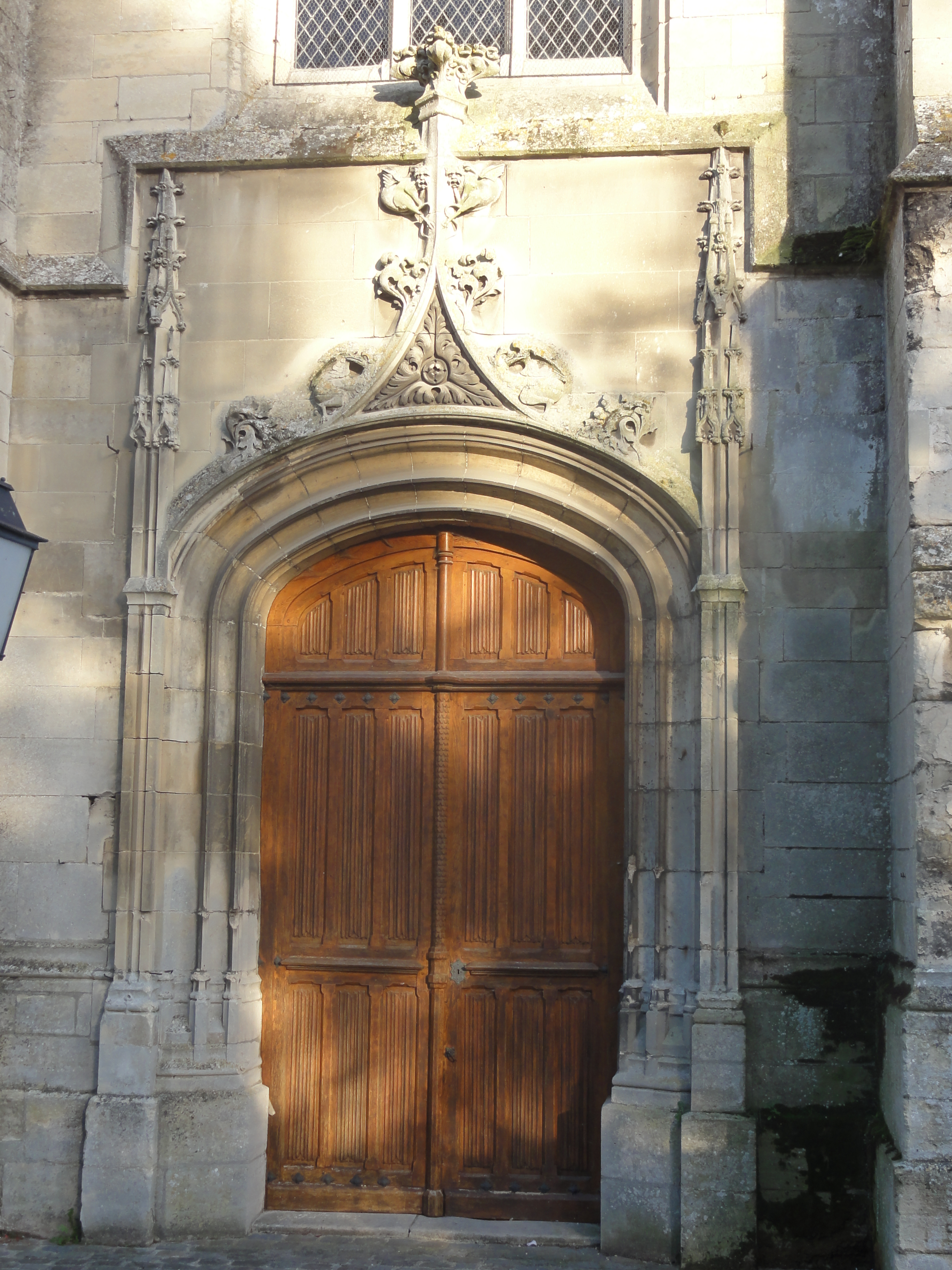
Portail occidental de 1875.

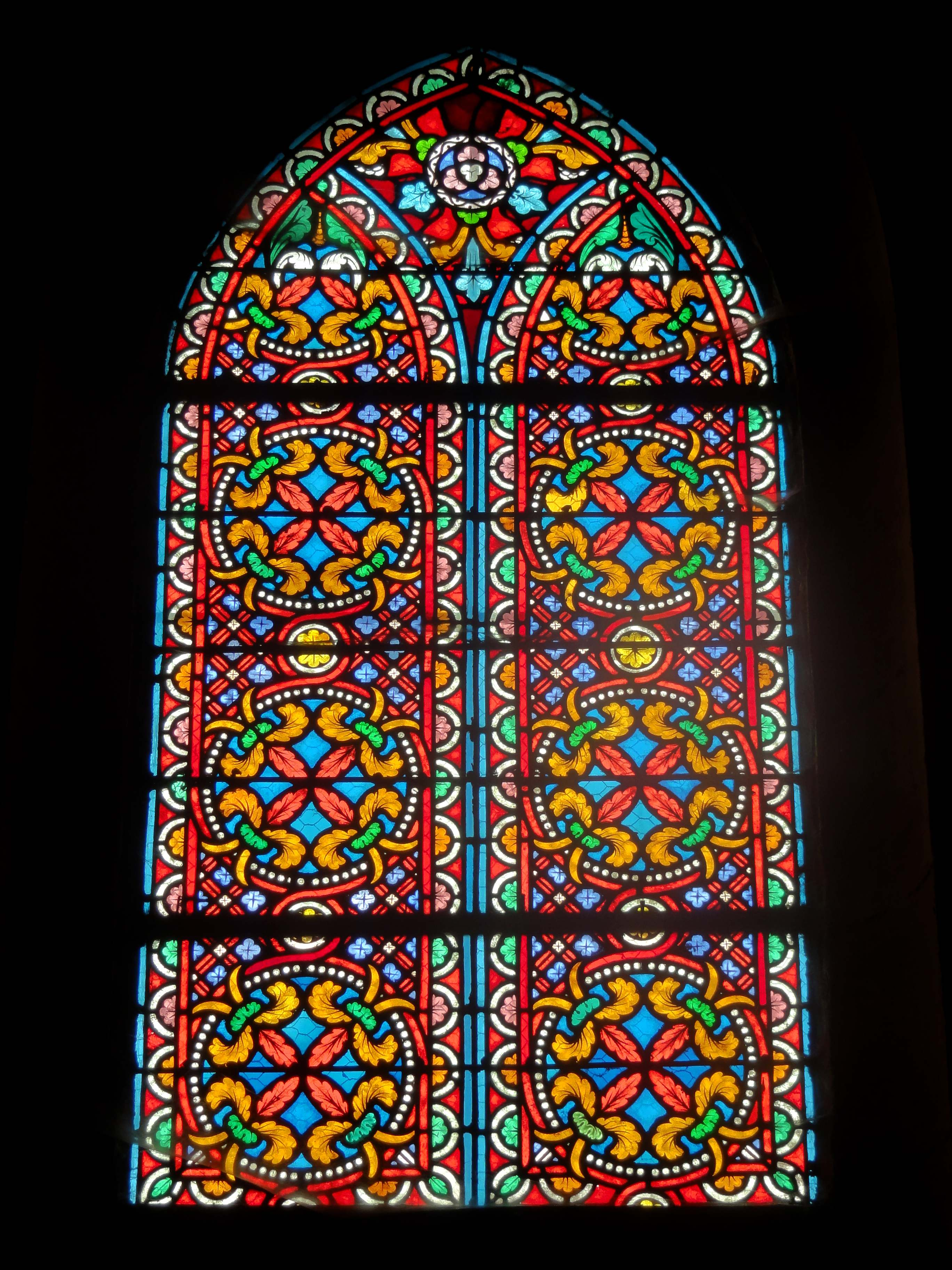
Vitrail du XIXe siècle recomposé dans la chapelle baptismale.

De l'église de style gothique primitif de la fin du XIIe siècle, subsistent les deux demi-travées du chœur, qui sont recouvertes ensemble par une voûte d'ogives sexpartite (à six branches d'ogives), ainsi que les travées contigües des deux bas-côtés. Le prieuré de Saint-Leu-d'Esserent, collateur de la cure, participe certainement à la construction. Un seigneur du nom de Philippe de Précy est considéré comme fondateur de l'église, ce qui donne à penser que c'est lui qui donna l'ancienne église au prieuré. Les travaux s'achèvent au début du XIIIe siècle. Au nord, une chapelle latérale ou un second bas-côté est ajouté à la fin du XIIIe ou au XIVe siècle, car un chapiteau et le départ d'un arc-doubleau subsistent encore de cette époque sur l'avant-dernier contrefort du nord. La nef est partiellement détruite pendant la guerre de Cent Ans. Après 1570, elle est reconstruite dans un style gothique flamboyant dépassé depuis une génération. Selon l'avis du professeur Jacques Thiébaut, de l'Université de Lille, la reconstruction doit consister en une importante reprise en sous-œuvre, car les arcs-boutants de la nef proviendraient de la première campagne de construction (que Thiébaut situe entièrement pendant la première moitié du XIIIe siècle, avis non partagé par les autres auteurs). Les travaux sont financés par le seigneur Louis de Saint-Gelais de Lusignan, qui est peut-être un fils naturel de François Ier, et qui est devenu seigneur de Précy en 1570. Lors de la consécration de la « nouvelle » église, celle-ci est placée sous la protection des saints Pierre et Paul, à l'image de la basilique Saint-Pierre de Rome,,,. La partie supérieure du clocher est refaite au XVIIIe siècle.
Sous la Révolution française, les dalles funéraires des seigneurs de Précy et de leurs proches se trouvant alors dans le chœur sont enlevées et les tombes sont profanées. Le caveau de Louis de Saint-Gelais de Lusignan n'y échappe pas. On y trouve plusieurs cercueils en plomb et une quantité d'ossements. Le corps de messire de Saint Gelais est trouvé intact sous son linceul. On le fouette, on le mutile, on le promène dans l'église par dérision, puis on le rejette dans le caveau. Seul un croquis conservé dans les archives paroissiales permet aujourd'hui de connaître l'identité des défunts et les emplacements de leurs sépultures. Après le Concordat, l'église est remise en état, et les pierres tombales sont récupérées pour le dallage de la nef. Le but n'est apparemment pas la conservation des pierres tombales, car dans la nef, elles sont bien davantage soumises à la dégradation par les pas des fidèles que dans le chœur. Qui plus est, le monument funéraire en marbre noir de Philippe de Précy est vendu à un marbrier de Senlis vers 1828. Le gisant du XIIIe siècle avait sans doute été vandalisé sous la Guerre de Cent Ans, et le monument en place à l'époque a dû être commandé par Louis de Saint-Gelais, car il affichait le style de la Renaissance. En 1873, l'abbé Chambay décrit un « mausolée composé d'une épaisse dalle en marbre noir soutenue par quatre lions couchés qui faisaient office de supports de la dalle sur laquelle reposait un croisé en armure le heaume entr'ouvert, tenant d'une main son bouclier et de l'autre son épée ». La recette de la vente est employée à restaurer le porche de l'église. Le curé, messire Robert, fait retirer tous les ossements des caveaux et les fait enterrer au cimetière qui entoure l'église. Toutes les dalles subsistantes sont en pierre de Saint-Maximin, sauf la dalle funéraire du chevalier Jehan de l'Amaury qui est en liais. Sur les trente-huit dalles recensées dans l'église par l'abbé Speybroeck, seulement une demi-douzaine sont en bon état et restent lisibles.
Au milieu du XIXe siècle, ne restent plus que quelques débris des XIIIe siècle et XVIe siècle dans la grande rosace, dont les motifs n'ont apparemment jamais évolué, mais dont les éléments ont été remplacés au fur et à mesure, si bien que l'ensemble actuel n'est plus qu'un pastiche de ce qu'il était du temps de saint Louis. À compter de 1873, l'église est équipée de nouvelles verrières, qui sont apparemment d'une facture assez banale selon les rares éléments qui en subsistent. Deux nouvelles fenêtres sont percées dans la chapelle de la Vierge et l'avant-dernière travée du bas-côté nord. La première verrière qui est installée représente saint Nicolas et sainte Adélaïde, et est payée par M. Anchois. La seconde verrière a pour sujet saint Charles Borromée. La troisième, qui suit en 1874, figure sainte Félicité de Carthage, martyre, et est offerte par Mme Lensauffier. C'est également en cette année que la grande rosace du chevet retrouve son Christ pantocrator dans le médaillon central. Selon une décision du conseil de fabrique, des vitraux polychromes sont successivement installés dans toute l'église, dans la mesure que les finances le permettent. Le portail occidental de la nef est refait en 1875, et le porche imaginé par Eugène Viollet-le-Duc est ajouté devant le portail nord en 1885 (voir ci-dessus). Ces constructions de style néo-flamboyant sont discutables, et l'abbé Speybroeck qualifie même le porche d'« œuvre ignoble ».
Après l'éclatement de la Seconde Guerre mondiale, les vitraux de saint Louis et de la rosace, ainsi que quelques autres panneaux ornementaux de moindre valeur artistique, sont déposés et mis à l'abri à l'initiative de Lucien Gérardot. Lors du bombardement de Précy et Saint-Leu-d'Esserent peu avant la Libération, le 5 août 1944, pratiquement tous les vitraux restants en place sont emportés par le souffle des bombes. Après la guerre, M. Gérardot paie le peintre-verrier Clément Noblecourt pour restaurer et remonter la rosace et le vitrail de saint Louis, qui se trouve au-dessus de la porte de la sacristie, sans rétroéclairage. Les vitraux ornementaux sont montés dans les fenêtres latérales du vaisseau central. En 1959, un donateur anonyme permet au maire de Précy, Charles Minost, de commander cinq nouveaux vitraux pour les principales fenêtres du chœur. Il confie la réalisation au peintre-verrier parisien Bernard Gilbert, qui avait été sélectionné dès 1957. Élève de Georges Rouault, il travaille dans l'esprit de l'Expressionnisme. — En 1987, la municipalité fait restaurer la verrière occidentale et le vitrail de saint Louis au-dessus de la porte de la sacristie. Les fragments du vitrail ornemental du XIXe siècle de la chapelle de la Vierge, qui avait été déposé en 1959, sont utilisés pour faire un nouveau vitrail dans le style du XIIIe siècle pour la chapelle des fonts baptismaux.
L'église est inscrite aux monuments historiques par arrêté du 1er décembre 1950. D'après Pierre Gambier, le service des Monuments historiques se décide à bon escient contre un classement, car à l'époque, l'inscription simple n'oblige pas l'État à verser la moindre subvention pour la restauration de l'église. Le toit est en effet dans un état de délabrement et de total abandon pendant les années 1950, notamment celui du bas-côté nord et tout le versant sud de la nef. Les arcs-boutants nécessitent une révision urgente.

## Description

### Aperçu général

Plan de l'église.

À peu près régulièrement orientée, avec une légère dérivation de l'axe de l'édifice vers le sud-est du côté du chevet, il adopte un plan symétrique qui s'inscrit dans un rectangle. L'église ne possède donc ni transept ni déambulatoire, et se compose d'un vaisseau central accompagné de deux bas-côtés, tous les trois se terminant par un chevet plat. Les cinq premières travées du vaisseau central sont de style flamboyant et correspondent à la nef. La sixième et dernière travée, que l'on peut subdiviser en deux demi-travées du fait de son voûtement sexpartite, est de style gothique primitif et correspond au chœur. Les bas-côtés comptent sept travées pour la même longueur que le vaisseau central, soit cinq travées pour la nef et deux pour le chœur. La première travée du bas-côté sud est la base du clocher et la chapelle des fonts baptismaux. Deux constructions annexes flanquent la partie finale de chacun des bas-côtés. Au nord, c'est une petite chapelle carrée sans caractère, actuellement sans usage ; au sud, c'est la sacristie, qui compte deux travées différentes et englobe l'ancienne chapelle Saint-Louis du XVIIe siècle. L'ensemble de l'église est voûté d'ogives. La structure des toitures est simple : Le vaisseau central est recouvert d'un toit continu à deux rampants, et les bas-côtés sont pourvus de toits en appentis, qui laissent libres les fenêtres latérales de la nef et du chœur. L'accès se fait par le porche devant la troisième travée du bas-côté nord, côté ville, ou par le portail occidental face au domaine du château.

### Extérieur

#### Chevet

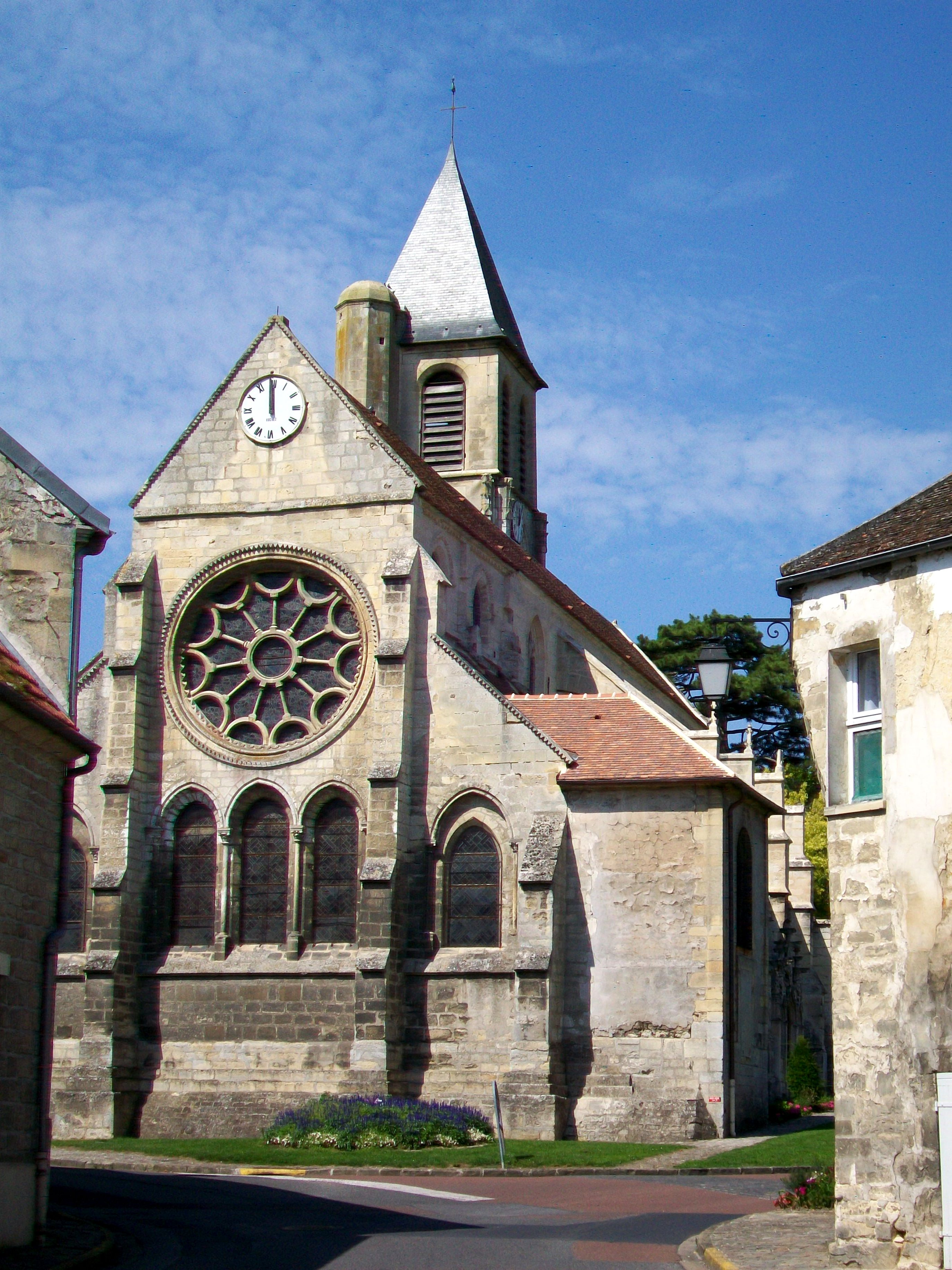
Chevet.

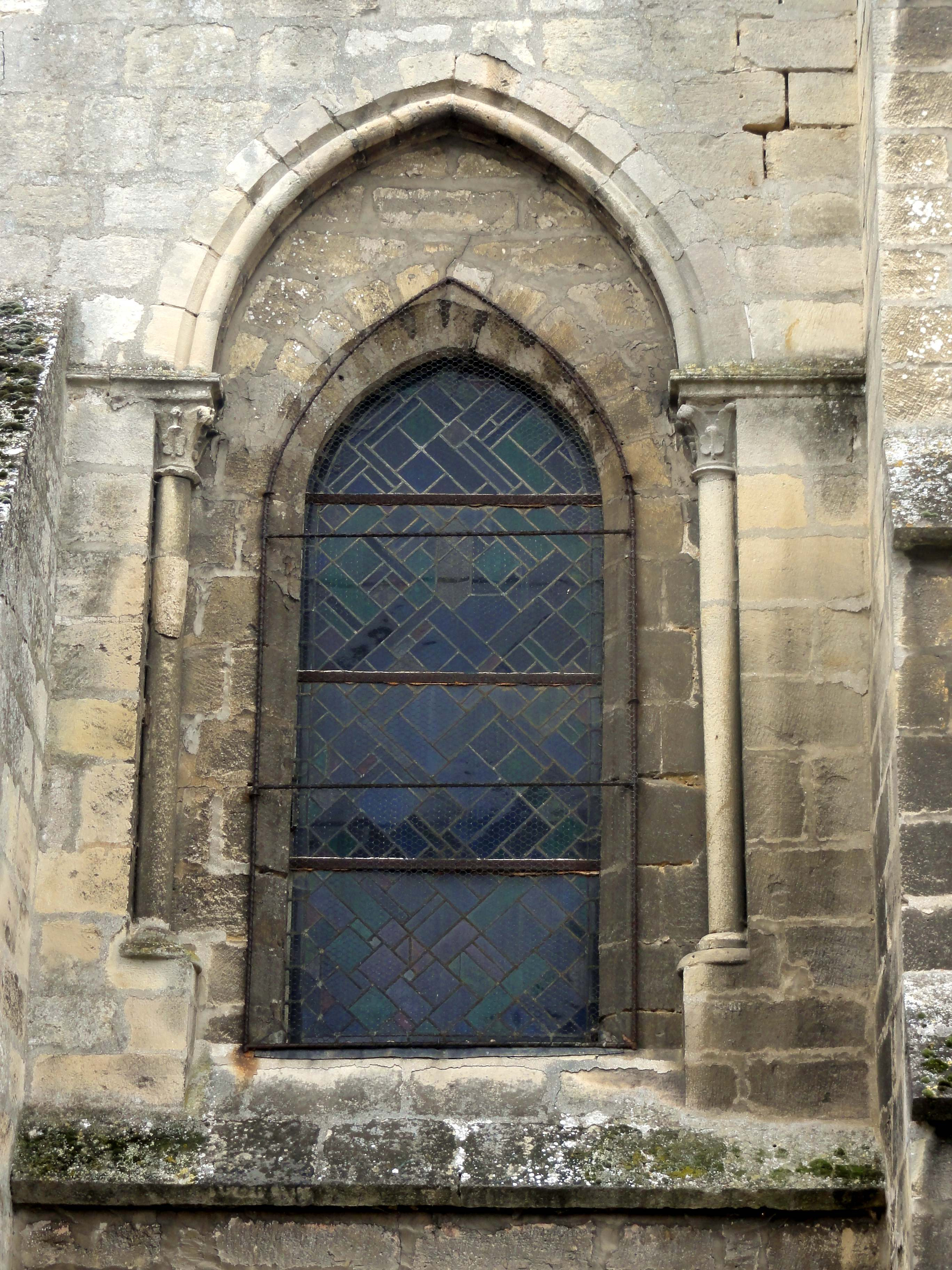
Fenêtre du bas-côté sud.

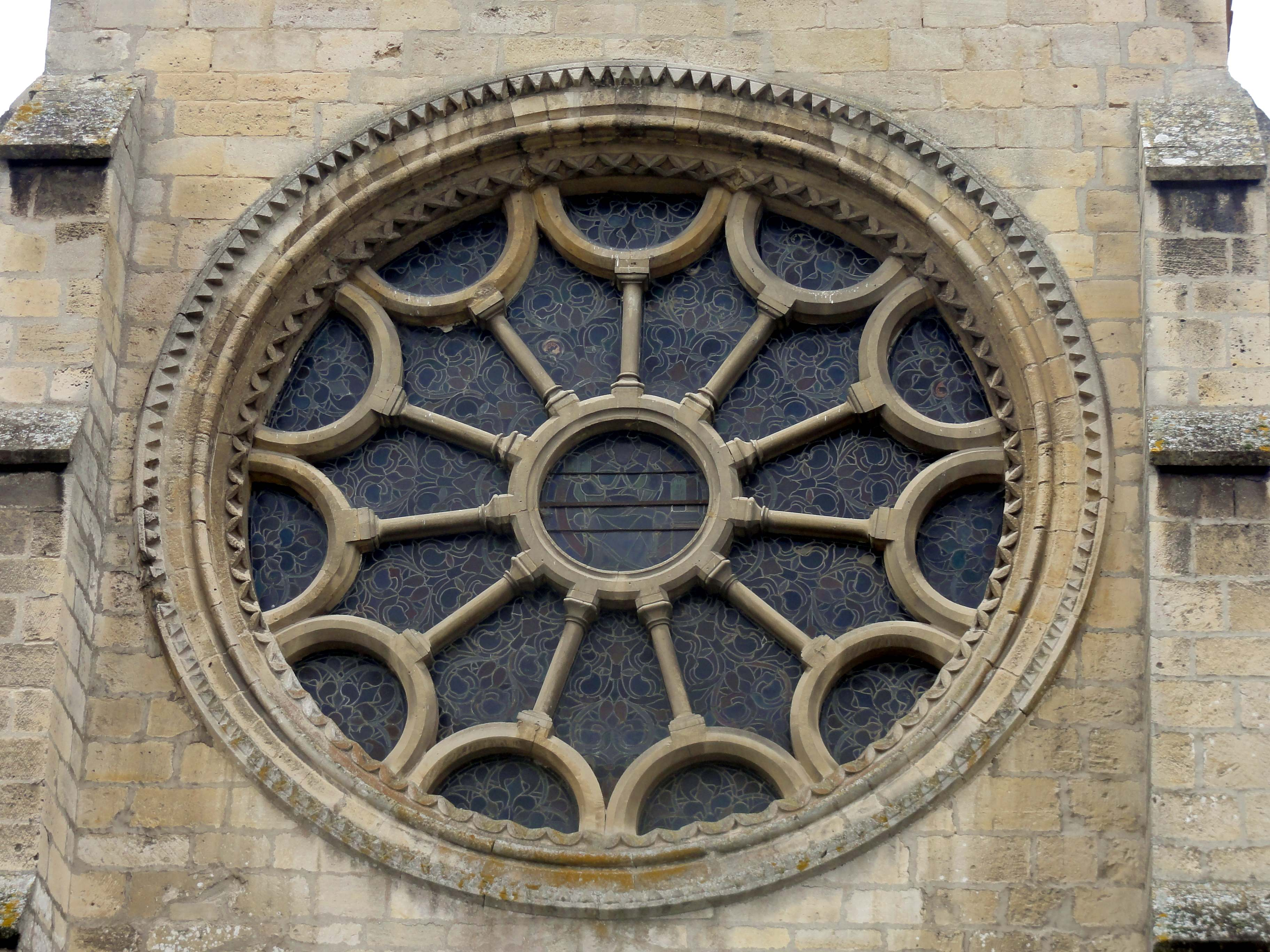
Rosace à onze rayons.

À l'extérieur, seul le chevet, les élévations latérales du chœur de la fin du XIIe siècle et le clocher offrent un réel intérêt. Le chevet plat se remarque par une composition particulièrement bien équilibrée. On ne peut, bien entendu, pas tenir compte de la sacristie et de la petite chapelle latérale au nord. Ces parties sont dénuées de caractère et n'entravent, dans ce sens, pas l'harmonie de l'ensemble. L'organisation du chevet reflète la subdivision de l'église en trois vaisseaux. La partie centrale correspondant au vaisseau central a des murs gouttereaux deux fois plus élevés que les collatéraux. La largeur réunie des deux collatéraux équivaut la largeur du vaisseau central. Sans tenir compte du pignon du vaisseau central et des demi-pignons des collatéraux, la partie centrale du chevet a donc les proportions de deux carrés superposés, et les parties latérales représentent la moitié d'un tel carré. L'inclinaison du pignon et des demi-pignons des collatéraux est de 45°, et résulte presque logiquement du rapport des proportions extrêmement simple mis en place par le maître d'œuvre.
Au-dessus des fondations, le mur se retraite trois fois par des fruits et forme trois légers ressauts. Le dernier à la double hauteur des deux précédents, ce qui ne devrait pas non plus être un hasard. Les ressauts sont aussi présents sur les contreforts. Ceux qui flanquent le vaisseau central sont scandés par quatre glacis formant larmier, et s'amortissent par un glacis analogue. Les contreforts orientaux des collatéraux ne comptent qu'un seul glacis intermédiaire, mais celui-ci ainsi que le glacis final sont situés au même niveau que les glacis des contreforts du vaisseau central. En plus, la saillie des quatre contreforts est également identique sur un même niveau. Une telle recherche d'harmonie est rare. Le maître-d'œuvre ne tombe en même temps pas dans le piège de la monotonie, car la distance entre les glacis est définie de sorte que celle-ci augmente successivement à partir du soubassement des fenêtres ; puis la section finale des contreforts a la même hauteur que celle qui succède au soubassement. Celui-ci se termine par un glacis formant larmier analogue à ceux des contreforts.
Les fenêtres du premier niveau prennent appui sur ce glacis. Ce sont des lancettes simples en tiers-point, mais le vaisseau central est pourvu d'un triplet de trois lancettes, dont celle du milieu est presque imperceptiblement plus élevée que les deux autres. Toutes les fenêtres sont à double ébrasement et placées en recul par rapport au plan du mur, ce qui permet leur décoration par une fine archivolte torique prise dans l'épaisseur du mur. L'on note que les deux baies des collatéraux sont nettement moins élevées que les archivoltes, ce qui paraît comme une maladresse. Les archivoltes retombent sur les tailloirs de chapiteaux de crochets, qui sont portés par de minces colonnettes en délit. Devant les trumeaux du triplet, une seule colonnette prend place. Dans les environs, le chevet de l'église Saint-Pierre-et-Saint-Paul de Viarmes offre un triplet presque identique, qui est toutefois bouché. Avant les transformations qui l'ont dénaturé, le chevet de Gouvieux devait être assez semblable. Les triplets sont déjà connus à la fin de la période romane, comme le prouvent les chevets d'Avrechy et d'Ormoy-Villers, et un peu plus tard, ceux de Cauffry et de Saint-Christophe-en-Halatte (commune de Fleurines). Mais seule l'église de Précy peut s'enorgueillir d'une grande rosace à onze rayons, sachant que le nombre habituel est de douze. La première rosace du Beauvaisis est celle du croisillon nord de l'église Saint-Étienne de Beauvais, probablement antérieure au milieu du XIIe siècle. La comparaison montre aussi que le remplage de la rosace actuelle est susceptible d'avoir été refait. Un oculus central est relié par des colonnettes à des demi-oculi disposés contre le cercle dans lequel s'inscrivent les vitraux. Les colonnettes sont dépourvues de chapiteaux sculptés, et les demi-oculi ont un profil rudimentaire d'un méplat entre deux chanfreins : c'est cette sécheresse qui semble trahir la réfection. Le pourtour de la rosace, profondément enfoncée dans le mur, est en revanche orné d'un rang dents de scie excavées ; d'un tore dégagé ; et d'un rang de pointes-de-diamant ou têtes de clous. Des têtes de clous identiques délimitent les rampants des toits. Un larmier peu saillant court à la naissance du pignon du vaisseau central,.

#### Élévations latérales

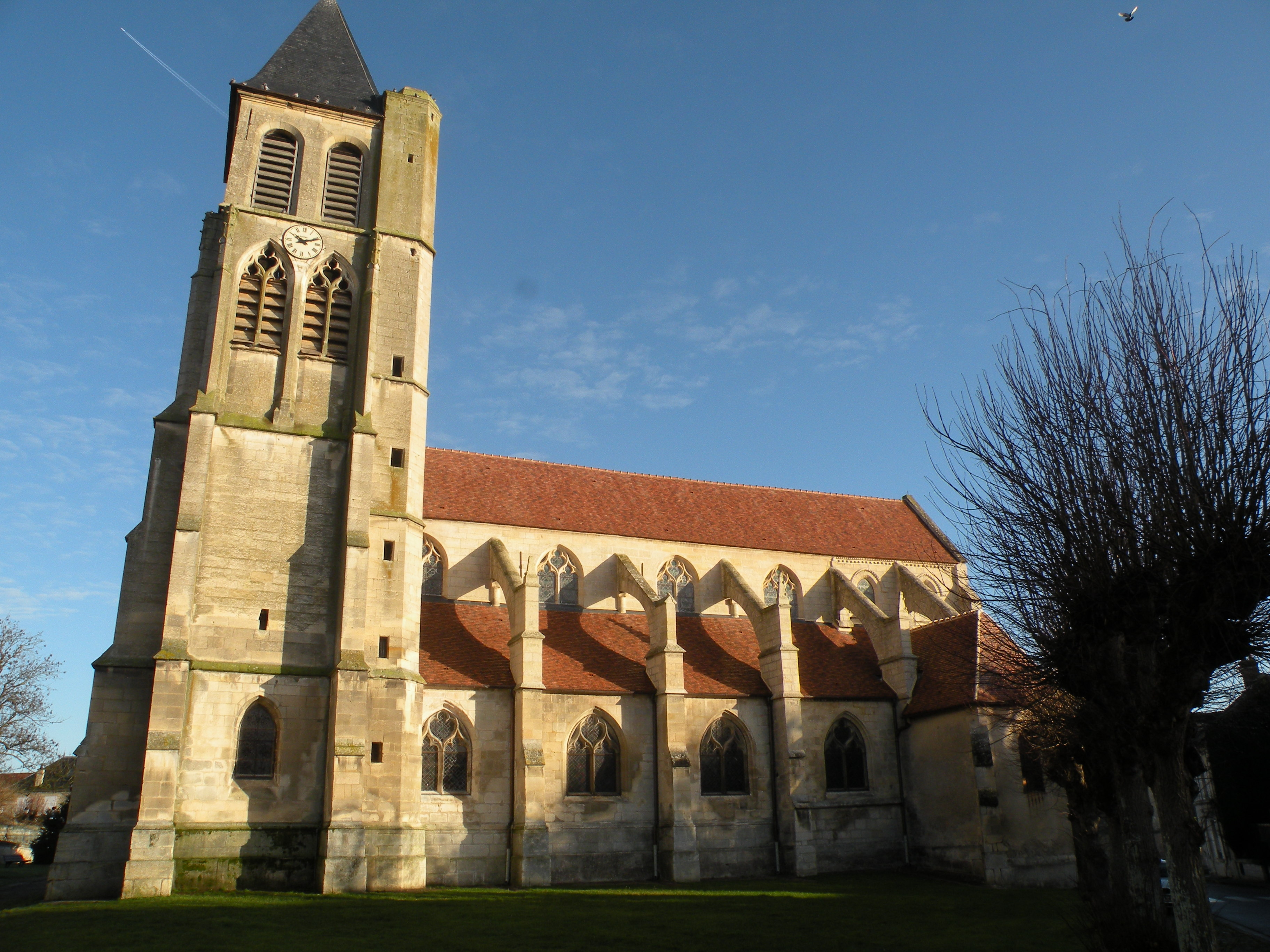
Élévation sud.

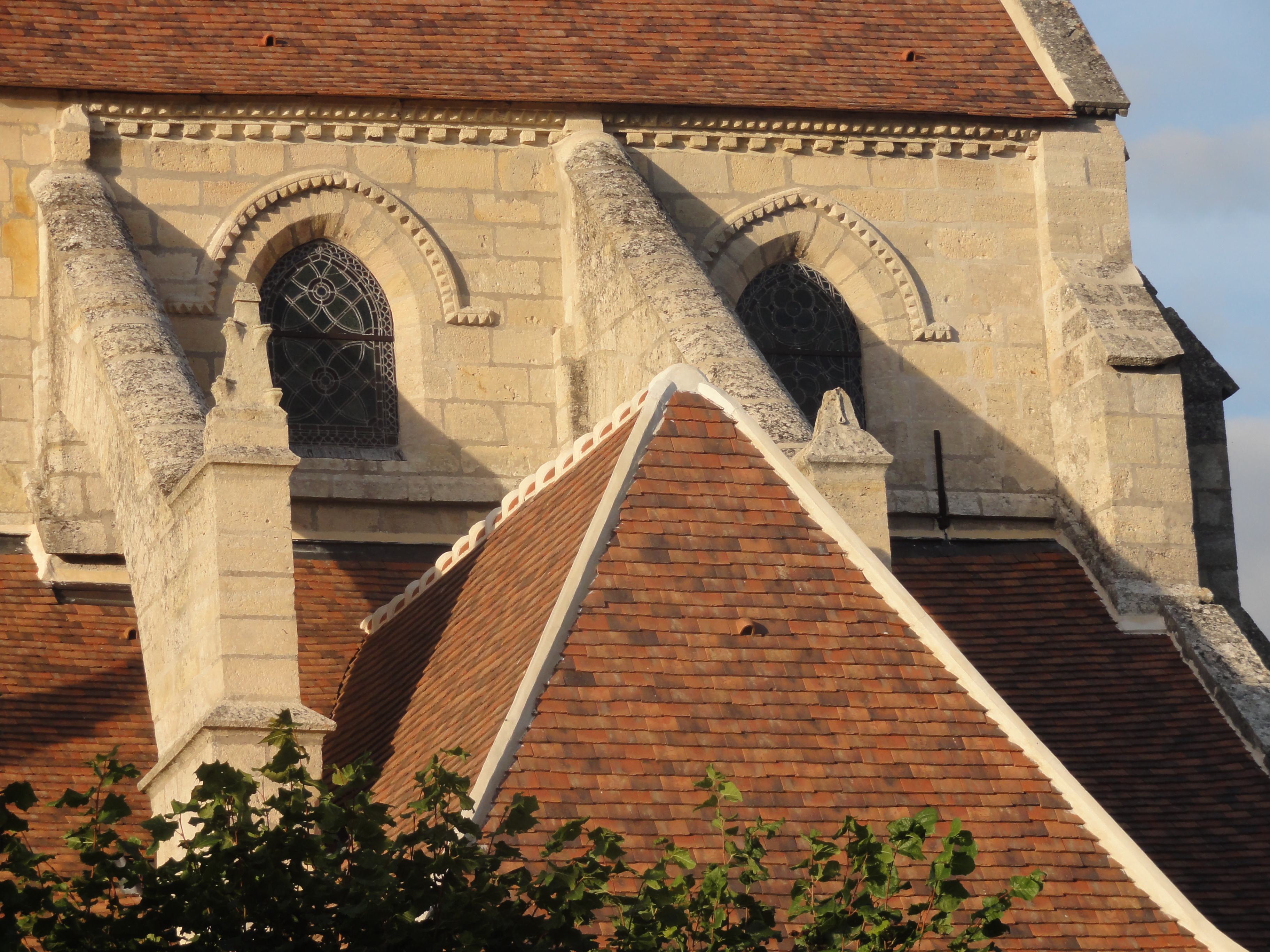
Chœur, parties hautes côté sud.

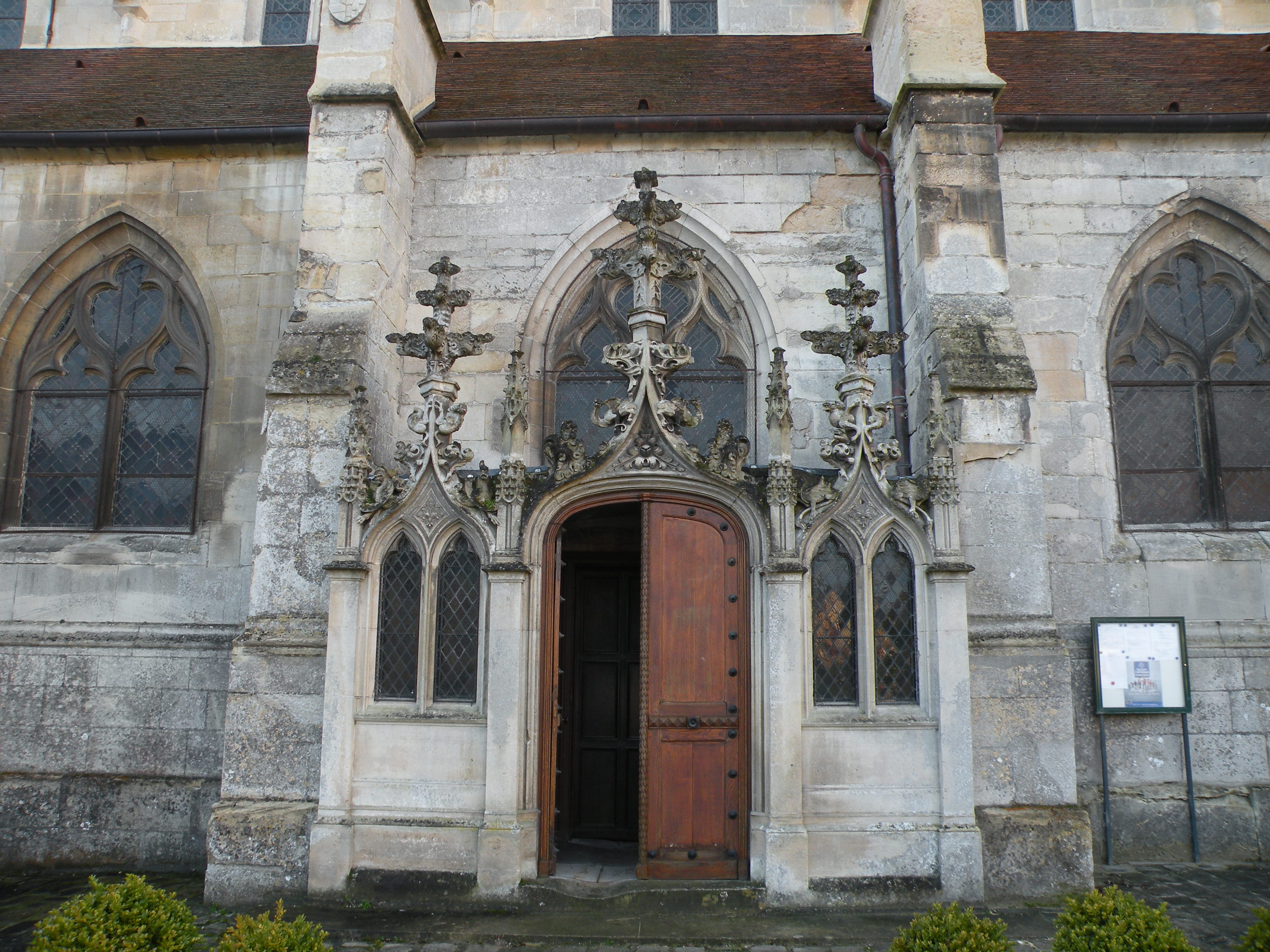
Porche devant le bas-côté nord.

Au niveau des fenêtres hautes, seules les deux dernières travées au nord et au sud subsistent de la campagne de construction dont est issu le chevet. Ce sont en réalité des demi-travées, car elles sont recouvertes ensemble par une voûte sexpartite. Ces demi-travées sont moins larges (profondes) que les travées de la nef, et la question se pose si toute l'église était initialement construite à l'image du chœur. En ce qui concerne le voûtement sexpartite et la profondeur des travées, ce n'était pas le cas, car la dernière travée du bas-côté sud de la nef conserve le formeret de la fin du XIIe siècle, ainsi qu'une ogive et une colonnette à chapiteau à la limite avec la travée précédente. En ce qui concerne les arcs-boutants, on constate qu'ils sont tous identiques sauf ceux entre la troisième et la quatrième travée au sud, et entre la première et la seconde travée au nord. Ces deux contreforts ont dû être refaits. Selon l'abbé Speybroeck, qui se base sur l'avis de Jacques Thiébaud, les arcs-boutants datent en principe de la première campagne de construction, que ce dernier auteur situe toutefois pendant la première moitié du XIIIe siècle. Comme l'a prouvé Philippe Plagnieux, le chœur de l'abbaye de Saint-Germain-des-Prés possède des arcs-boutants depuis sa construction entre 1145 et 1155, et plus près, l'abside de l'église de Domont également. La datation du chœur de la fin du XIIe siècle par les autres auteurs, dont notamment Dominique Vermand qui fait autorité en le domaine, ne s'oppose donc pas à l'hypothèse de l'existence primitive des arcs-boutants. Il est par ailleurs facile à voir que des arcs-boutants existaient également au nord du chœur, où ils ont été supprimés tout en laissant d'importantes traces. Au niveau du chevet et de la façade, les arcs-boutants ont apparemment toujours fait défaut. Ils sont à simple volée, et dépourvus de chéneaux et de gargouilles. Les culées prennent appui sur le sommet des contreforts, où un larmier court tout autour. À mi-hauteur, les culées se retraitent par un larmier analogue, et enfin, elles sont couronnées par un clocheton. Seulement quatre des clochetons sont encore intacts. Ils sont pyramidaux et assez courts, et chaque arête est garnie de deux crochets. Les larmiers et les clochetons paraissent difficilement compatibles avec la première période gothique.
Les deux demi-travées de la première campagne de construction possèdent une corniche composée d'un rang de têtes de clous et d'un bandeau reposant sur des modillons cubiques. Les fenêtres sont des courtes lancettes en tiers-point, et entourées seulement d'un chanfrein, qui correspond à l'ébrasement extérieur. Le décor se résume à un cordon de têtes-de-clous, qui se continue pendant une courte section au niveau des impostes. Au sud, un arrachement près de l'angle sud-est montre que les cordons devaient initialement être continus. Des contreforts assez plats sont présents en dessous de la retombée des arcs-boutants. À l'intersection entre les travées reprises ou reconstruites au XVIe siècle, l'on voit tout au contraire des demi-colonnettes, qui passent vers un plan rectangulaire proche du sommet. Entre l'avant-dernière et la dernière travée de la nef au sud, l'arc-boutant ne retombe pas au-dessus de cette sorte de contrefort. Il n'y a plus de corniche sur les travées flamboyantes. Les fenêtres descendent légèrement plus bas qu'au niveau du chœur, et possèdent tous le même réseau flamboyant, composé de deux lancettes tréflées surmontées d'un large soufflet et de deux étroites mouchettes. Les fenêtres des bas-côtés de la nef ont un remplage du même type, et il n'y a pas non plus de corniche. Aucune fenêtre primitive des bas-côtés du chœur ne subsiste, car la chapelle Saint-Louis a été ajoutée au sud, et la chapelle de la Vierge au nord. Elle devait flanquer au moins la dernière travée de la nef et le chœur, car c'est à leur intersection que figure une grosse demi-colonne engagée surmontée d'un chapiteau aux maigres feuillages bien fouillés, comme on les rencontre à la fin du XIIIe siècle et au XIVe siècle. La dernière travée du bas-côté sud de la nef possède un larmier en haut du soubassement des fenêtres, comme au chevet, et un second larmier sur le contrefort, au même niveau que les contreforts orientaux du vaisseau central. Cette travée conserve donc partiellement son apparence du début du XIIIe siècle. Sur les autres travées des bas-côtés, un bandeau mouluré court à mi-hauteur des soubassements, y compris les contreforts. Si ce bandeau devrait dater de la reconstruction flamboyante, les contreforts sont tous scandés par un glacis formant larmier à mi-hauteur des fenêtres, et sont stylistiquement proches de leurs homologues du chevet.

#### Clocher

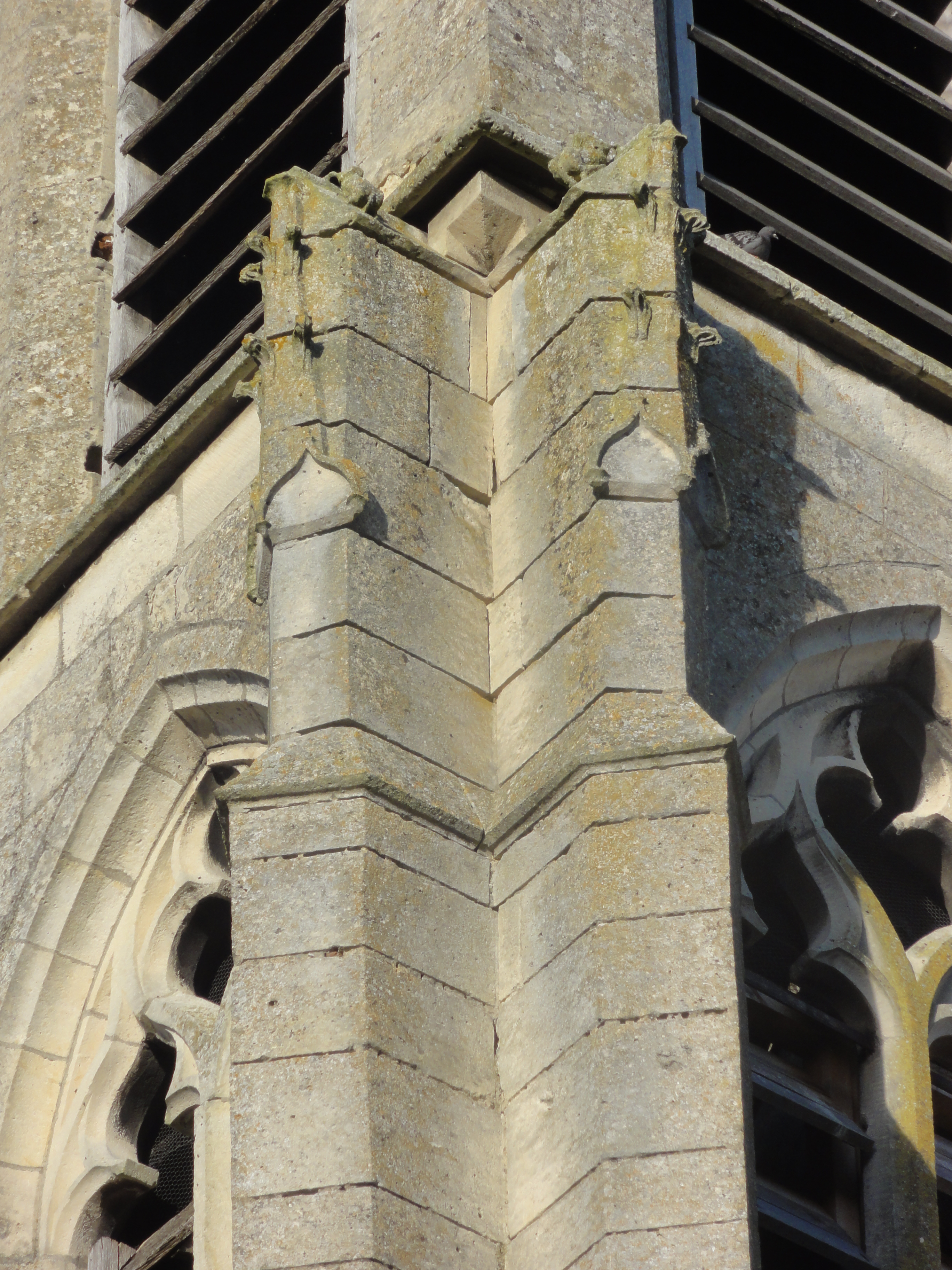
Clochetons flamboyants des contreforts.

L'impressionnant clocher comporte quatre niveaux d'élévation, qui appartiennent à plusieurs campagnes de construction. Du fait du plan carré opposé au plan barlong des travées des bas-côtés, le clocher fait saillie devant le bas-côté sud. On y observe le même bandeau mouluré que sur les murs des bas-côtés. Le rez-de-chaussée et le premier étage sont séparés par un larmier analogue à celui que l'on voit en bas des culées des arcs-boutants, et à mi-hauteur des deux niveaux, les contreforts sont scandés par un larmier analogue à ceux des bas-côtés. Cette partie du clocher est purement fonctionnelle. Une unique baie en arc brisé éclaire la base du clocher ; sinon, il n'y a que de petites ouvertures rectangulaires. Stylistiquement, les deux premiers niveaux du clocher peuvent bien dater du XIIIe siècle. Seulement le second étage, qui est le premier étage de beffroi, est de style gothique flamboyant, et devrait dater de la reconstruction sous le seigneur Louis de Saint-Gelais. Ici, les contreforts passent d'une section rectangulaire vers un plan biseauté, dispositif qui permet de les couronner par des clochetons se dégageant bien devant les faces du clocher. Les clochetons constituent en même temps le seul ornement proprement dit du clocher. Le remplage des deux baies abat-son par face est également d'un bel effet décoratif. L'architecte a encore employé le même dessin que sur les baies des bas-côtés et de la nef, qui est le plus caractéristique de la période flamboyante. Contrairement au clocher de Boran, la tour de Précy-sur-Oise n'a malheureusement pas bénéficié d'une belle flèche en pierre. Au XVIIIe siècle, elle a été exhaussée par un second étage de beffroi, dont chaque face est percé de deux baies abat-son en plein cintre. Une corniche moulurée court sous le toit, qui est couvert d'ardoise. Une tourelle d'escalier polygonal flanque le clocher à l'est, sur toute sa hauteur. Elle s'apparente stylistiquement aux étages voisins du clocher.

### Intérieur

#### Nef

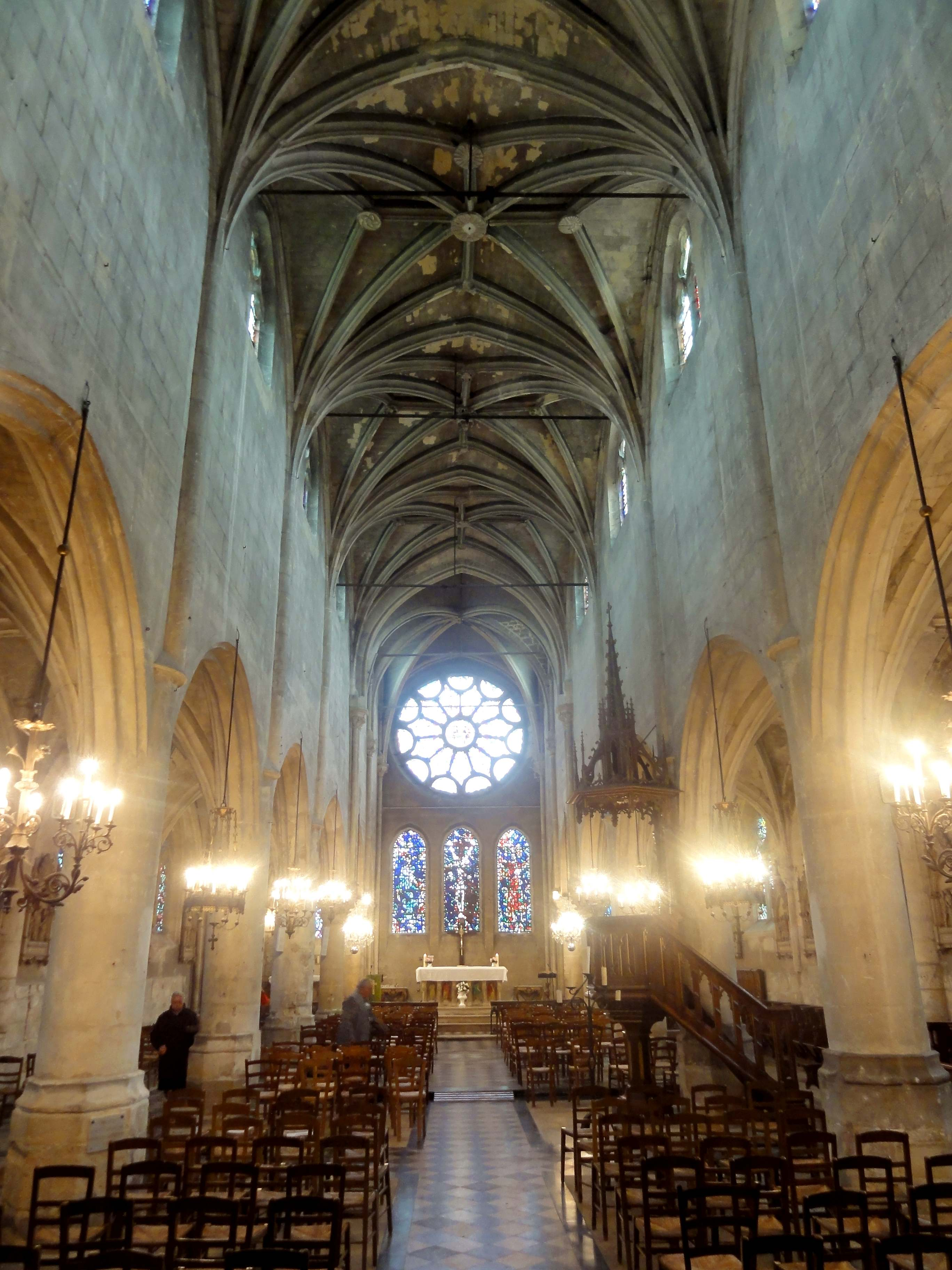
Nef, vue vers l'est.

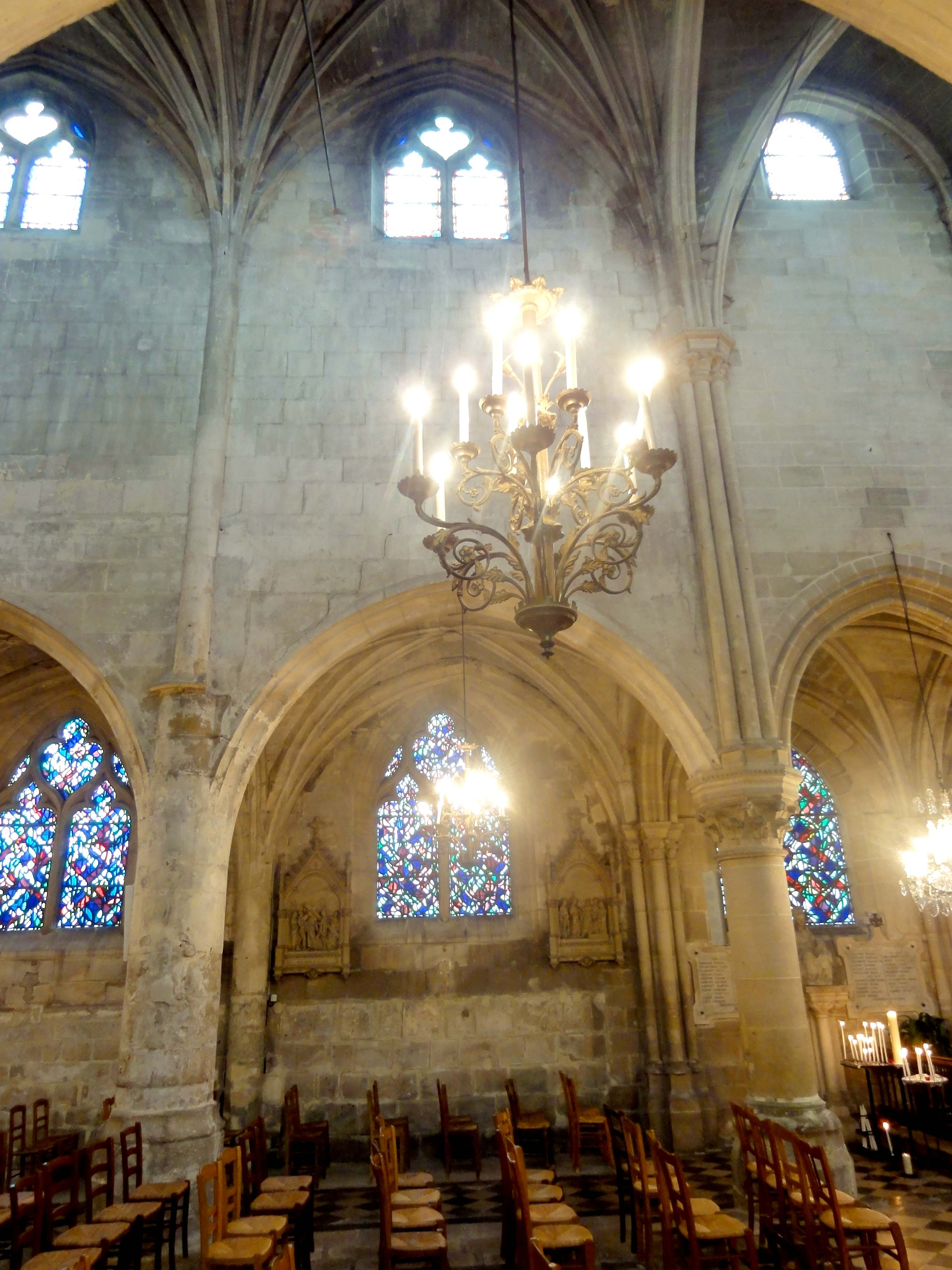
5e travée, élévation nord.

Quand on entre, « on est tout de suite frappé par les belles proportions de cette église, par cet aspect à la fois élancé et pur de ligne qu'elle présente et qu'on n'est pas accoutumé de voir à la campagne. On a le sentiment que les seigneurs bâtisseurs ont voulu vraiment donner aux vivants une maison de prière et à leurs morts une maison de repos. Ils ont créé, avec un goût sobre et sans défaillance, une ambiance toute de recueillance et de simplicité ». Par ces termes, Pierre Gambier caractérise bien l'impression que laisse l'intérieur de la nef. L'absence de transept accentue la longueur du vaisseau. Son ampleur est en effet inhabituelle ; souvent les nefs des églises villageoises sont plus étroites ou moins élevées que les chœurs. Avec Gouvieux et Saint-Leu-d'Esserent, deux exemples qui vont dans le même sens que Précy existent dans les environs, mais à Boran, Montataire et Nogent-sur-Oise, des nefs de hauteur réduite cohabitent avec des chœurs plus majestueux. L'architecture est en même temps d'une grande simplicité et sans intérêt artistique, mais elle a l'avantage de ne pas s'imposer et de dégager un effet reposant. Ce n'est qu'au niveau des voûtes que le maître d'œuvre a fait preuve d'une certaine recherche stylistique. Les dimensions sont imposées par la nef du début du XIIIe siècle, qui a été partiellement reprise en sous-œuvre afin de pouvoir conserver les fondations, les contreforts et les arcs-boutants. Le parement des murs a toutefois été entièrement renouvelé, et les hautes-voûtes ont été entièrement remplacées. Sur les élévations latérales, ce qui frappe est l'importante portion de murs nus parfaitement lisses au-dessus des grandes arcades. Il n'y a aucune scansion horizontale. Les grandes arcades représentent moins que la moitié de la hauteur totale de la nef, et les fenêtres sont littéralement « coincées » sous les formerets, comme l'exprime Dominique Vermand. Les piliers monocylindriques ont des bases octogonales de type flamboyant tardif, qui se résument à une simple plinthe moulurée. Aucune base ancienne ne subsiste dans la nef.
Avec ces piliers, le maître d'œuvre a encore opté pour le parti le plus simple, car le type de support habituellement employé à la période flamboyante est le pilier ondulé, comme dans le chœur de Saint-Étienne de Beauvais, ou les églises de Pont-Sainte-Maxence et Verneuil-en-Halatte. Un seul pilier ondulé se trouve cependant dans l'église : il supporte le clocher, et son diamètre important a sans doute motivé la différence de forme. Il n'y a pas de chapiteaux, et un renflement dans le mur monte vers les retombées des hautes-voûtes en lieu et place des faisceaux de colonnettes de la première période gothique. Peu nombreuses sont les églises flamboyantes où les supports sont d'une telle simplicité ; on peut citer Bessancourt, La Chapelle-en-Serval et Le Thillay à titre d'exemple. Comme particularité de l'église de Précy, le renflement passe vers une section réduite à mi-hauteur des grandes arcades, et la transition s'opère par une sorte bague de chaperon, qui rompt la fluidité des lignes. Cette disposition ne peut guère se justifier que par une interruption du chantier de reconstruction, et se trouve aussi dans l'église voisine du Mesnil-en-Thelle. Les nervures des hautes-voûtes sont pénétrantes. Puisque chaque voûte est agrémentée de liernes et tiercerons, neuf nervures se fondent dans chacun des piliers : deux formerets, quatre liernes, deux ogives et un doubleau. Ces nervures sont minces et adoptent un profil prismatique, qui a perdu l'acuité du dernier quart du XVe siècle et du premier quart du XVIe siècle, et comporte au milieu un méplat. Les ogives et doubleaux sont du même diamètre. À la limite avec le chœur, les supports de la première campagne de construction et du XVIe siècle se côtoient. Les clés de voûte méritent l'attention. Elles sont au nombre de cinq par voûte, celle au centre étant plus grand que les autres. Une partie des clés manque ; il s'agissait sans doute d'emblèmes héraldiques bûchés à la Révolution. Dans les trois premières travées, les clés sont des disques ornés de bas-reliefs, qui représentent des fleurs simples, des soleils, et dans un cas, un grand et un petit lion, ainsi qu'une épée et une glaive croisées, accompagnées d'un soleil levant. Dans les deux dernières travées, les clés sont décorées de découpages flamboyants, et la clé centrale de la quatrième travée est légèrement pendant. On voit aussi une spirale. L'ensemble de la nef évoque la période flamboyante tardive, et elle cadre mal avec la période de reconstruction supposée pendant les années 1570, quand la Renaissance arrive à son apogée.

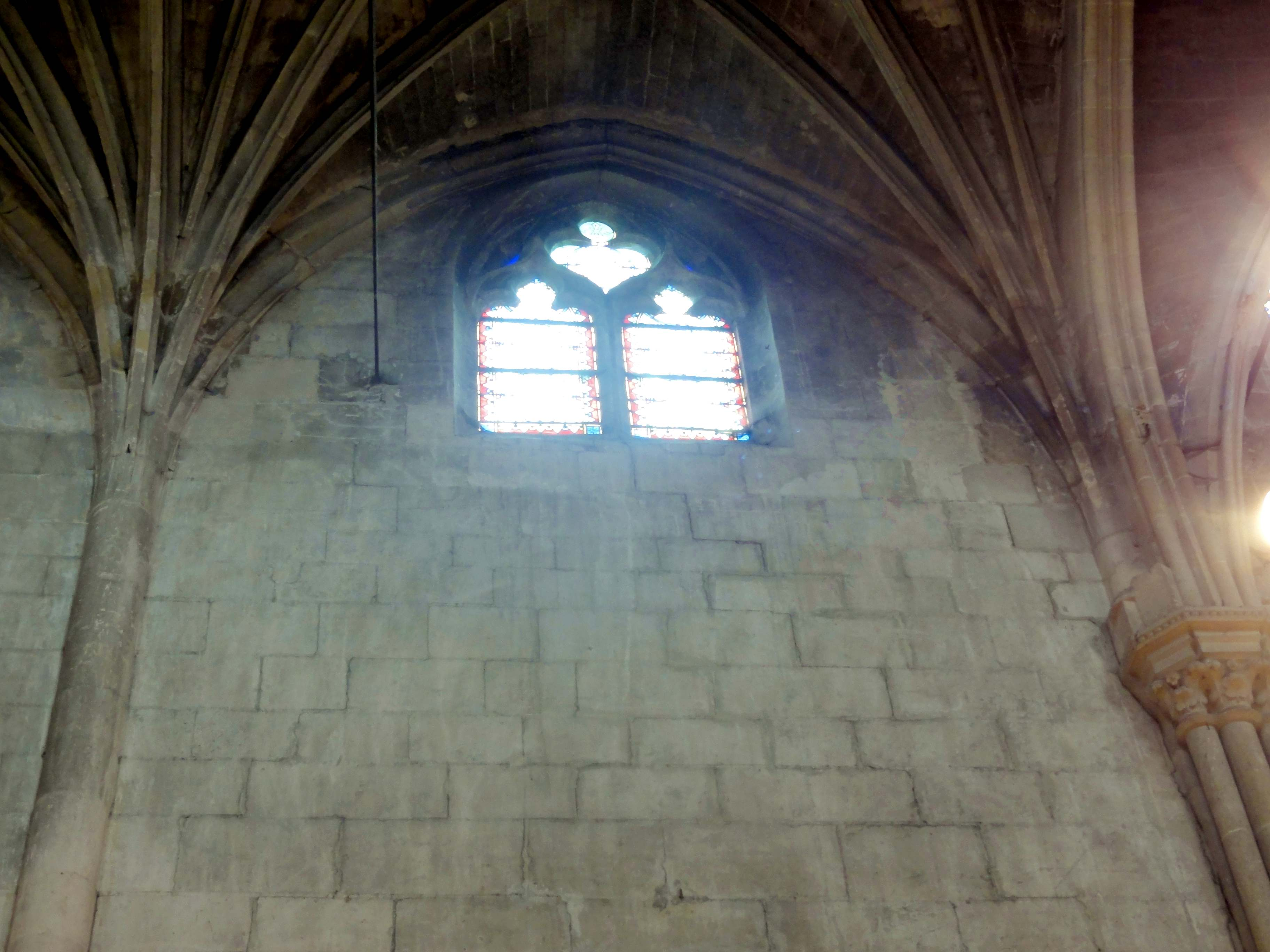
5e travée, parties hautes.
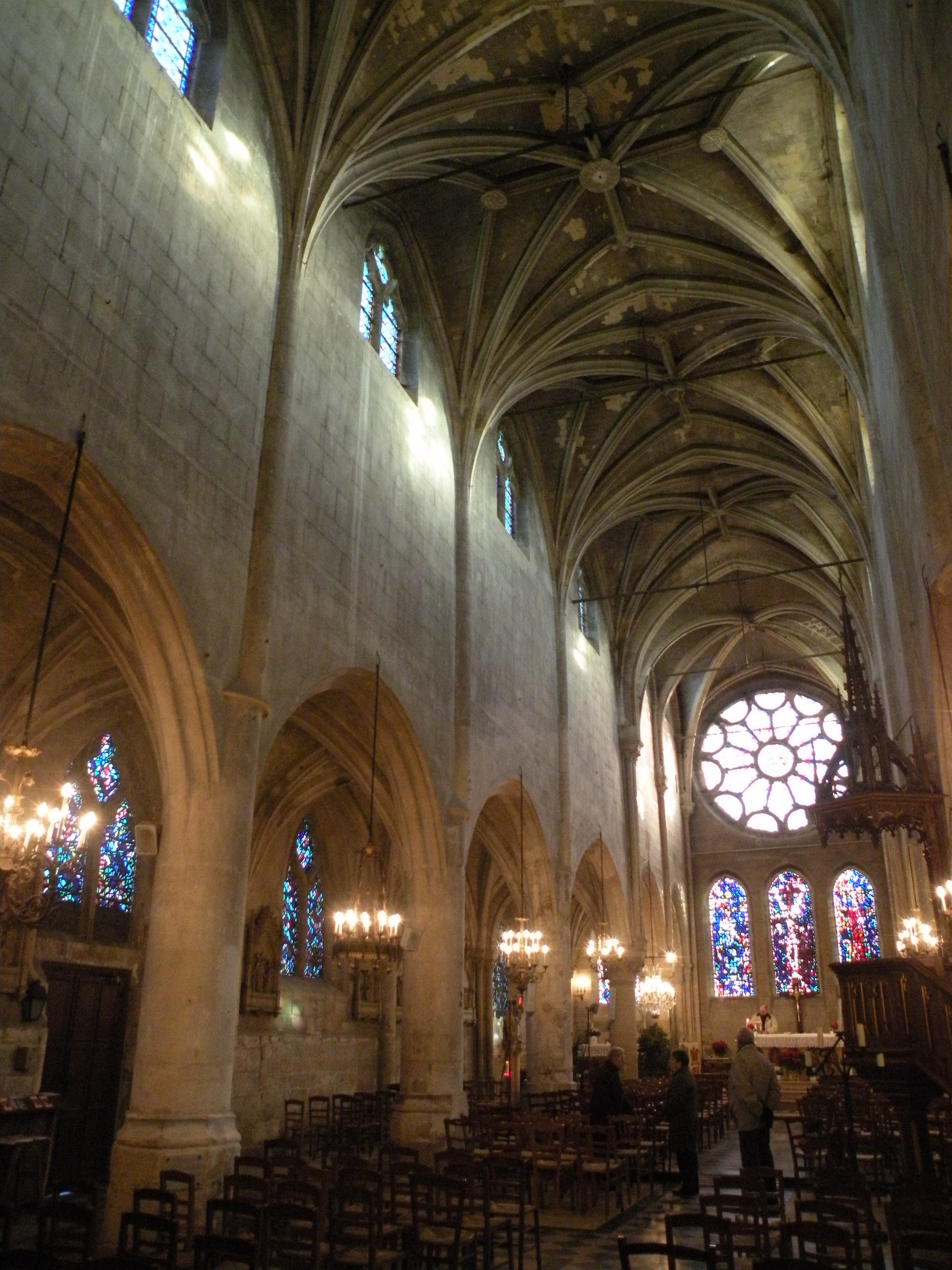
Nef, côté nord.
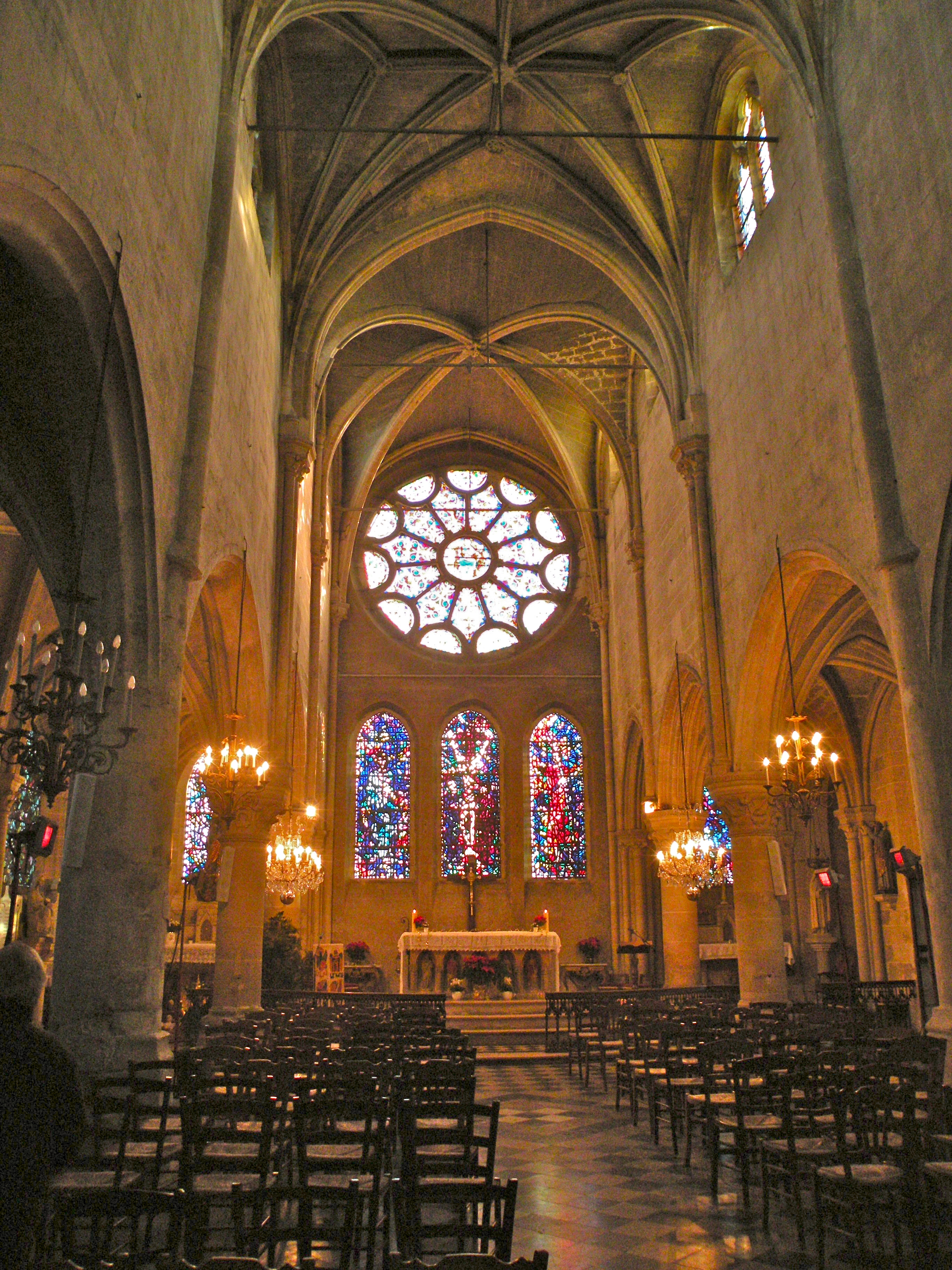
Nef, vue vers l'est.
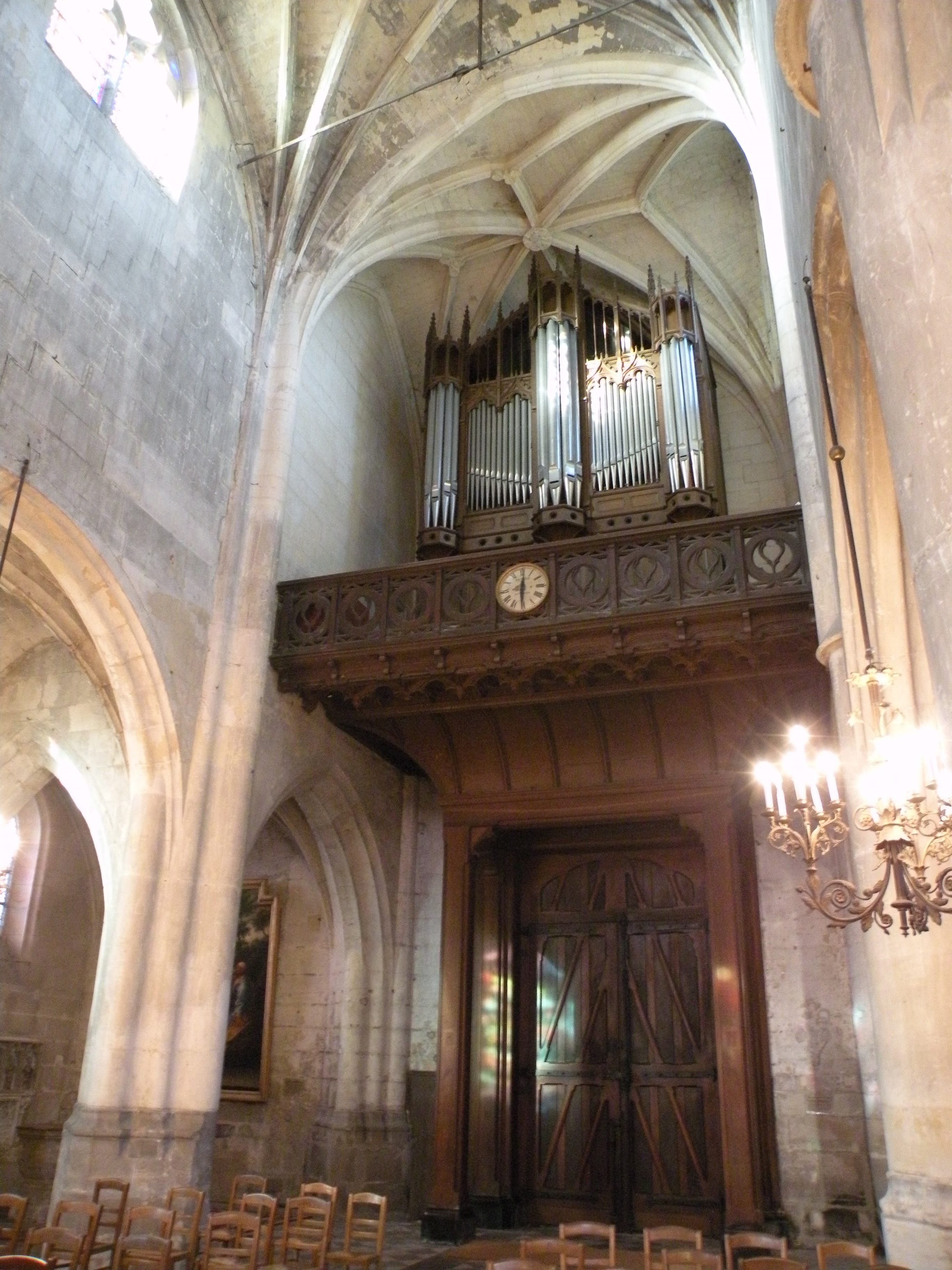
Nef, extrémité occidentale.
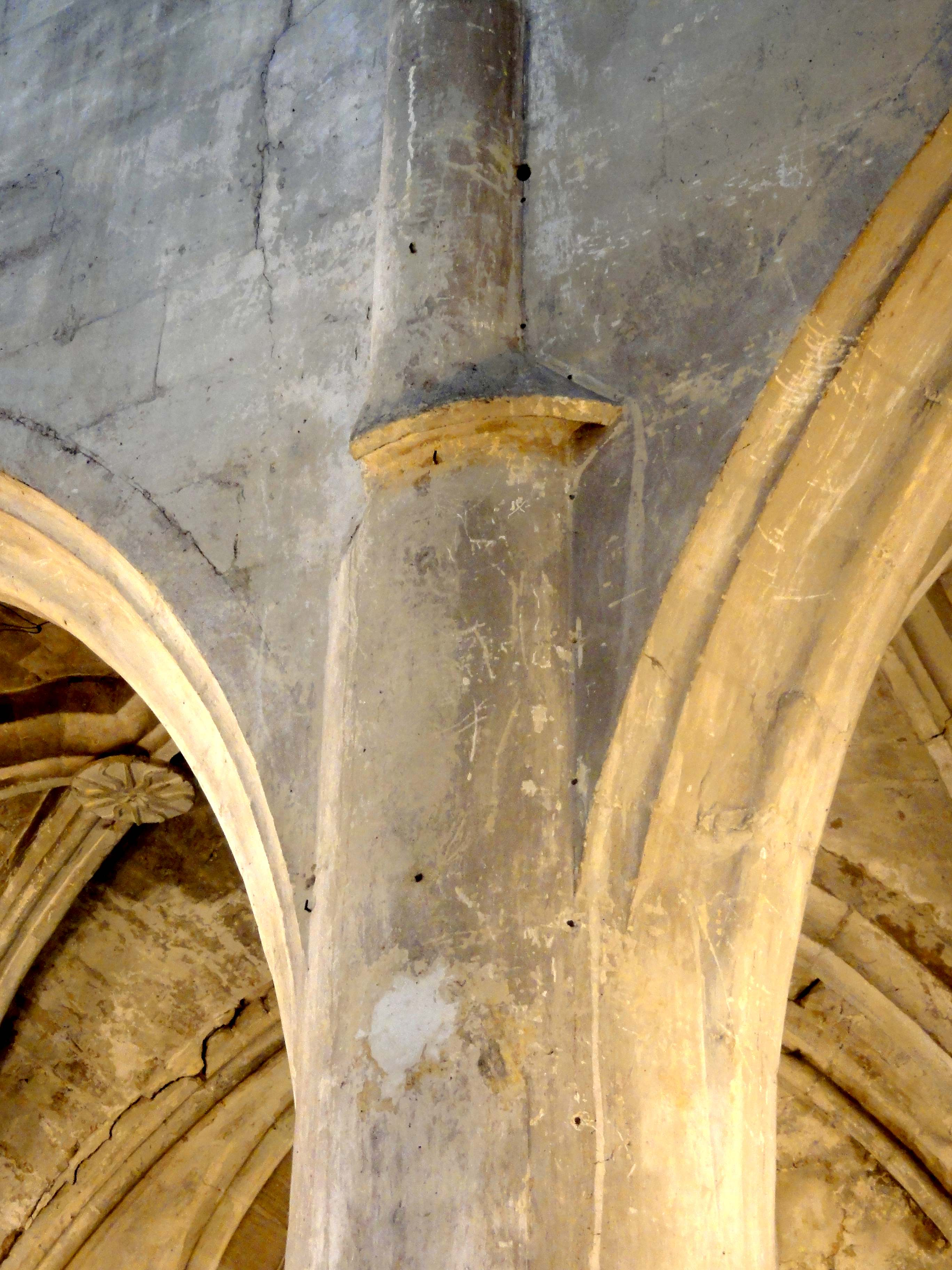
Détail des supports.
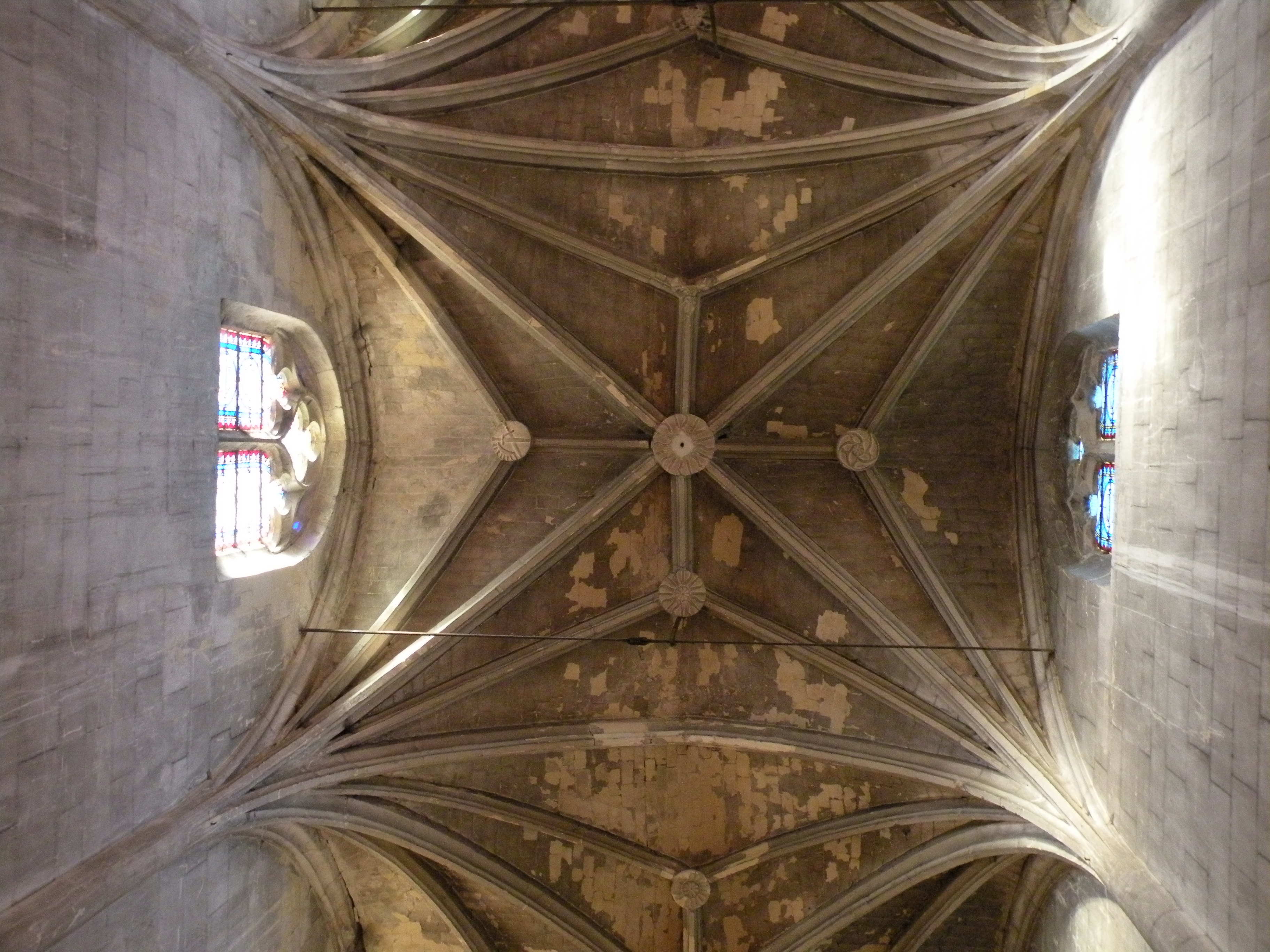
Voûte de la 3e travée.

#### Chœur

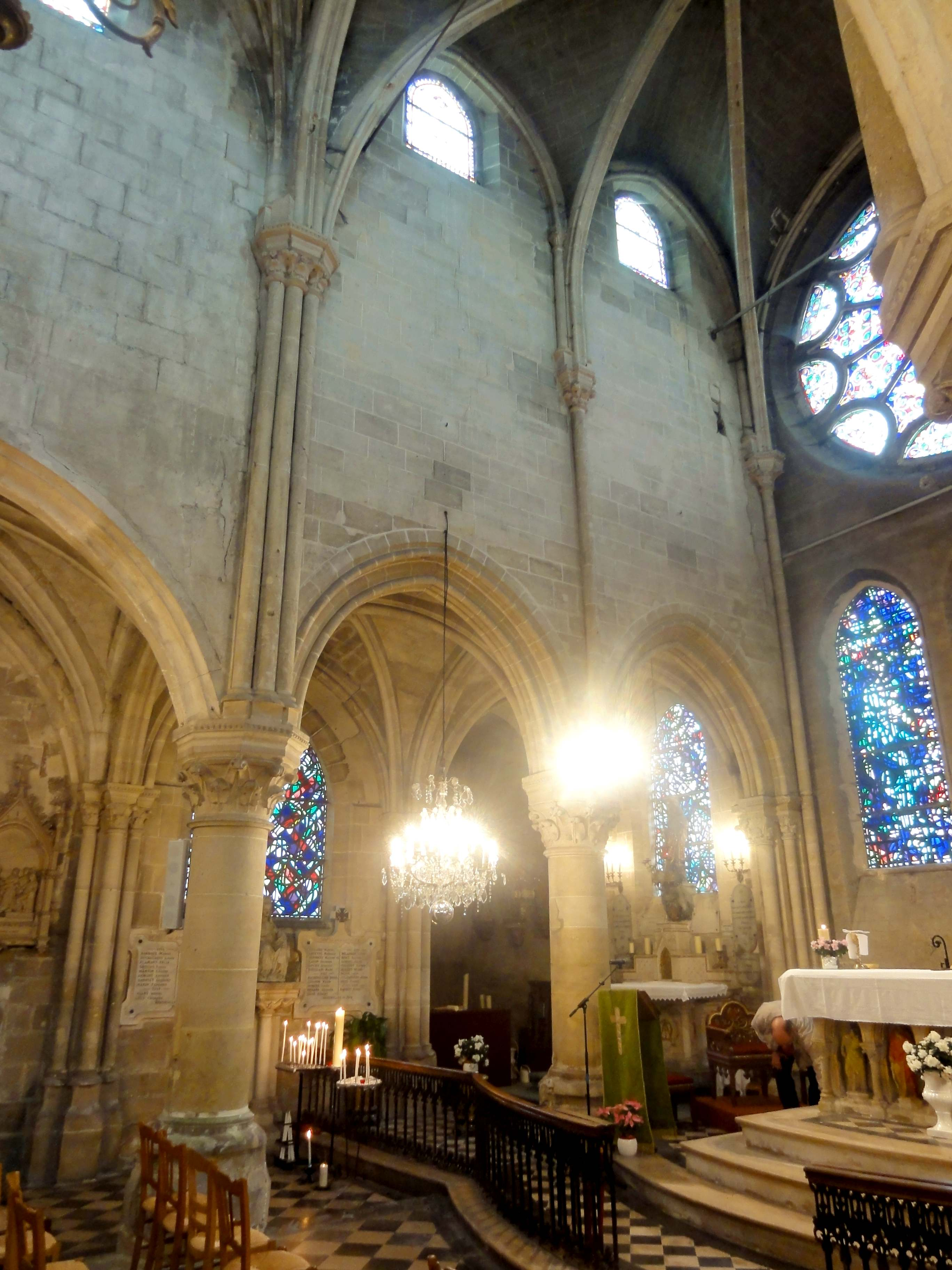
Chœur, élévation nord.

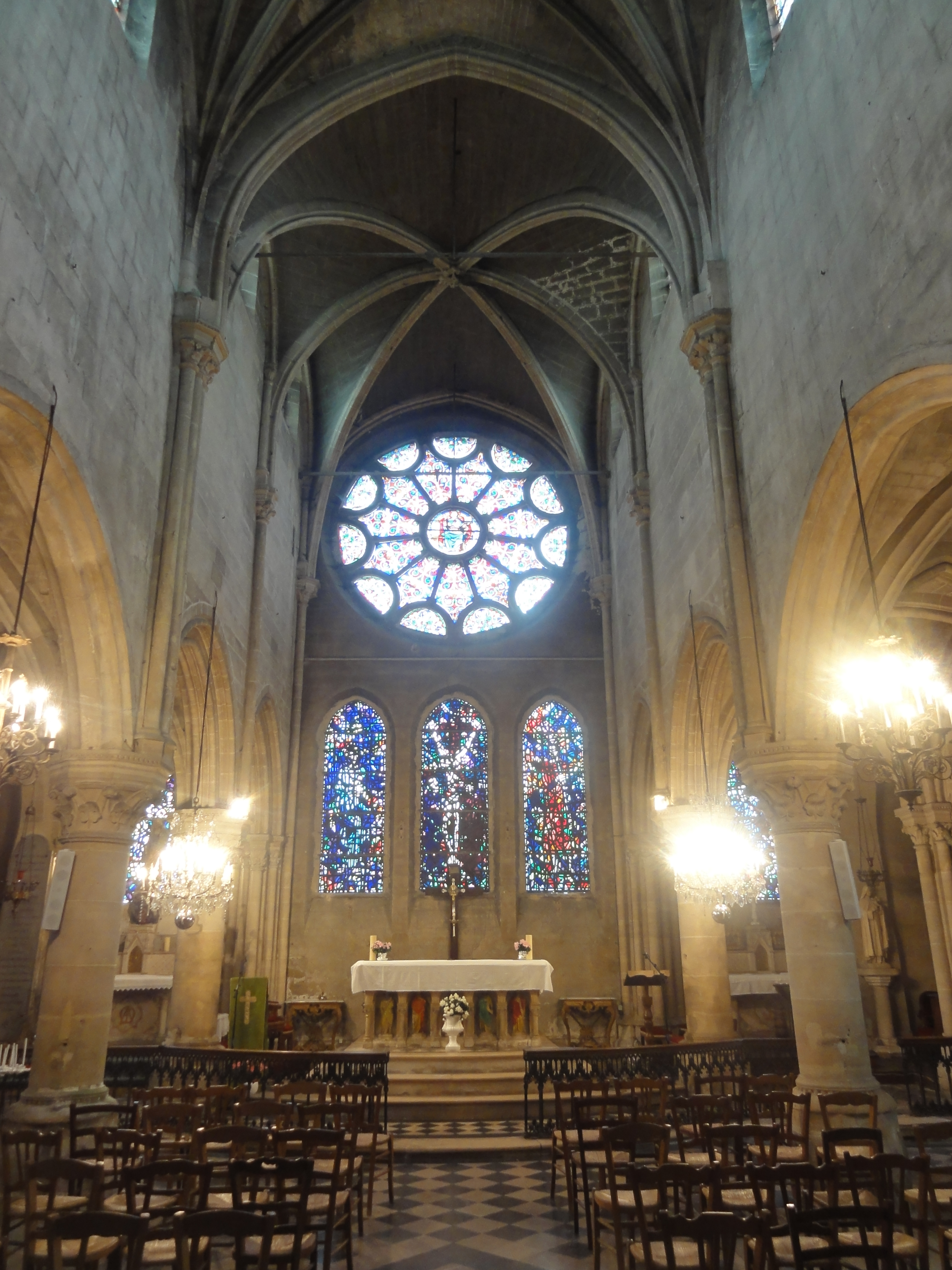
Chœur, vue vers l'est.

Le chœur est traité avec un raffinement exceptionnel, comme le souligne Dominique Vermand. Selon cet auteur, l'« élévation est, en esprit et toutes proportions gardées, d'un effet très proche de celle que présentait primitivement la cathédrale parisienne ». Les grandes arcades sont plus resserrées que dans la nef, car deux arcades correspondent à une seule travée du vaisseau central. La hauteur des arcades est la même que dans la nef, et la portion de mur nu est tout aussi importante. Cependant, les colonnettes retombant des hautes-voûtes, la mouluration des grandes arcades et les chapiteaux sculptés confère plus de relief et d'animation à l'ensemble. Le voûtement sexpartite donne une alternance entre supports forts, qui correspondent à la fois aux ogives, aux formerets et à un doubleau, et supports faibles, qui correspondent seulement à une branche d'ogives et aux formerets. Contrairement à la plupart des églises qui comportent des voûtes sexpartites, dont Gouvieux et Saint-Leu-d'Esserent, la distinction est gommée au niveau des piliers des grandes arcades. Ils sont tous identiques, comme à Notre-Dame de Paris. Ce sont des piliers monocylindriques appareillés en tambour, qui reposent sur des socles octogonaux avec un gros tore aplati, un rang de perles et un petit tore aplati comme base. Ce n'est qu'au droit du chevet que des faisceaux de cinq colonnettes se substituent à ces piliers. Dans les angles du chœur, les fûts correspondant aux ogives et formerets de la voûte sexpartite montent directement jusqu'aux chapiteaux du second ordre. Trois colonnettes reçoivent le rouleau inférieur et le rouleau supérieur des grandes arcades, dont les arêtes sont moulurées d'un tore dégagé. Sur le rouleau inférieur, les tores sont seulement séparés d'un filet, et non d'un large méplat comme fréquemment à la première période gothique. La cinquième colonnette est quant à elle réservée aux voûtes des bas-côtés.
Les tailloirs octogonaux des gros chapiteaux reprennent le motif du rang de perles. Les corbeilles circulaires sont sculptés de motifs végétaux, qui sont eux aussi inspirés de la cathédrale parisienne. Des crochets alternent avec des feuilles découpées appliquées. Pierre Gambier reconnaît la chélidoine et des nymphéacées aquatiques, qui font tous partie de la flore locale. Quatre de ces chapiteaux subsistent, et ils sont tous différents, d'une grande qualité et bien conservés. L'assiette des tailloirs déborde devant les murs, et permet d'accueillir, sans encorbellement, le faisceau de trois colonnettes du doubleau à l'entrée du chœur, ou la colonnette unique du temps faible. Les fûts des faisceaux de trois colonnettes sont tous directement appliqués contre le mur ; la colonnette médiane correspondante au doubleau n'est pas placée en avance des autres, ni plus forte que celles-ci. De ce fait, les corbeilles de leurs chapiteaux ont pu être sculptés dans un unique bloc de pierre, et elles se partagent un tailloir unique au plan d'un demi-octogone. Le motif des perles revient toujours en haut du tailloir. L'on trouve des faisceaux de colonnettes traités de la même façon à Champagne-sur-Oise, Marly-la-Ville, et jadis à Royaumont. Les formerets ne retombent pas directement sur les tailloirs. L'étroitesse des lunettes de la voûte requiert des sections verticales au début et à la fin, et le maître d'œuvre en a profité pour insérer de fines colonnettes à chapiteaux, dont les tailloirs reçoivent les formerets proprement dits. Les chapiteaux du second ordre sont d'une facture vigoureuse, et ne se distinguent pas de ceux du niveau des grandes arcades. Le doubleau à l'entrée du chœur et les ogives sont moulurés d'une arête entre deux tores, ce qui est un profil cohérent avec celui des grandes arcades. En ce qui concerne les fenêtres, elles ne sont pas décorées contrairement à ce qui se voit à l'extérieur, mais en revanche, elles sont enrichies de vitraux polychromes. Les fenêtres latérales commencent seulement au niveau des chapiteaux des formerets. Elles sont en arc brisé, mais s'ouvrent sous des arcs de décharge en anse de panier,.

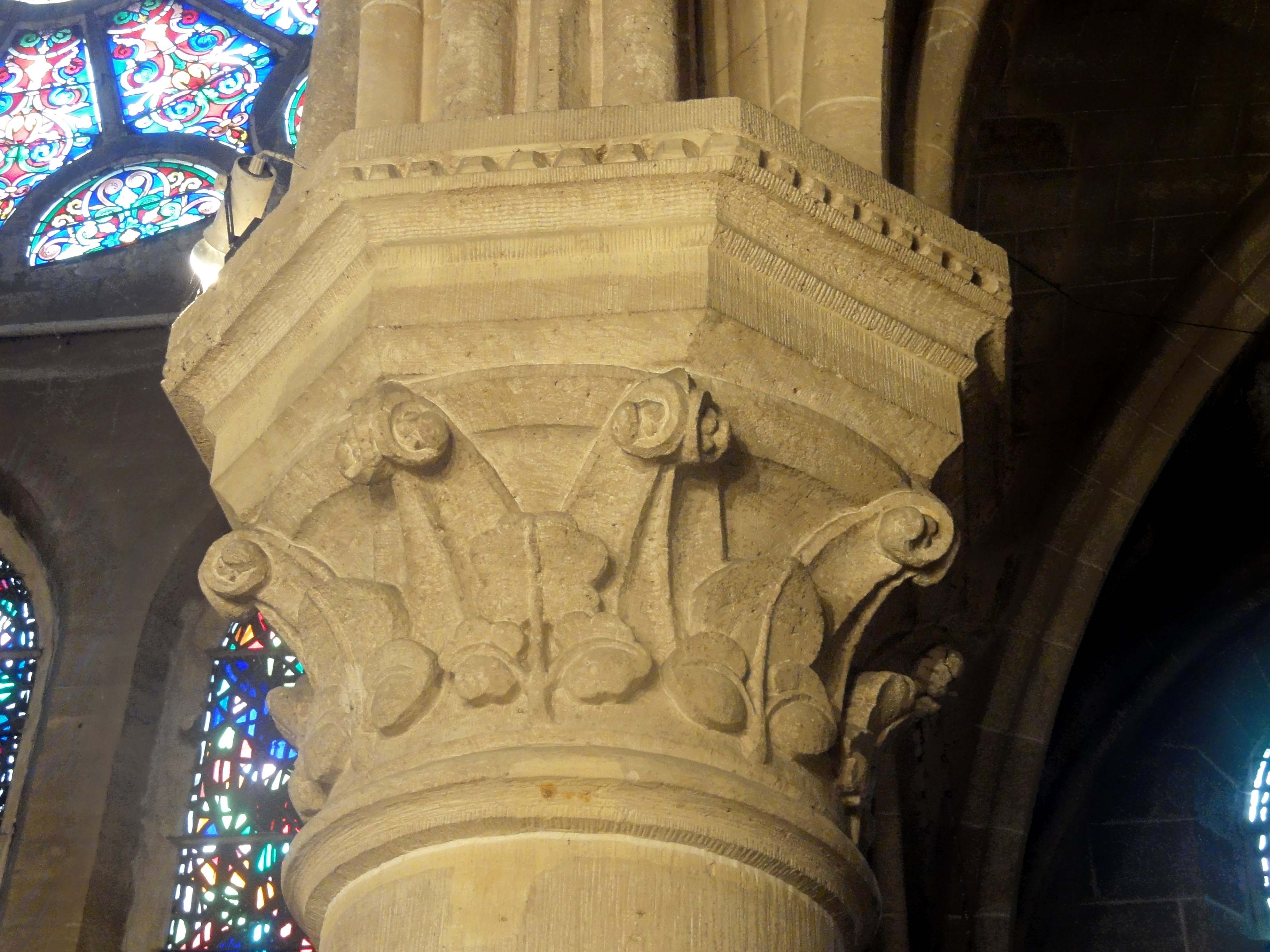
Chapiteau d'un pilier monocylindrique.
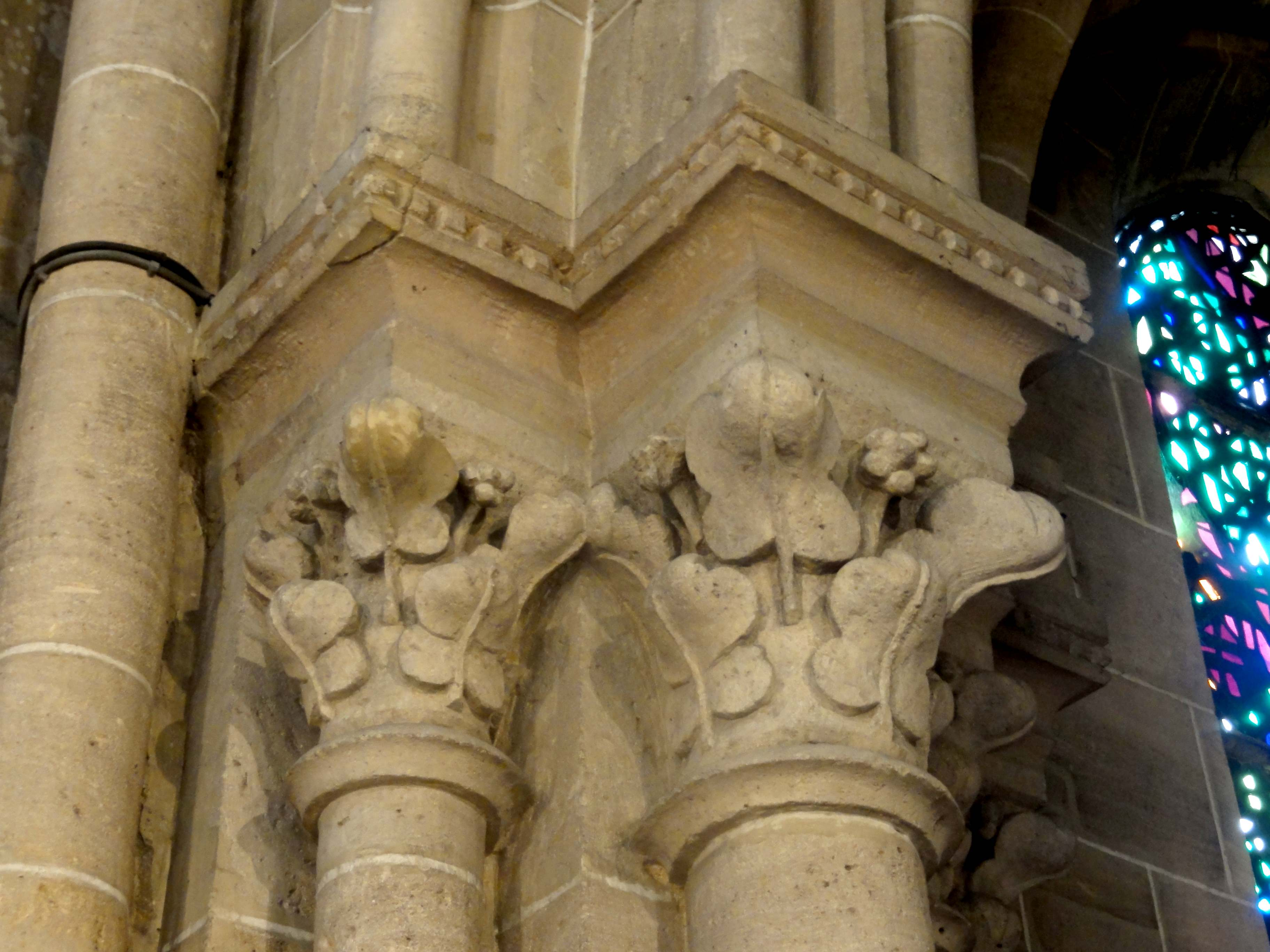
Chapiteaux du 1er ordre au droit du chevet.
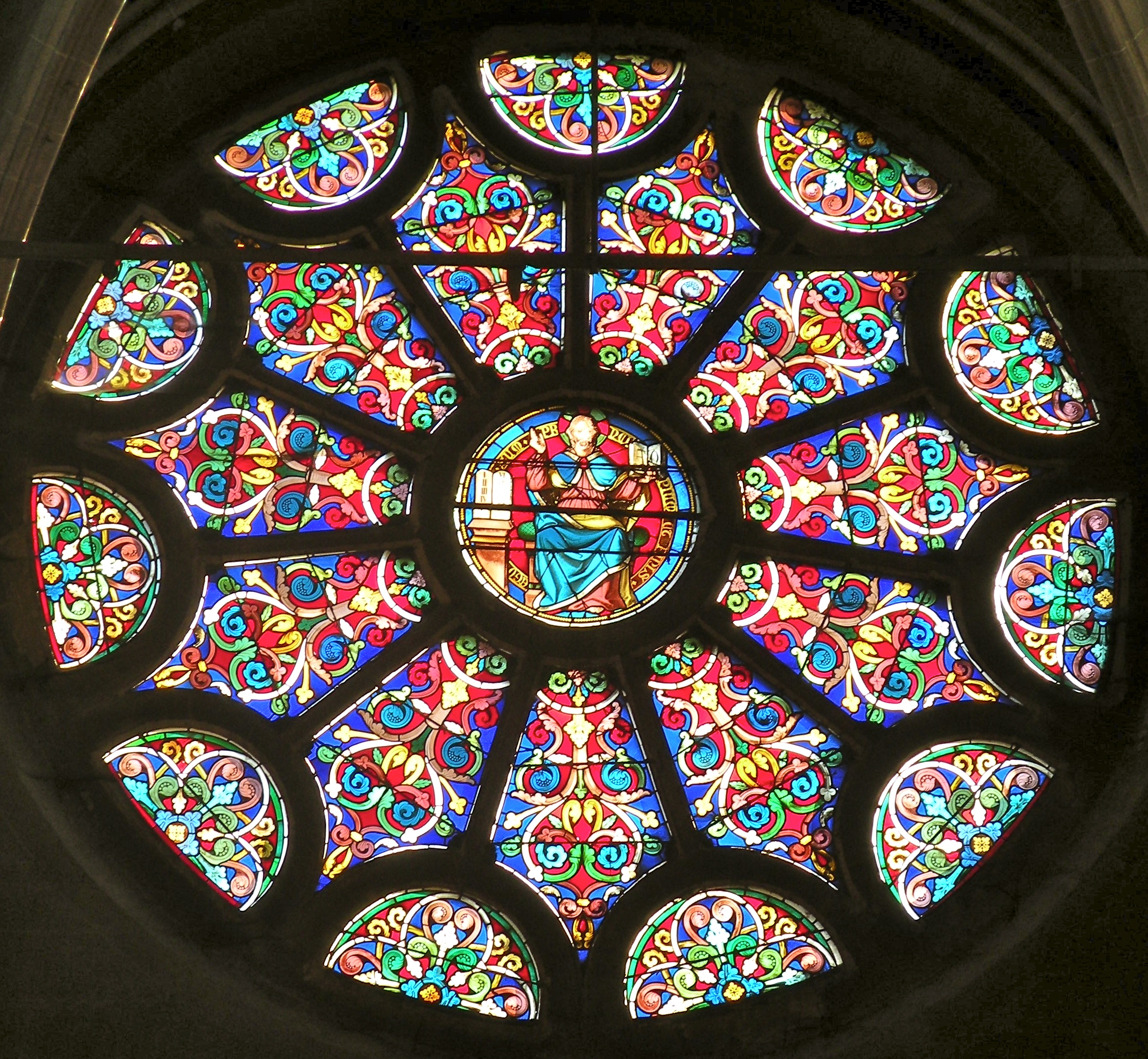
Rosace orientale.
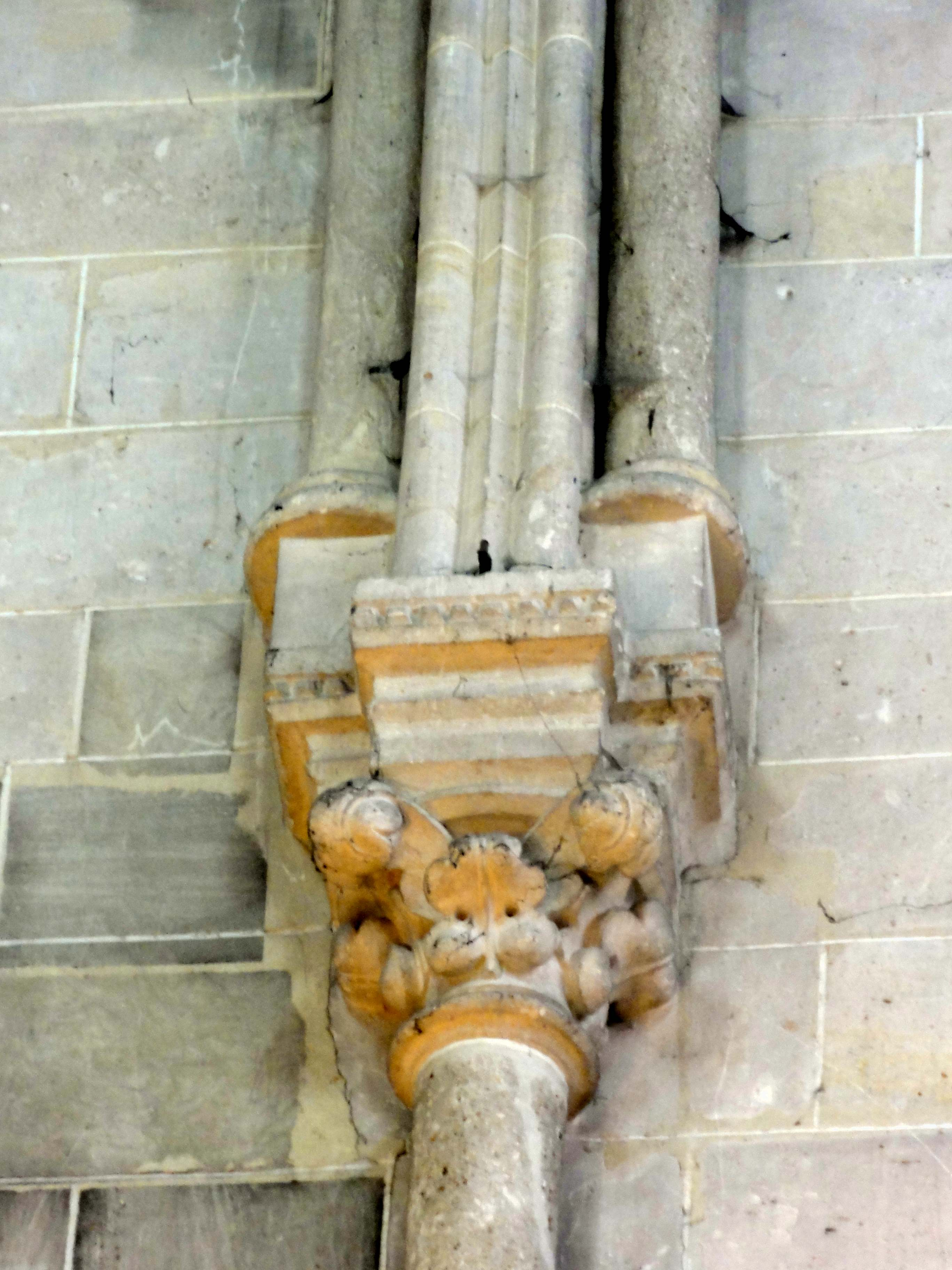
Chapiteaux du 2e ordre, temps faible.
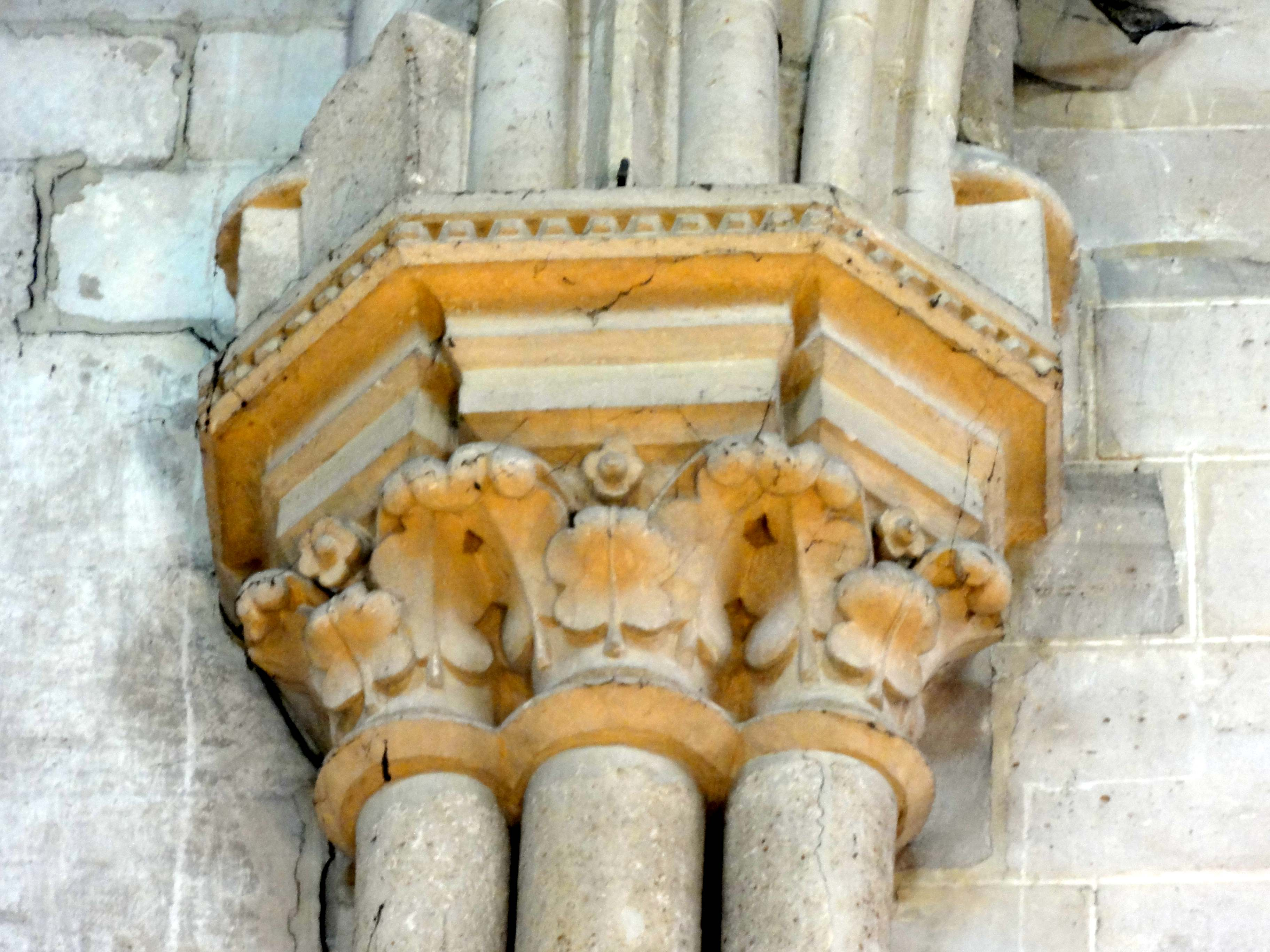
Chapiteaux du 2e ordre, temps fort.
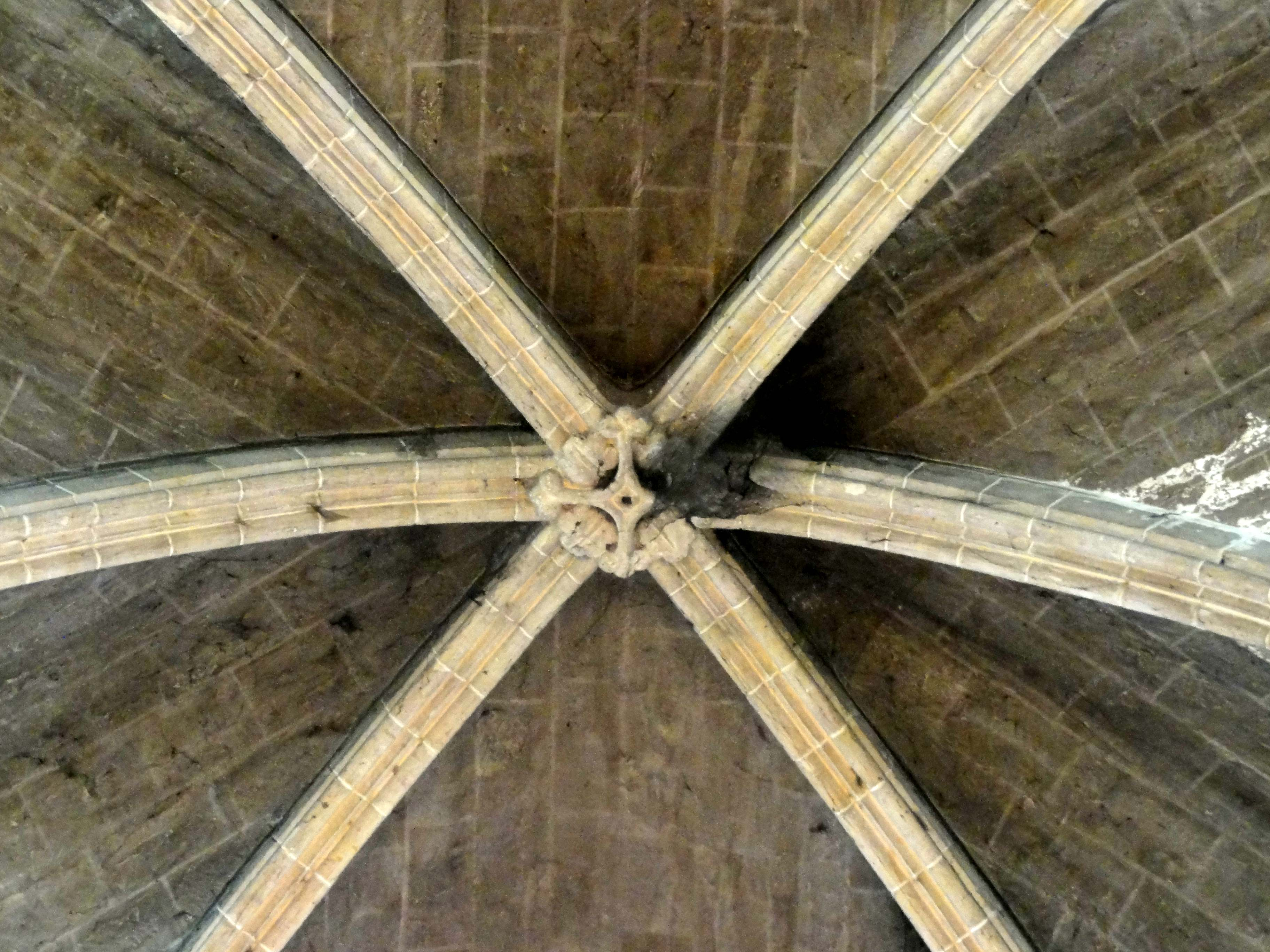
Sommet de la voûte.

#### Bas-côtés

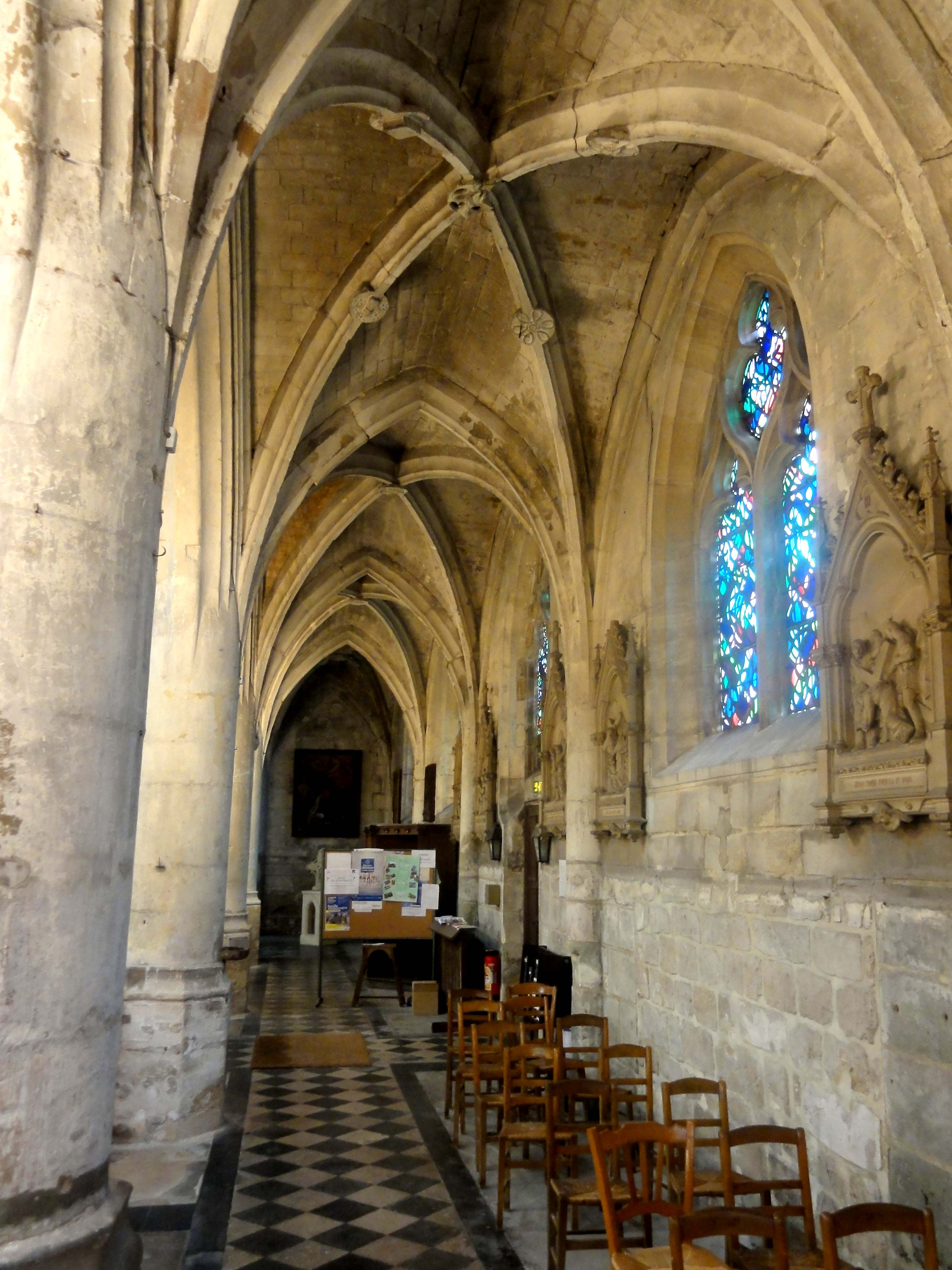
Bas-côté nord de la nef, vue vers l'ouest.

Les bas-côtés sont stylistiquement cohérents avec les travées du vaisseau central qu'ils flanquent, sauf la base du clocher, qui est un cas à part. Sa voûte est percée d'un trou pour la remontée des cloches, qui est lié aux formerets par des liernes. La transition entre les deux styles s'opère au niveau de la cinquième travée. Ici, les grandes arcades retombent sur un pilier flamboyant à l'ouest et un pilier gothique primitif à l'est, et comme déjà signalé, des vestiges de la voûte du début du XIIIe siècle sont incorporés dans la voûte flamboyante de la cinquième travée du sud. Relativement étroits, les bas-côtés servent surtout de couloirs de dégagement, et accueillent des chapelles à leur extrémité orientale. Un long rang de stalles est placé contre le mur méridional. Les travées flamboyantes se caractérisent par des doubleaux étroits et aigus, qui se fondent dans les piliers de la nef et dans des demi-colonnes engagées dans les murs extérieurs, et des grandes arcades seulement légèrement brisées, du fait de leur large ouverture. Les arcades sont moulurées d'un renflement central entre deux gorges et deux cavets, ce qui est un profil compatible avec des piliers ondulés. Les nervures des voûtes sont assez fines et étroites, mais comme dans la nef, elles ne sont déjà plus aigües. Elles sont moulurées d'un méplat entre deux cavets et deux gorges. D'habitude les voûtes sont établies sur une croisée d'ogives simple, mais la seconde travée du nord montre curieusement une seule lierne.
Bien que l'absence de nervures supplémentaires ne l'exige pas, la moitié des voûtes des bas-côtés de la nef possèdent initialement cinq clés de voûte. Les quatre clés secondaires sont plus petites et situées sur le tracé des ogives. De nombreuses clés ont été abîmées ou manquent totalement. Les motifs présentent une grande variété. On trouve des écus le plus souvent vierges de toute sculpture ; des découpages flamboyants peu complexes ; et le plus souvent des disques ornés de divers motifs en bas-relief. Certains se trouvent également dans la nef. L'on note des fleurs simples, des cristaux de glace, et des motifs plus rares dans la première et la quatrième travée du nord, ainsi que dans la quatrième travée du sud. Au nord, Pierre Gambier a identifié une gerbe de blé entre des outils agricoles, un poisson, un livre fermé, une gerbe entre des fleurs des champs et une grappe de raisin. Sur la clé centrale de la quatrième travée du sud, figurent les emblèmes de diverses métiers ou corporations sur la clé centrale : ciseaux, clou à ferrer les chevaux, enclume, rasoir, peigne de tisserand. — Les bas-travées du chœur sont aussi bien conservées que le vaisseau central, ce que les remaniements visibles depuis l'extérieur ne permettent pas de soupçonner. Les piliers des grandes arcades et les supports au droit du chevet ont déjà été décrits. Les faisceaux de trois colonnettes qui reçoivent les doubleaux et ogives sont analogues. Contrairement aux supports du second ordre, la colonnette médiane est avancée, et s'appuie contre un dosseret. Puisque les voûtes sont plus petites que dans le vaisseau central, le maître d'œuvre a choisi un profil qui donne des ogives plus fines, à savoir un tore aplati en forme d'amande placé devant un bandeau.

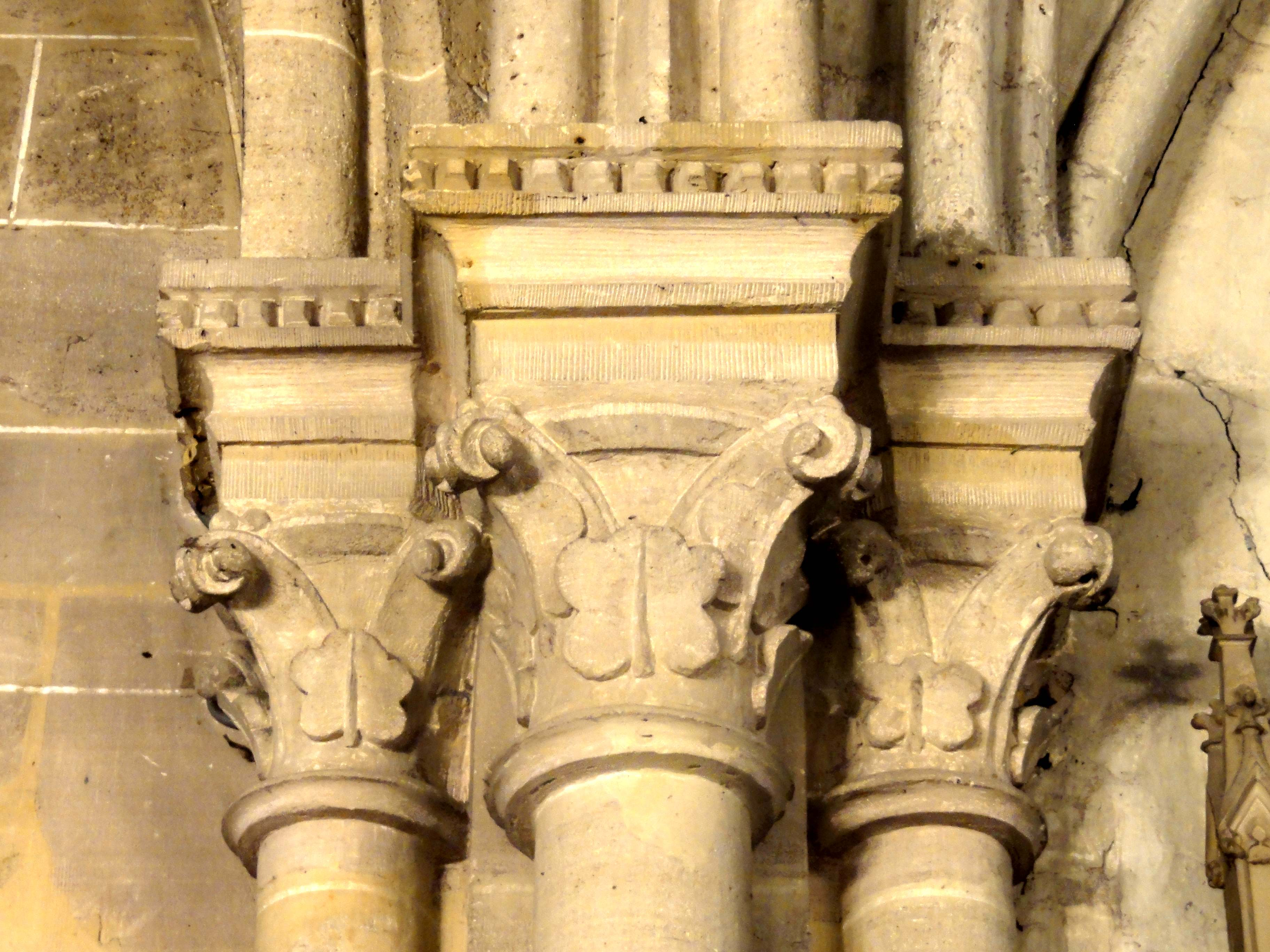
Chapiteaux de l'avant-dernier doubleau du sud.
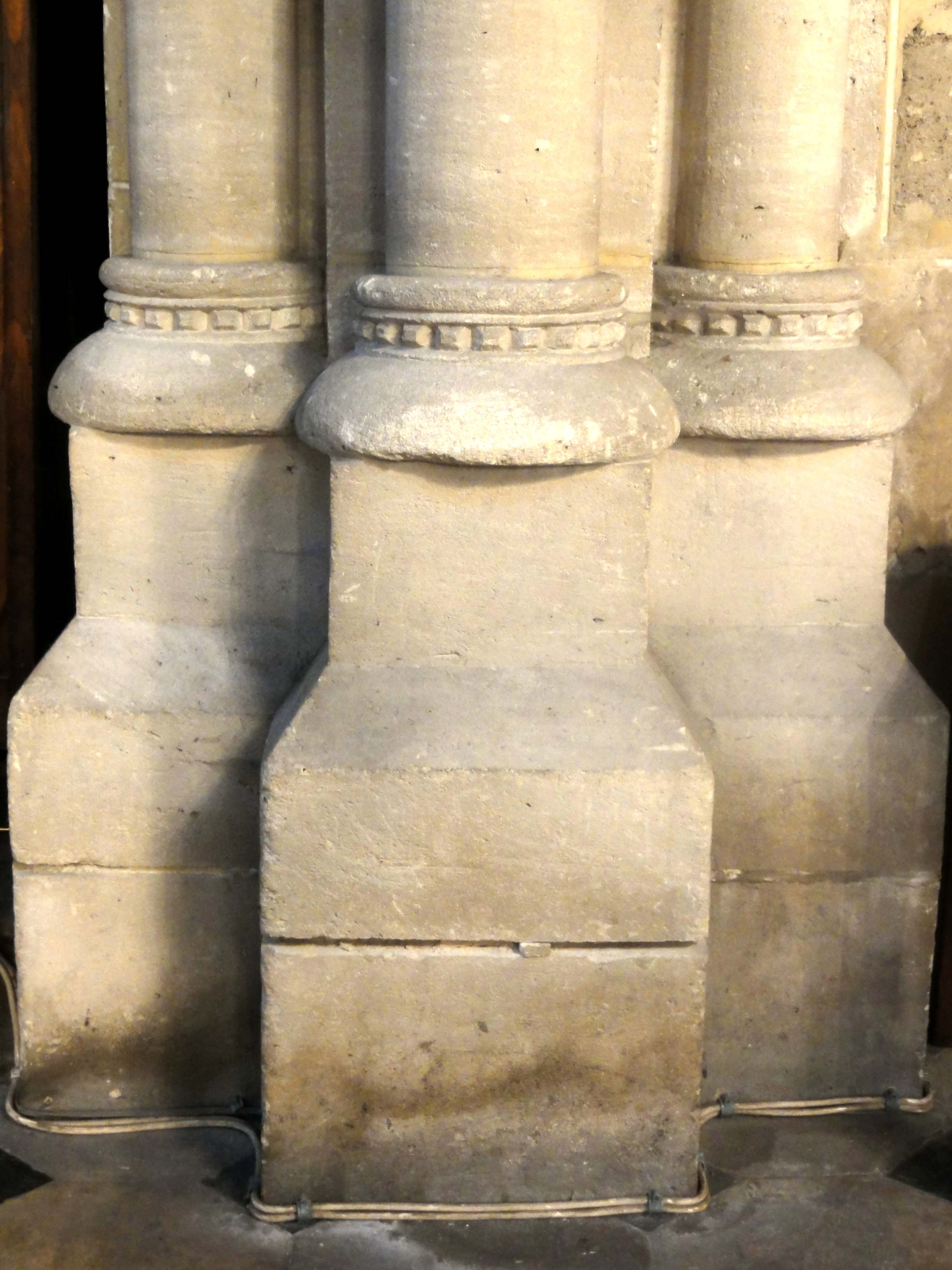
Bases du dernier doubleau du bas-côté sud.
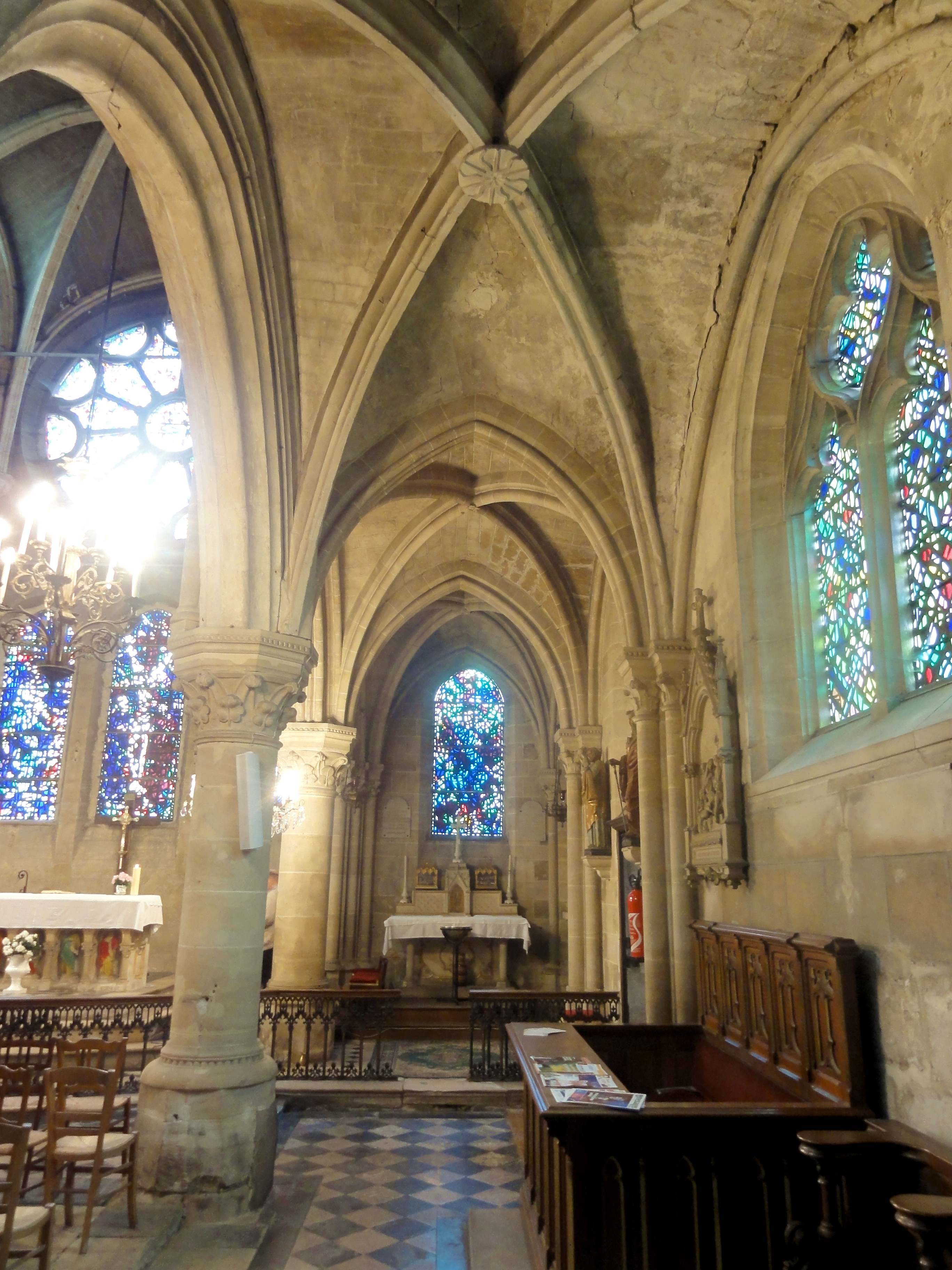
Bas-côté sud du chœur, vue vers l'est.
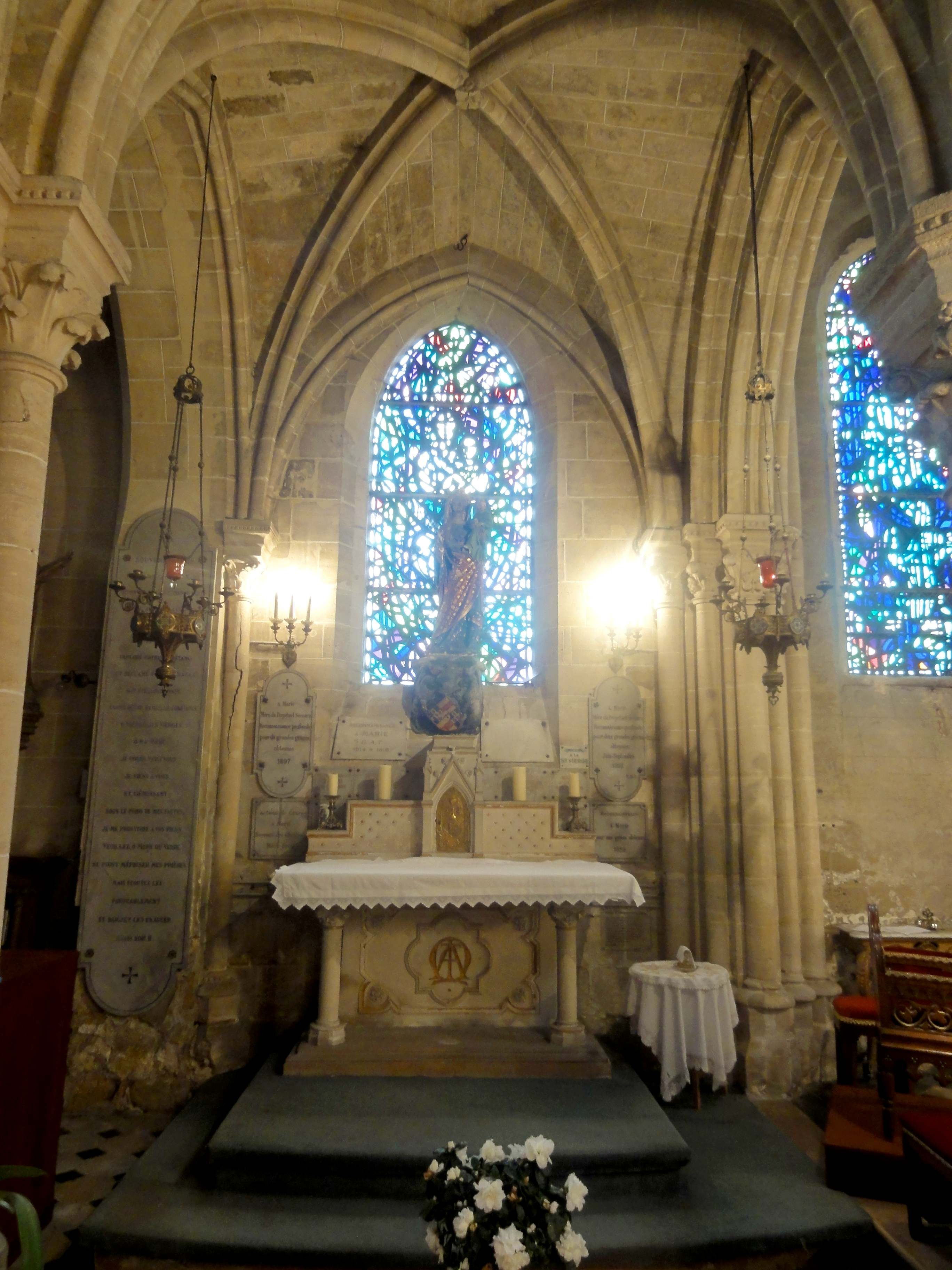
Bas-côté nord du chœur, vue vers l'est.
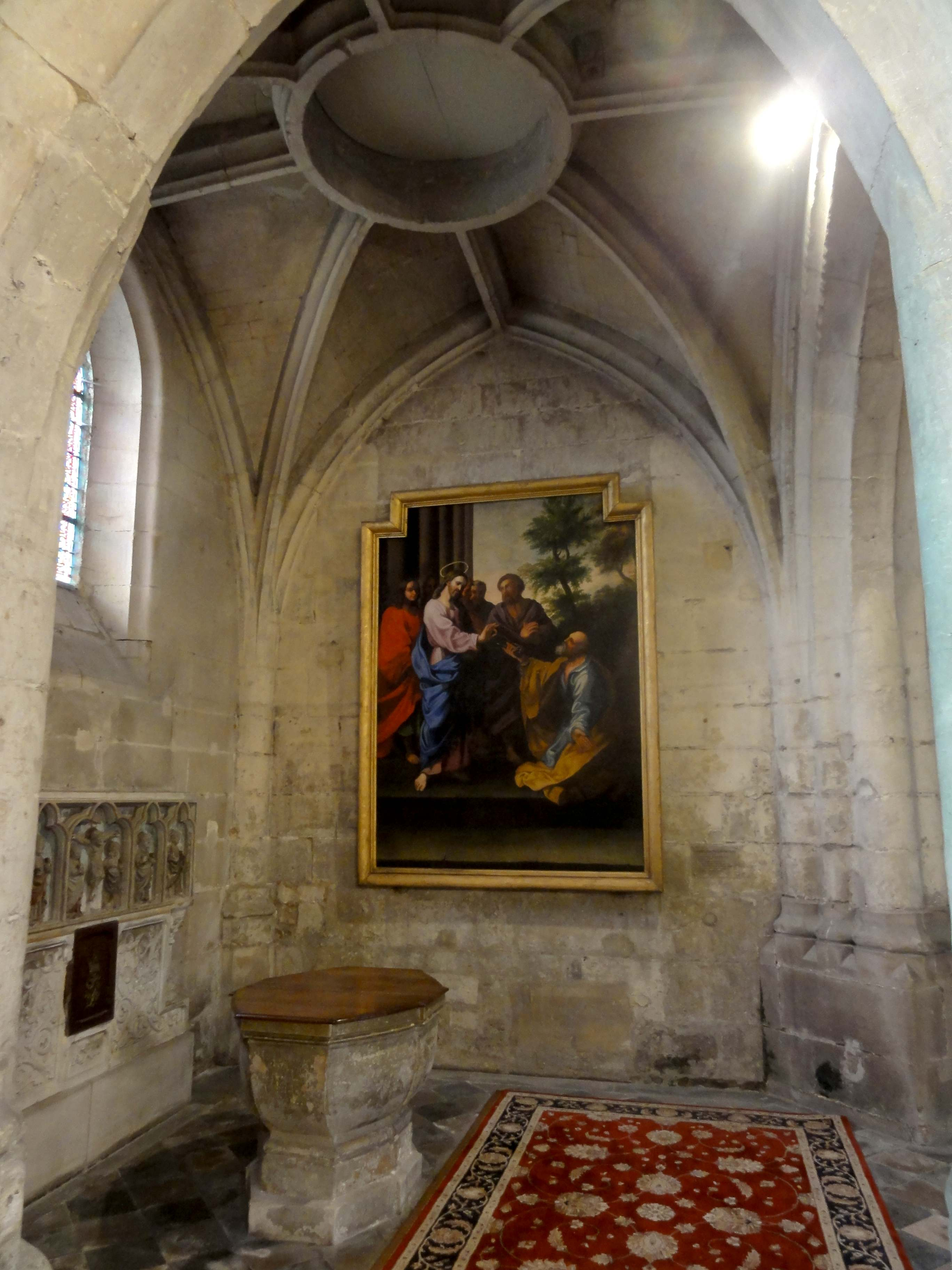
Base du clocher, vue vers l'ouest.
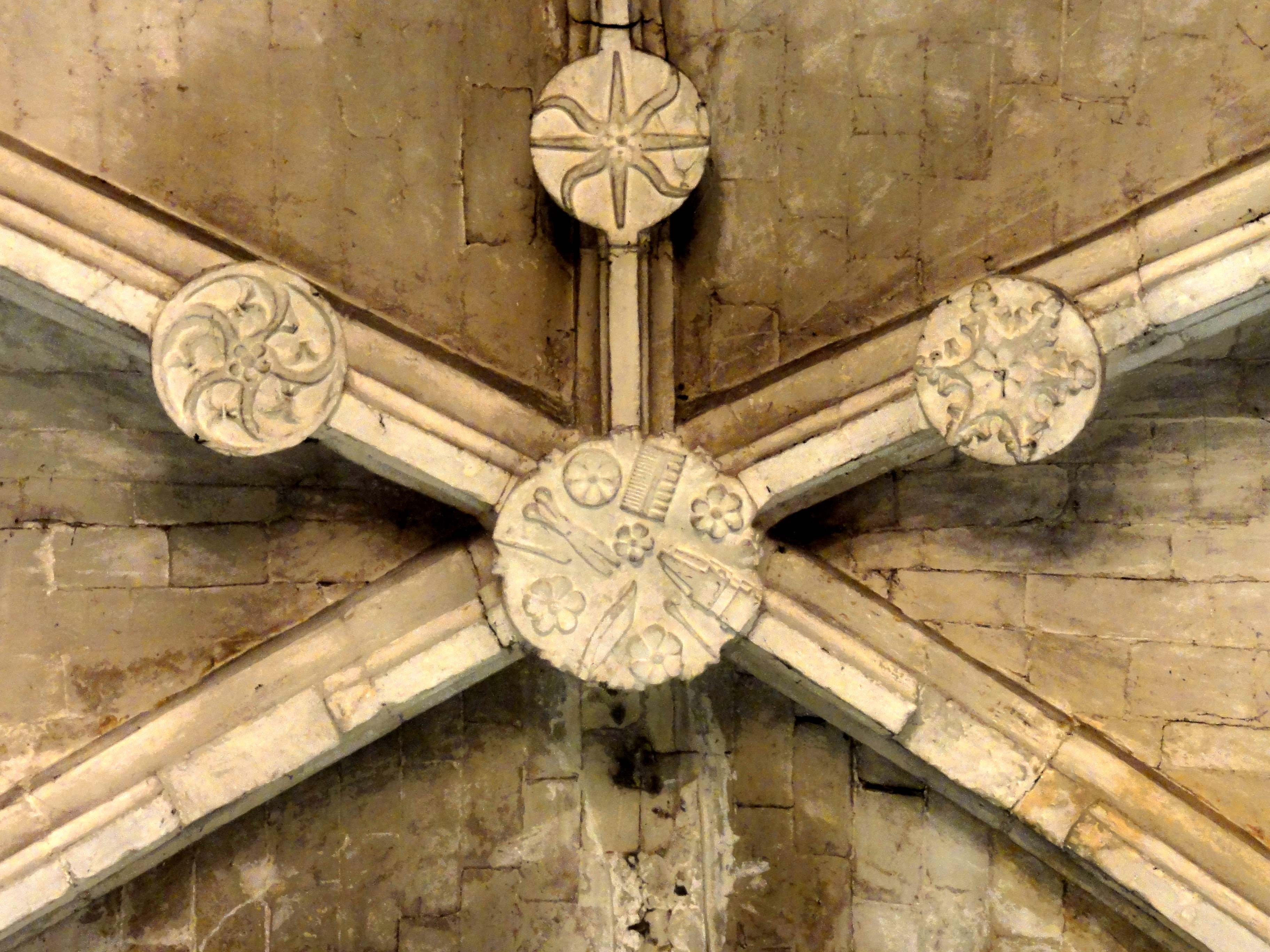
Bas-côté sud, clés de voûte de la 4e travée.

## Mobilier
Le mobilier de l'église est en grande partie néogothique : ceci vaut pour les autels, la chaire, le banc d'œuvre, les stalles, le confessionnal et la tribune d'orgue. Presque toutes les sculptures sont issues de la fabrication en série du XIXe siècle et du début du XXe siècle. Néanmoins, l'église renferme encore trois pièces de sculpture du Moyen Âge, qui sont classés monument historique au titre objet, et au moins un tableau qui est également classé. Parmi les quatre autres tableaux, deux sont de grand format et non dénués de qualité artistique. Quelques autres objets retiennent l'attention, dont les rares dalles funéraires en bon état de conservation.

### Orgue

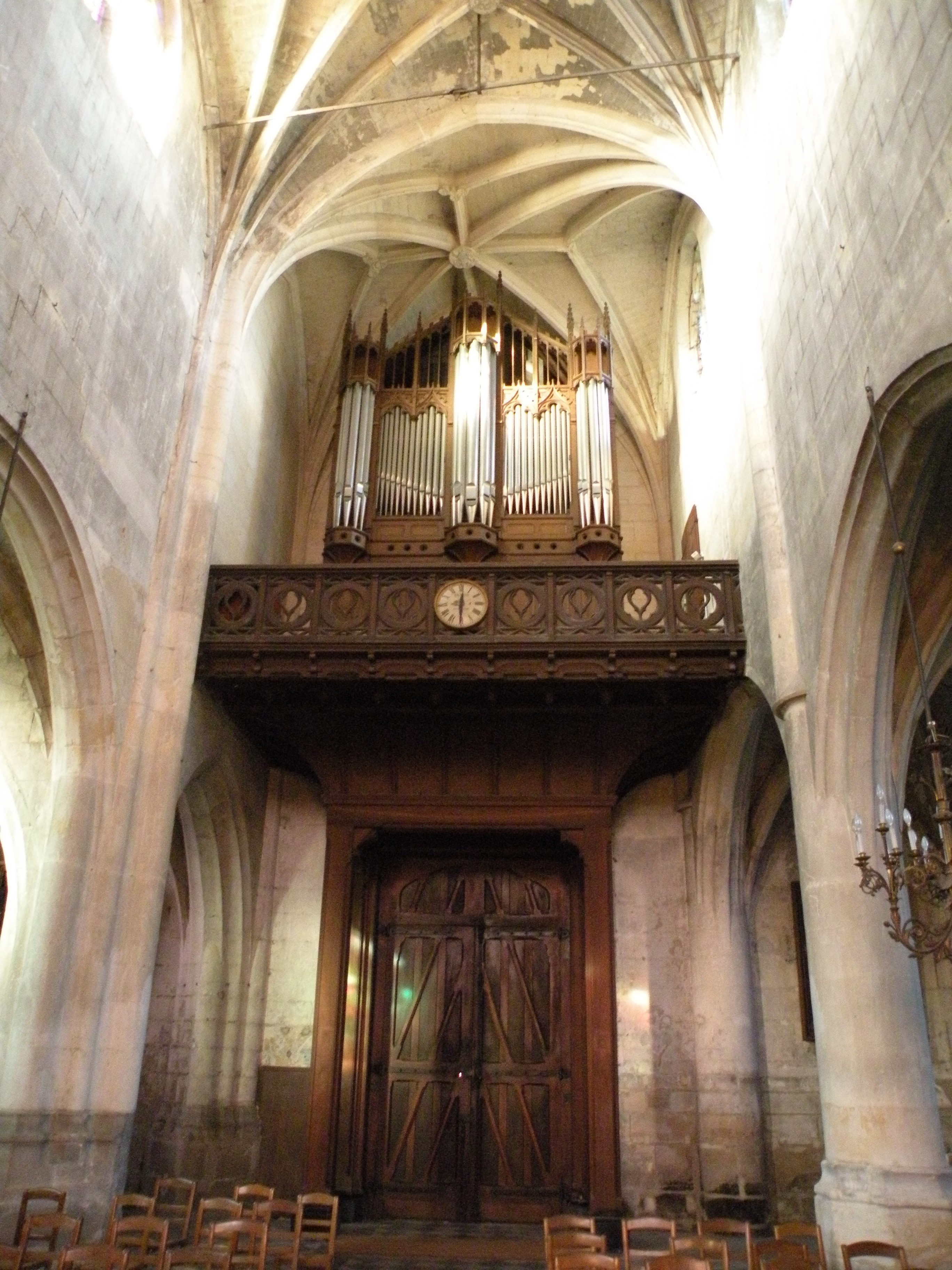
L'orgue et sa tribune.

L'orgue de tribune est une œuvre du facteur d'orgue Narcisse Martin de 1859/1861. Avec la tribune qui le soutient, il a été offert à la paroisse par l'abbé Joseph Quertier, vicaire parisien qui possédait une résidence secondaire à Précy. L'orgue comporte dix-sept jeux, qui sont répartis sur deux claviers manuels et un pédalier de dix-huit notes. Une partie des tuyaux proviennent probablement d'un précédent instrument baroque, dont l'on ignore les détails. Gabriel Fauré a régulièrement fait sonner les orgues de Précy pour ses amis, lorsqu'il venait rendre visite à la famille Henneguy les dimanches après-midi. À la demande du maire et du curé, la partie instrumentale a été classée au titre objet en 1980, et bénéficié d'une restauration par Jean-François Muno en 1987. L'orgue a ainsi retrouvé la clarté et la finesse de ses jeux qui le caractérisaient à l'origine,.

### Sculpture
La pièce la plus remarquable de l'église est sans doute le fragment d'un retable à arcatures, qui a été sculpté dans un bloc de pierre calcaire monolithique pendant la seconde moitié du XIIIe siècle, ou plutôt au XIVe siècle. Il devrait s'agir de l'ancien retable majeur, qui avait sa place au chevet du chœur jusqu'au mois d'octobre 1793. Lors du sac de l'église le jour où l'abbé Delanoy parvient à s'enfuir à la suite de son arrestation, le retable est enterré au cimetière par des paroissiens, qui se conforment aux lois de l'Église en pareil cas. Contrairement à ce qui a été affirmé, il est invraisemblable que des Précéens auraient pu enterrer le retable pour le protéger du vandalisme, car le curé n'a même pas le temps pour mettre à l'abri les vases sacrés. Les morceaux du retable sont fortuitement redécouverts lors du transfert du cimetière, en 1851. Avec les fragments récupérables, un nouveau retable est recomposé avec quelques ragréages en plâtre (ces faits ne sont pas consignés dans le détail). Au profit d'un autel néogothique dessiné par Viollet-le-Duc installé sous le Second Empire, le retable médiéval est néanmoins relégué dans la chapelle des fonts baptismaux. Dans son état actuel, le retable mesure 190 cm de large et 69 cm de haut. Il se compose comme suit. Quatre arcatures trilobées contiennent un personnage sculpté en haut-relief, et sont disposées de part et d'autre d'une arcature centrale plus large, qui contient le Christ en croix entre la Vierge de douleur et saint Jean. À gauche, on voit saint Pierre, et à droite, saint Paul, les deux patrons de la paroisse. Les deux saints figurant aux extrémités n'ont pas été identifiées par Eugène Müller et Pierre Gambier, car ils ont perdu leurs attributs. Selon le dossier de protection, ce seraient saint Jacques et saint Barthélemy. La sculpture est d'une facture assez maladroite, en particulier le traitement des mains et des visages. La polychromie primitive s'est partiellement conservée, bien que la couche picturale se soit en partie décollée. Le soubassement comporte deux colonnettes à chapiteaux de style gothique et paraissant authentiques, ainsi que deux panneaux en pierre sculptés de rinceaux dans le goût du style baroque. Ces éléments sont apparemment exclus du classement, qui remonte au 19 novembre 1908. À l'échelle du département, seulement l'abbatiale de Saint-Germer-de-Fly possédait un retable en pierre de la même époque, mais il est conservé au musée de Cluny (Inv.-no 18749) depuis le milieu du XIXe siècle,,.
La petite statue en pierre sculptée de la Vierge à l'Enfant assise date du XIVe siècle, et mesure 90 cm de haut. Comme particularité, le revers est évidé. Les mains de la Vierge et la figure de l'Enfant Jésus manquent, et la polychromie d'origine a presque disparu. Ce mauvais état de conservation s'explique par un long séjour dans le jardin du presbytère. La rapatriement dans l'église est postérieur au classement, qui est intervenu en 1913. Une autre Vierge à l'Enfant en pierre polychrome date du premier quart du XIVe siècle, mais la statue a été repeinte au XIXe siècle. Elle mesure 110 cm de haut. Ici la Vierge est représentée debout, dans une attitude majestueuse. Elle est couronnée et tient un sceptre dans une main. Avec l'autre main, elle tient l'Enfant Jésus qui joue avec une colombe. La console qui sert de support à la statue est exclue du classement. Elle est sculptée d'un écu, qui comporte les armes des Rouvroy (de sable à la croix d'argent chargé de cinq coquilles de gueules) et des Saint-Simon-Haverskerque (d'or à la fasce de gueules). Les Saint-Simon furent titulaires de la seigneurie de Précy de 1460 à 1570,,. Les deux statues se trouvent dans la chapelle de la Vierge, dans le bas-côté nord du chœur. — Toujours dans le domaine de la sculpture, l'on peut signaler les fonts baptismaux de style flamboyant ; un bas-relief représentant un Christ en croix ; un panneau en bois à fenestrages, qui est décoré dans le style de la Renaissance et provient d'un prie-Dieu ; et le fragment d'un calvaire. C'est un crucifix en pierre abîmé, où figure un petit Christ en croix en bas-relief. Faute d'être mentionnés dans les publications, il n'est pas possible de donner davantage d'indications sur ces éléments.

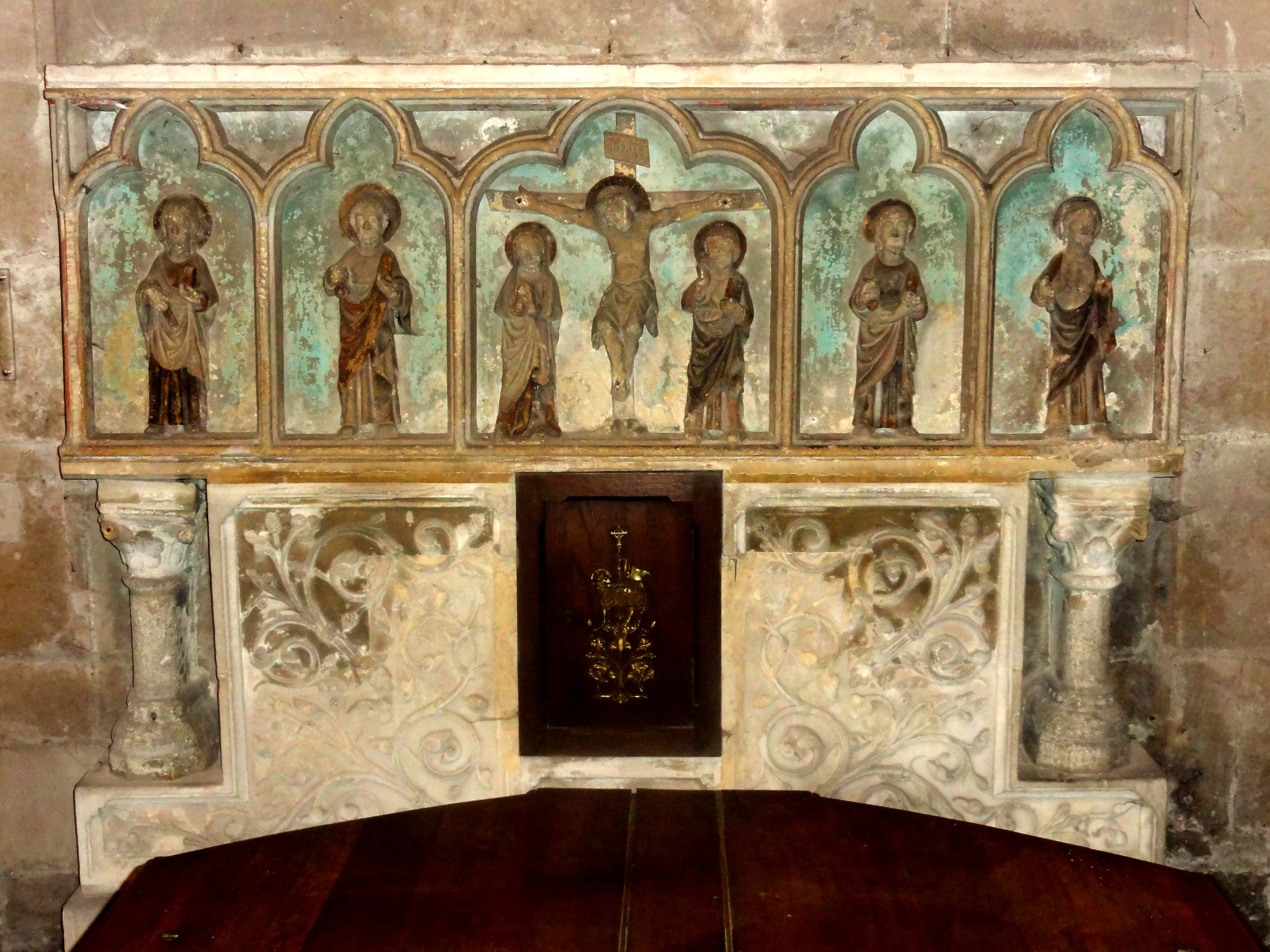
Retable en pierre.
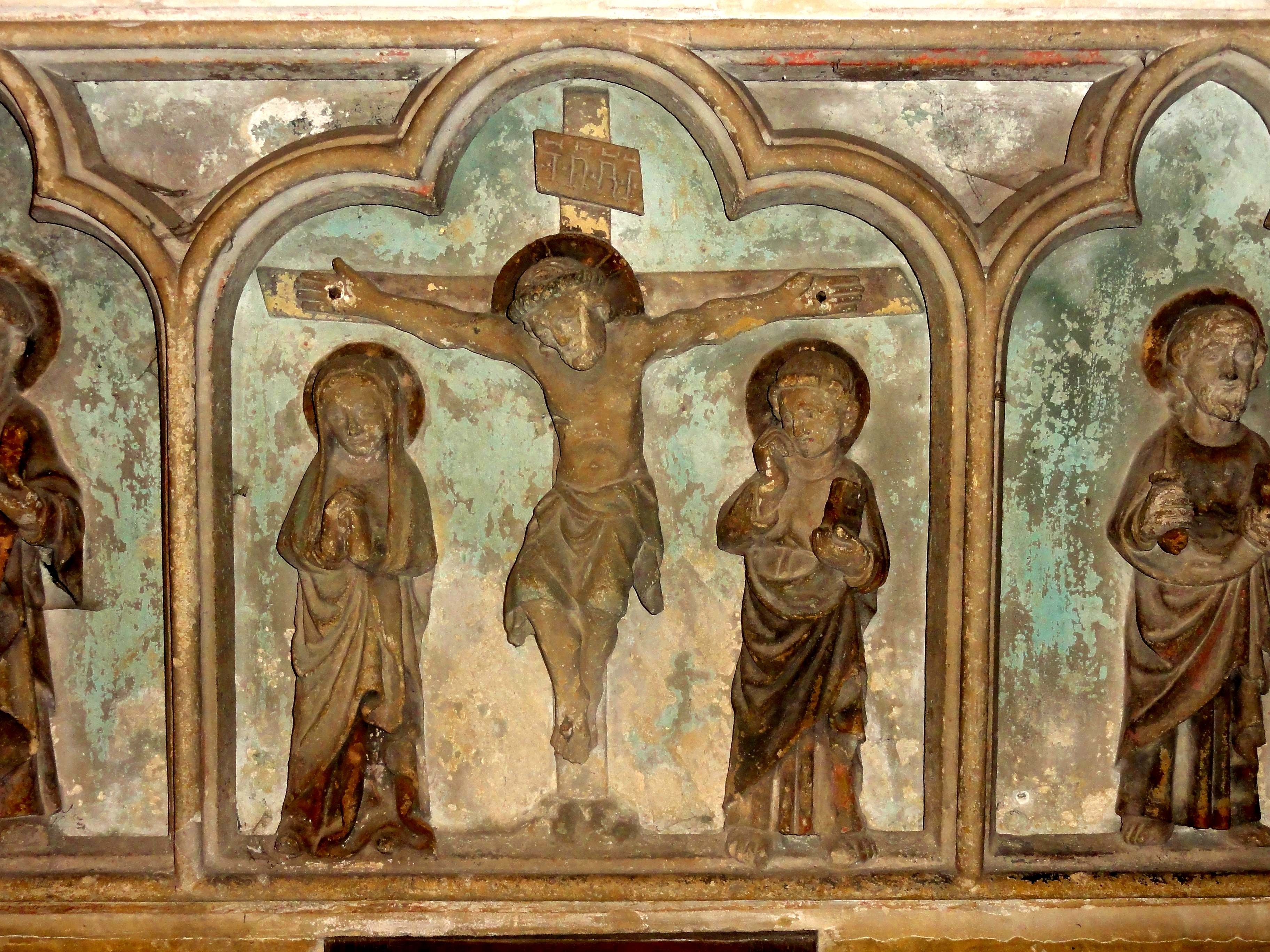
Retable, vue de détail.
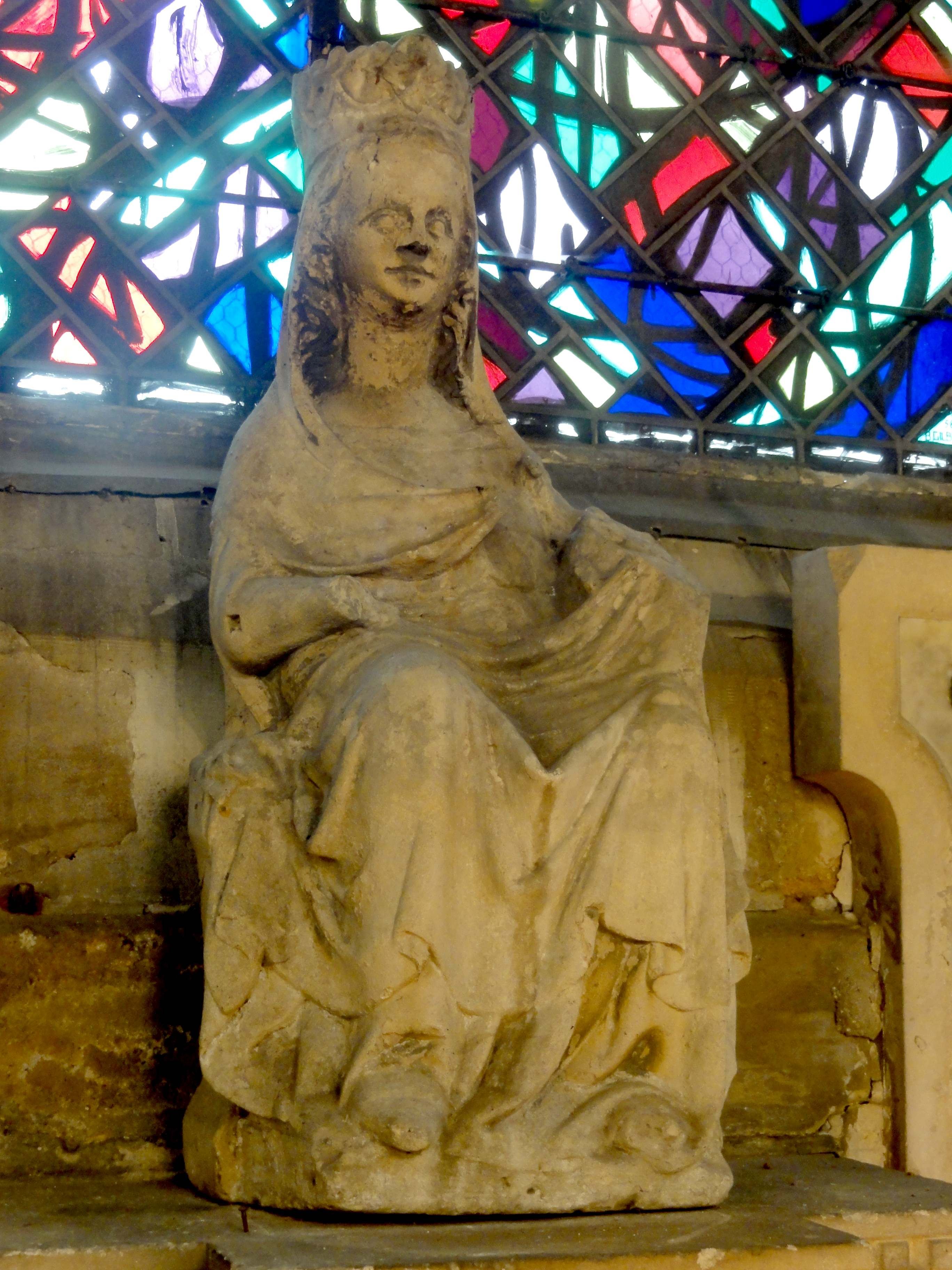
Vierge à l'Enfant assise.
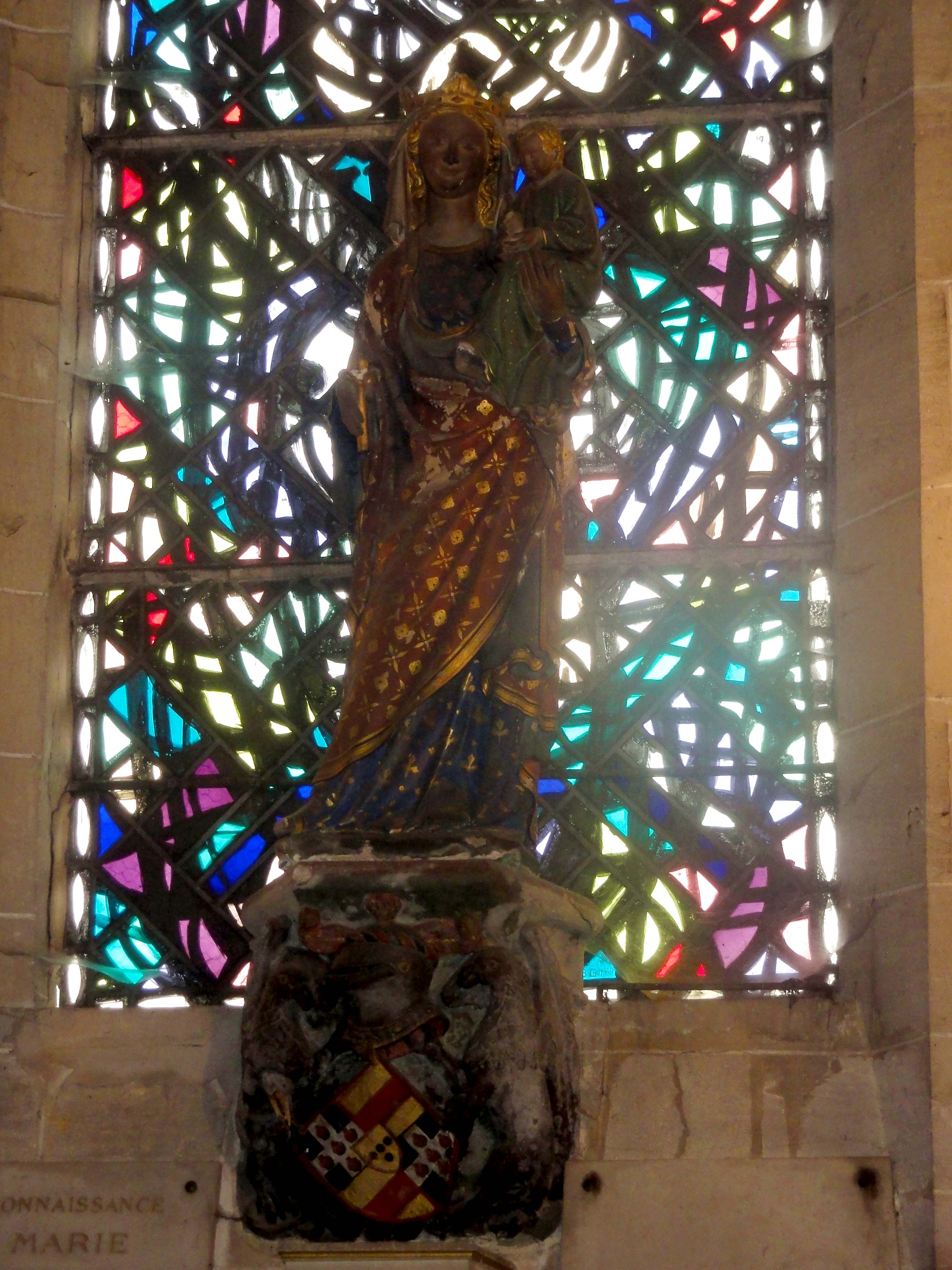
Vierge à l'Enfant debout.
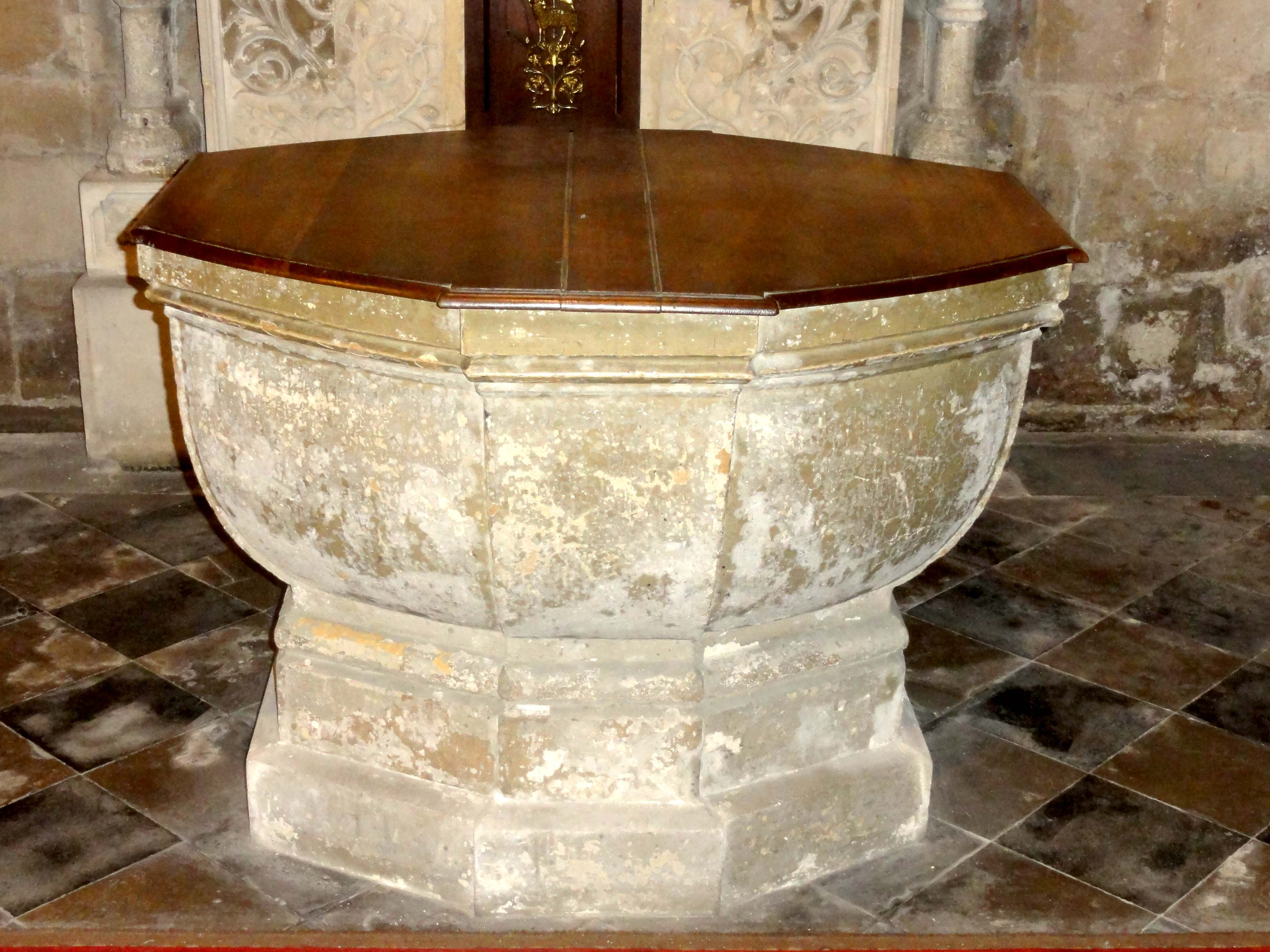
Fonts baptismaux.
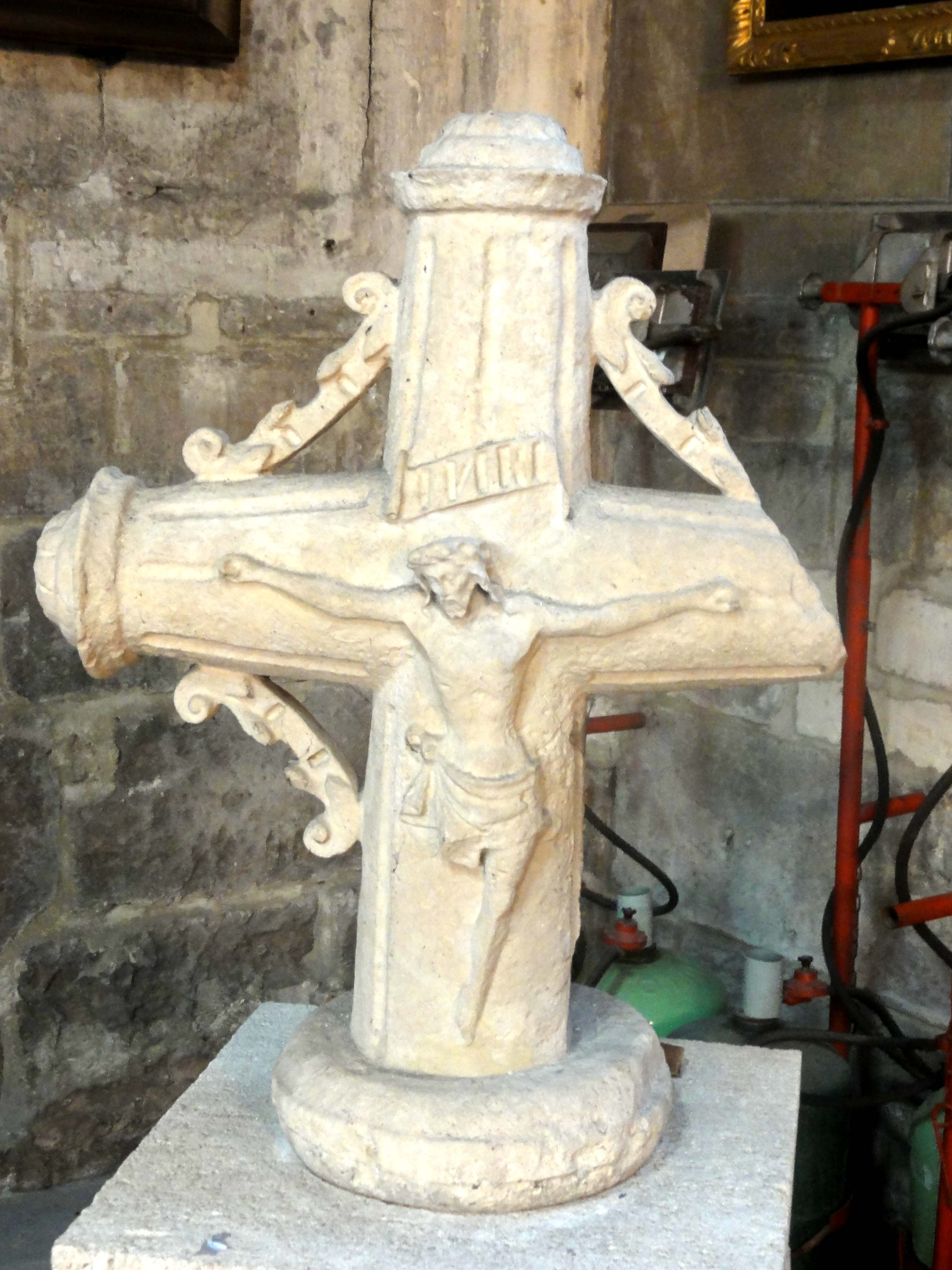
Fragment d'un calvaire.

### Peinture
« Le retour de David vainqueur de Goliath » est le sujet d'un tableau peint à l'huile sur bois de la première moitié du XVIIe siècle. Il mesure 169 cm de large pour 64 cm de haut, et est assemblé de trois planches. Ce tableau est classé depuis 1913, et a vient d'être restauré. — Dans la chapelle des fonts baptismaux, on trouve un tableau peint à l'huile sur toile de grand format, qui représente « La remise des clés à saint Pierre » ou « L'investiture de saint Pierre ». C'est la copie interprétée d'une œuvre de Guido Reni, qui fait partie de la collection du musée du Louvre (inv. no 526). Le sujet est tiré de l'Évangile selon Matthieu (16, 18-19), et développe une dimension politique à la fin du XVIIe siècle et au début du XVIIIe siècle, quand de nombreux sièges épiscopaux sont vacants à cause de l'affaire de la régale. L'épisode met en exergue que ni le pape, ni le roi sont infaillibles, car c'est Jésus lui-même qui remet les clés à son successeur sur terre. Le tableau vient d'être restauré par Alain Bouchardon, artiste-peintre à Senlis. D'après l'abbé Speybroeck, qui a été membre de la Commission diocésaine d'art sacré, le tableau aurait été classé monument historique par arrêté le 31 décembre 1984. — Au début du bas-côté nord, un autre tableau de grand format d'école française du XVIIe siècle a pour titre « La vision de saint Louis », et met en scène le roi qui reçoit du Christ en personne la Sainte Couronne. En réalité, Louis IX avait acheté cette relique aux seigneurs latins de Constantinople, avec les autres reliques de la Passion du Christ de la Sainte-Chapelle. Ce tableau aurait été classé par le même arrêté que le précédent. — Les deux autres tableaux représentent la vision de la Vierge à l'Enfant par saint Bruno et la vision du Christ en croix par saint Charles Borromée.

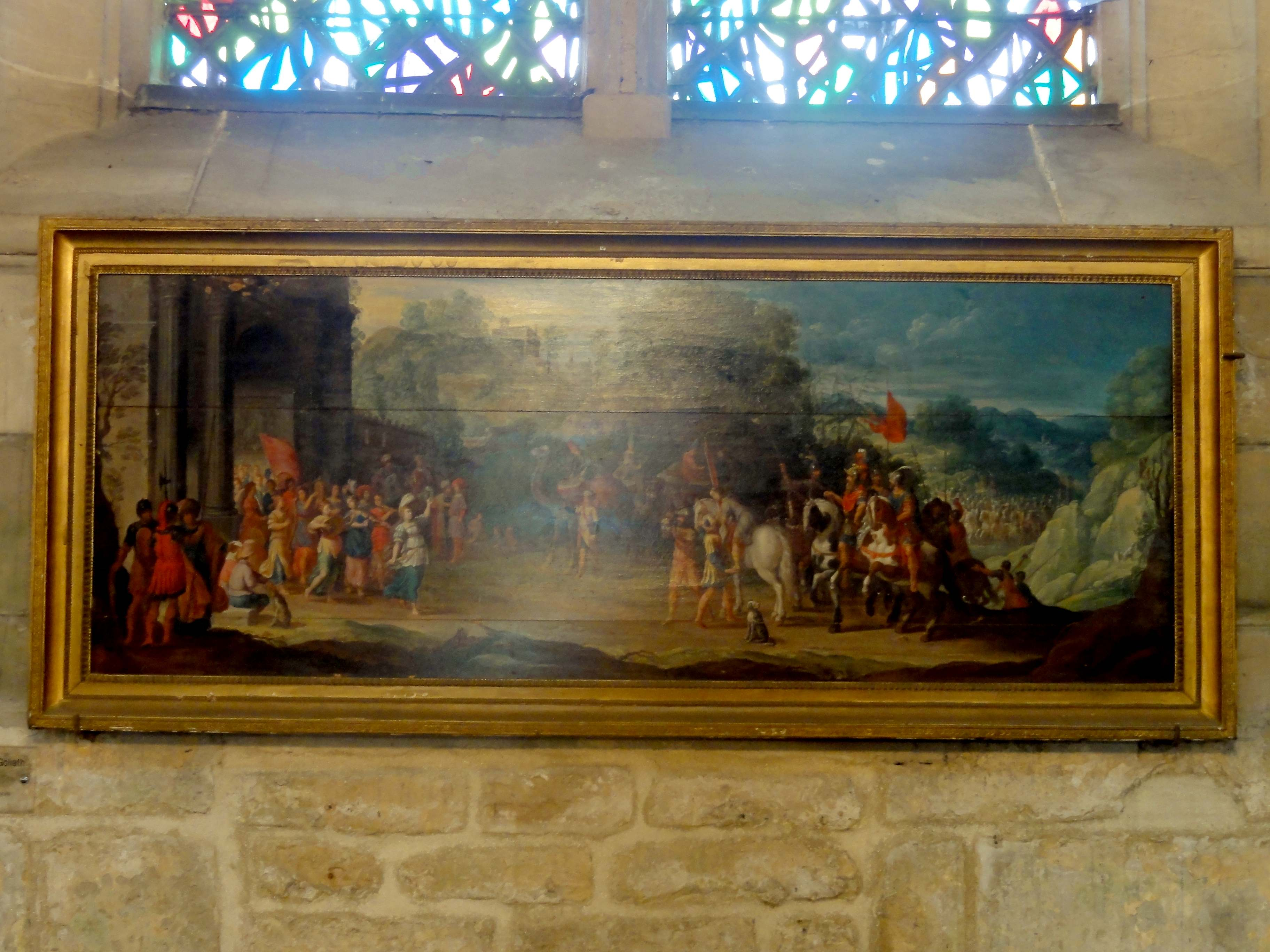
Le retour de David vainqueur de Goliath.
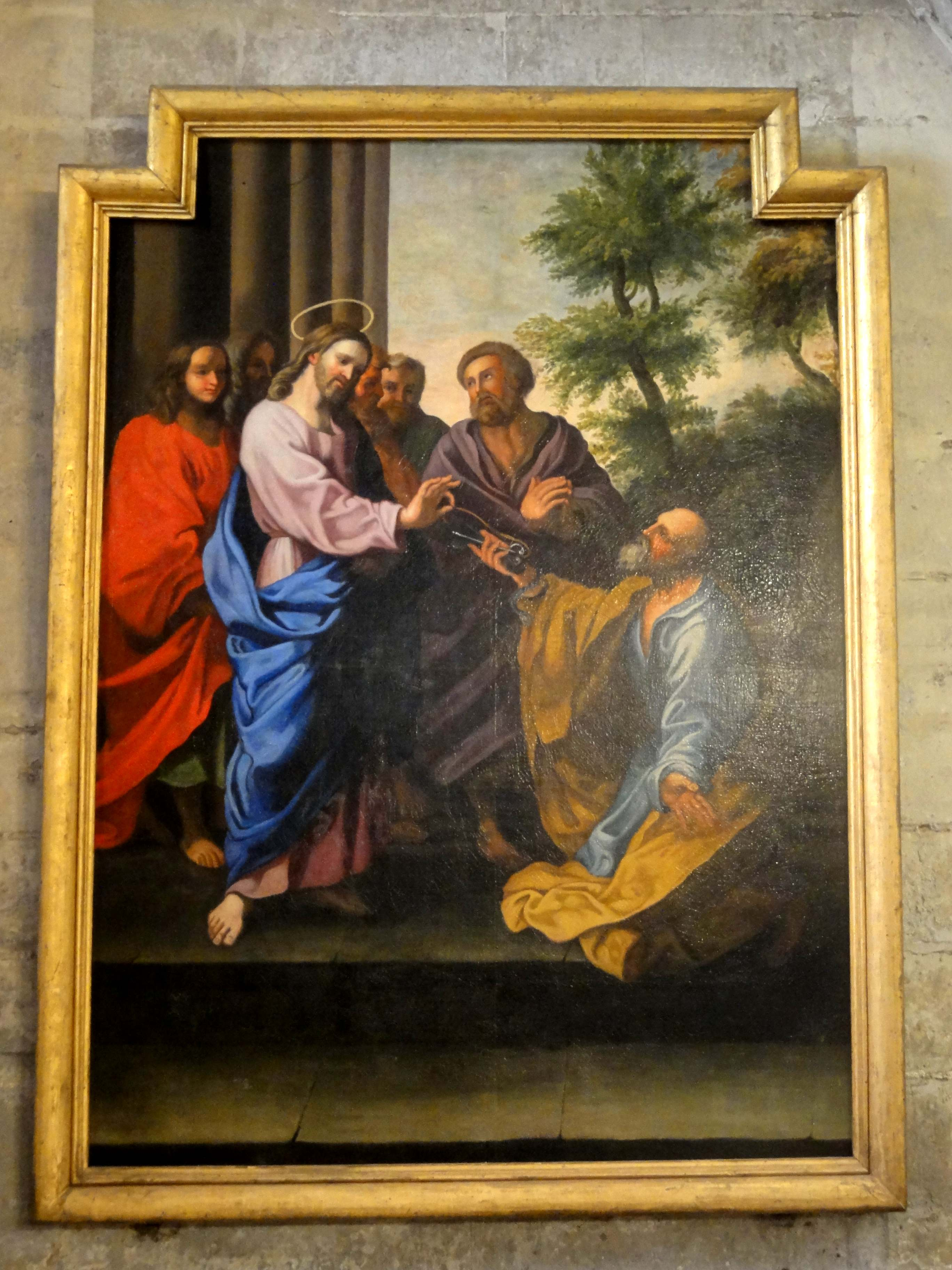
L'Institution de saint Pierre.
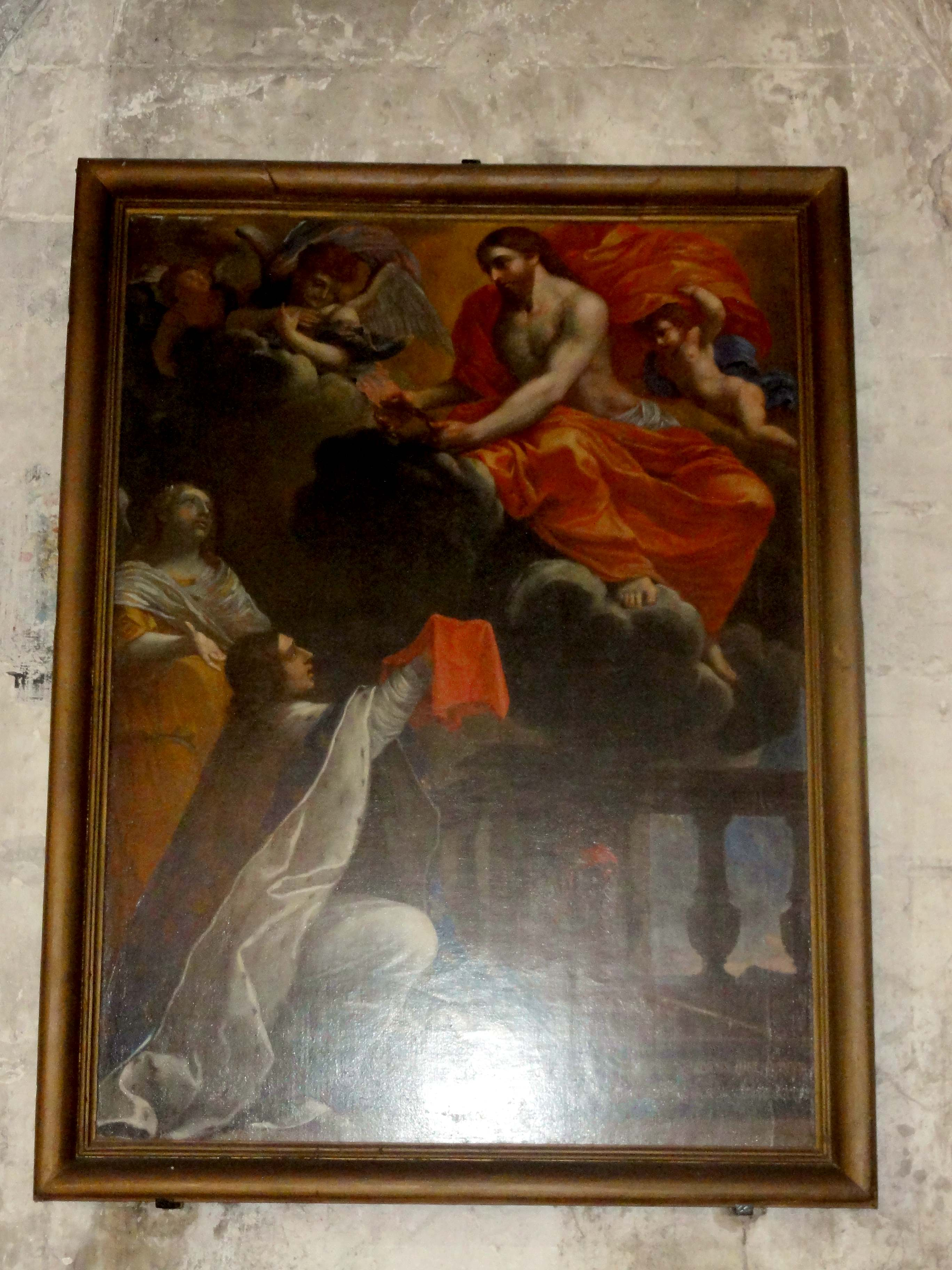
La vision de saint Louis.
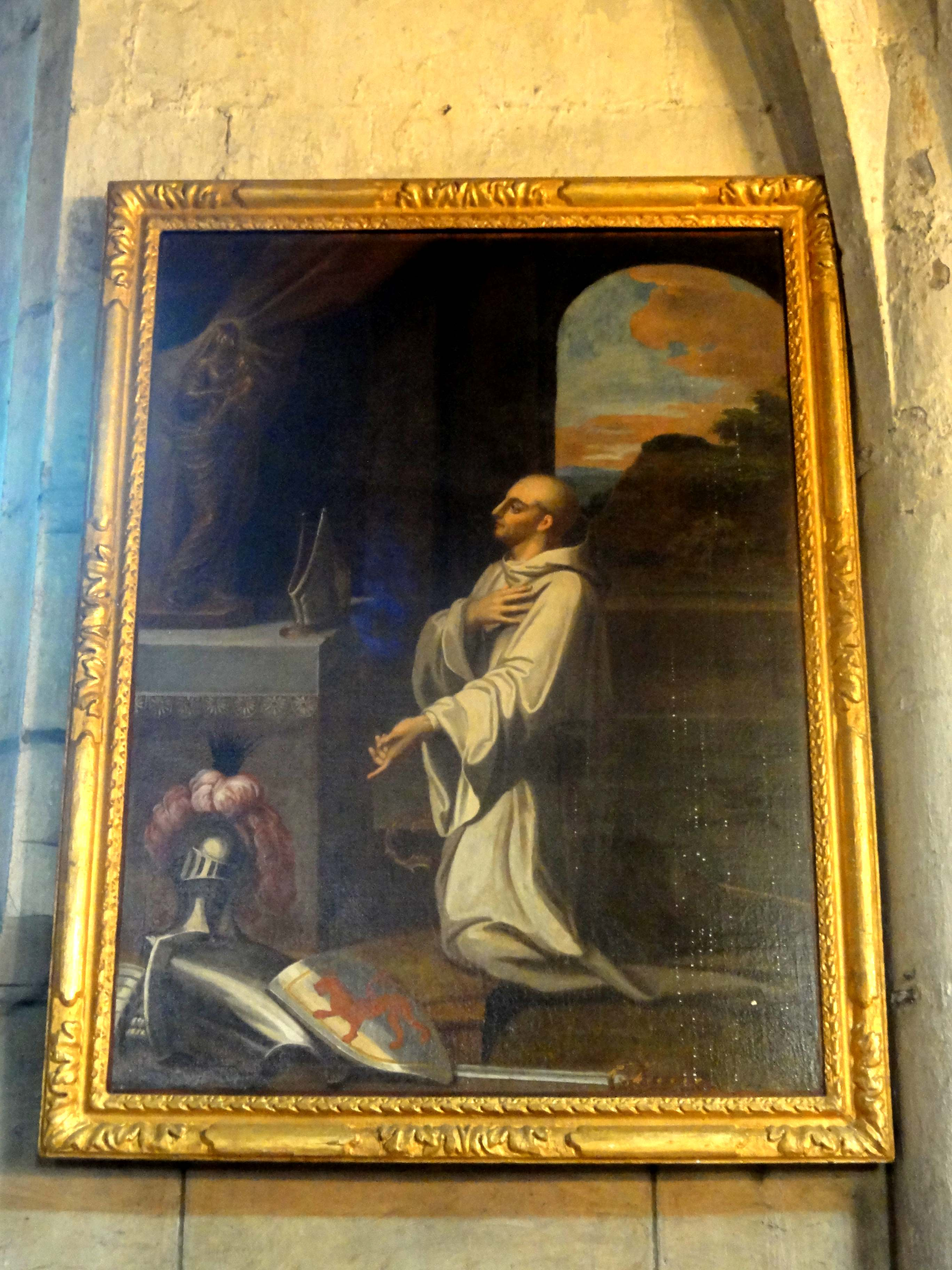
La vision de saint Bruno.
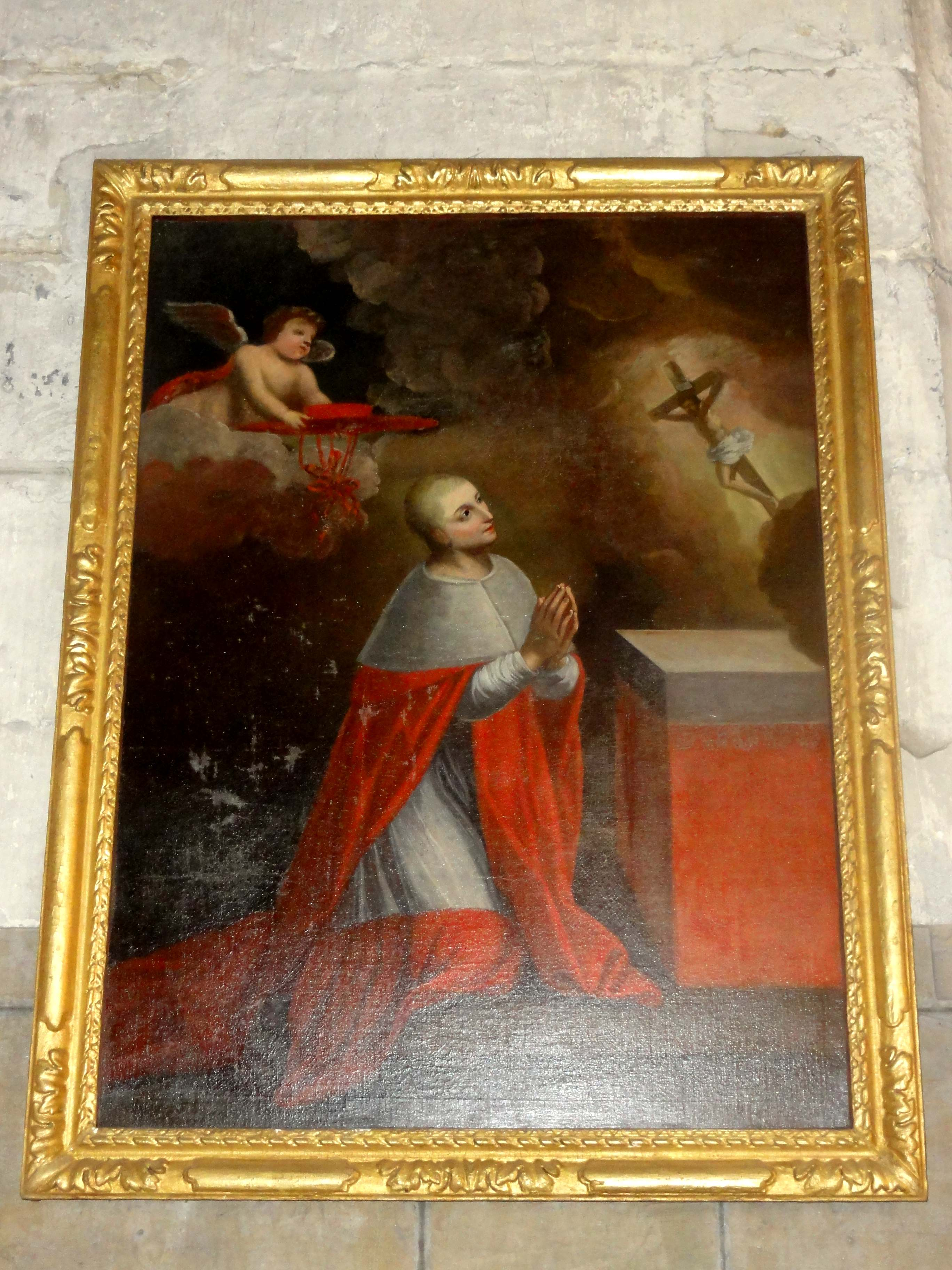
La vision de saint Charles Borromé.

### Dalles funéraires
La dalle funéraire la plus ancienne semble être celle d'un prêtre. Elle est à effigie gravée, et mesure 230 cm de long pour 120 cm de largeur. L'inscription en caractères gothiques est devenue illisible, mais on reconnaît encore le tracé de la chasuble gothique, de l'aube et des armoiries du prêtre (sans illustration). Une autre dalle à effigies gravées assez grande est celle de Guillaume de Rasse et Jehanne de Belloy son épouse, au pied de la chaire à prêcher. Elle mesure 165 cm de long pour 80 cm de largeur, et comporte l'épitaphe suivante en lettres gothiques : « Ci gisent nobles personnes Messire Guillaume de Rasse en son vivant advocat à la Cour et Parlement, demeurant à Précy, lequel trépassa le onzième jour de septembre 1563 et Demoiselle Jehanne de Bellon, femme dudit défunt laquelle décédée le onzième jour de septembre 1580. Priez Dieu pour leurs âmes ». Guillaume de Rasse est un seigneur de Précy, qui appartient à l'importante famille de Saint-Simon. Il est représente en robe d'avocat, et sa femme porte un chaperon avec voile ; une chemise à col godronné ; et une cotte et surcotte à col en éventail. Les figures des deux époux sont idéalisées. Étroitement serrés l'un contre l'autre, les yeux ouverts, le regard serein, ils expriment la paix et la confiance dans la vie éternelle. Les dalles funéraires de deux de leurs enfants sont également conservées dans l'église : ce sont Loys, avocat au Parlement de Paris mort en 1534, et Charlotte, morte en 1581, huit mois après sa mère. La famille possédait un caveau sous le chœur de l'église. Ces dalles sont assez effacées.
La dalle la mieux conservée est celle du chevalier Jehan de l'Amaury. Elle mesure 216 cm de long pour 112 cm de largeur, et comporte l'épitaphe suivante : « « Ci gist Jehan de l'Amaury en son vivant escuier Seigneur de Chabonne... mère et du feu Roy Henri Ill, Roy de France et de Pologne, Contrôleur et Maistre d'hostel ordinaire de Monseigneur le prince de Condé, lequel décéda le premier jour de may mil six cens vingt quatre. Priez Dieu pour son âme... » ». Le chevalier est représenté en pied, au milieu d'un décor architecturé et floral de style baroque. Jehan de l'Amaury a les mains jointes et les yeux fermés. Il est coiffé, barbu et moustachu à la mode de François Ier. Le chevalier porte une chemise à col en éventail. Sur son tabar on voit ses armes cousues, à savoir une croix à dextre et un lion à senestre. Son épée figure à ses côtés. — En plus de ces dalles à effigies gravées, on trouve dans l'église une plaque de fondation. Elle mesure 120 cm de long pour 65 cm de largeur, et son épitaphe commence par les mots suivants : « Cy devant gist honnorable home, Germain Noël, vivant chirurgien aphothicaire de la maison du Roy lequel est décédé à Précy le 2e jour d'apvril 1652 ». Il laisse par son testament une rente annuelle de sept livres quinze sols pour qu'une messe soit lue pour le repos de son âme le jour de la Saint-Germain.

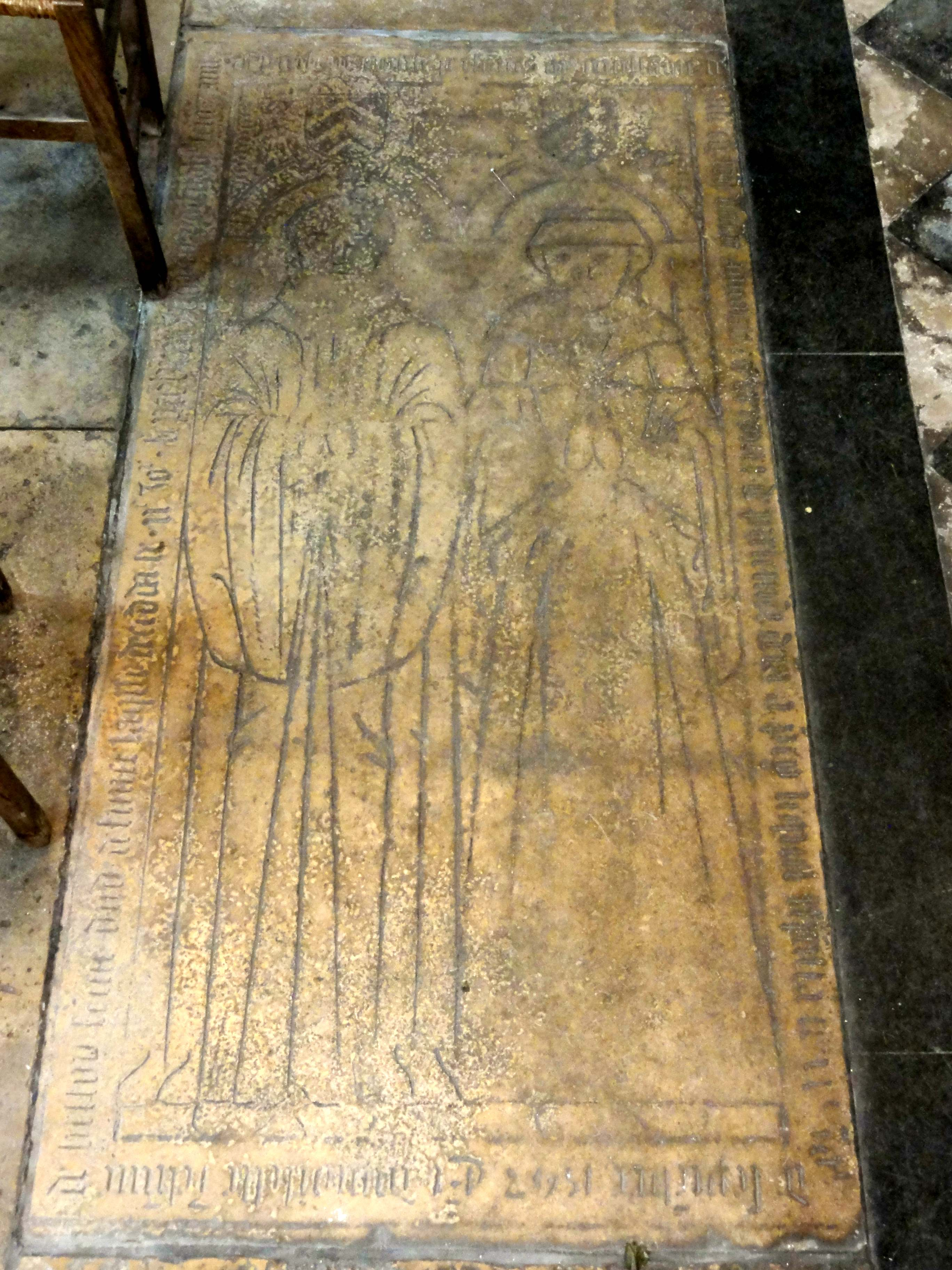
Dalle funéraire de Guillaume de Rasse et Jehanne de Belloy.
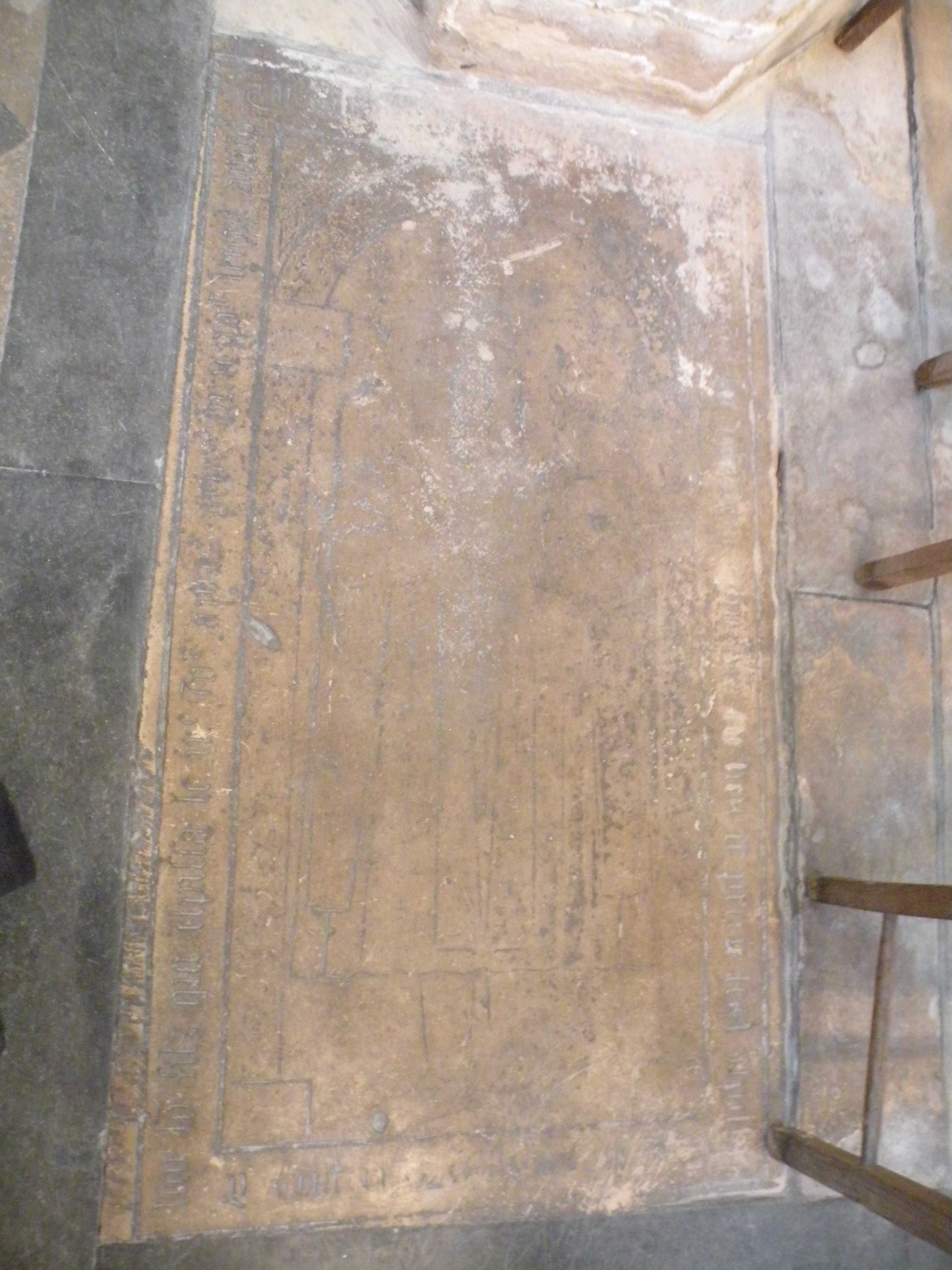
Dalle funéraire de Loys de Rasse (?).
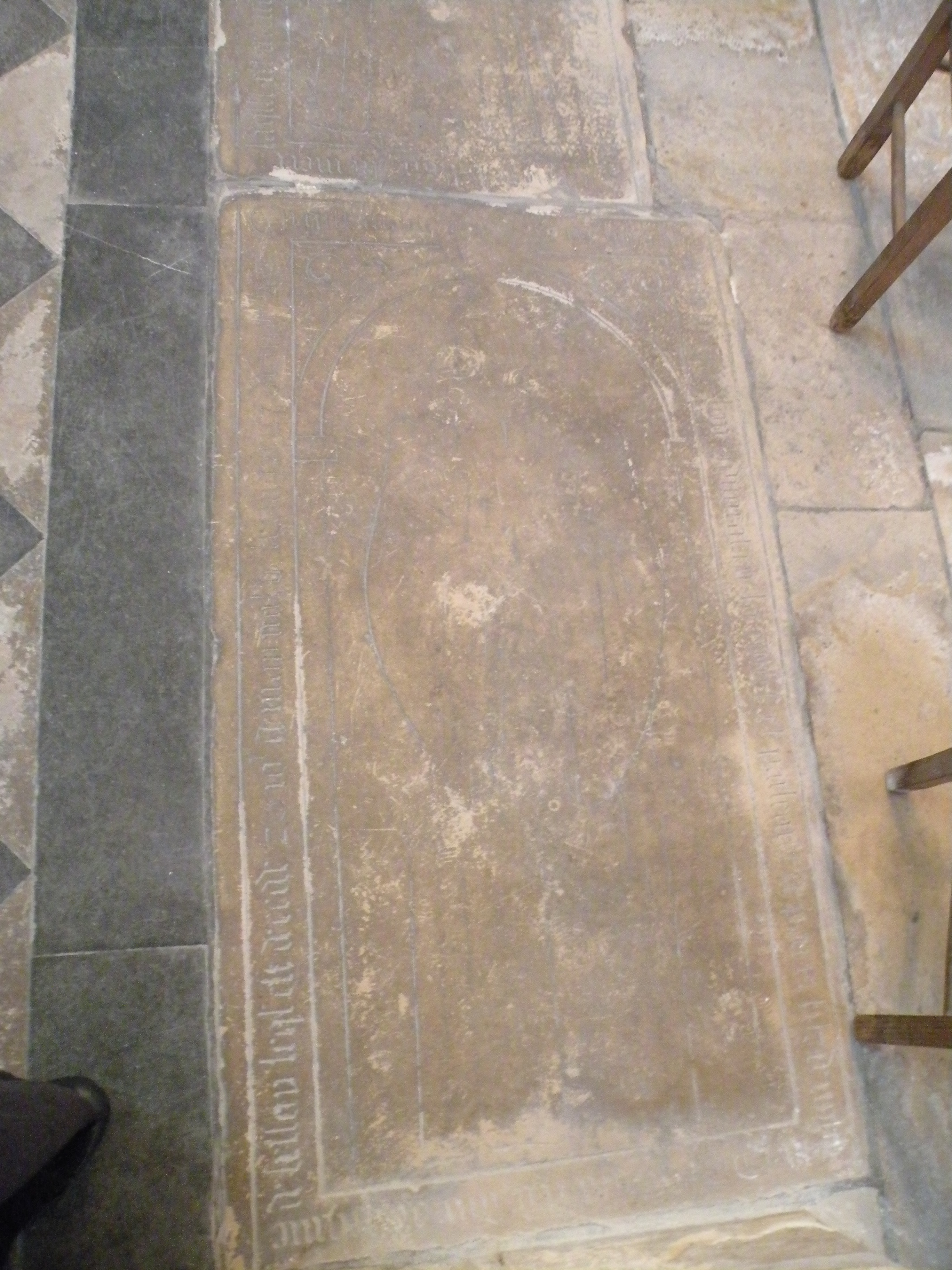
Dalle funéraire de Charlotte de Rasse (?).
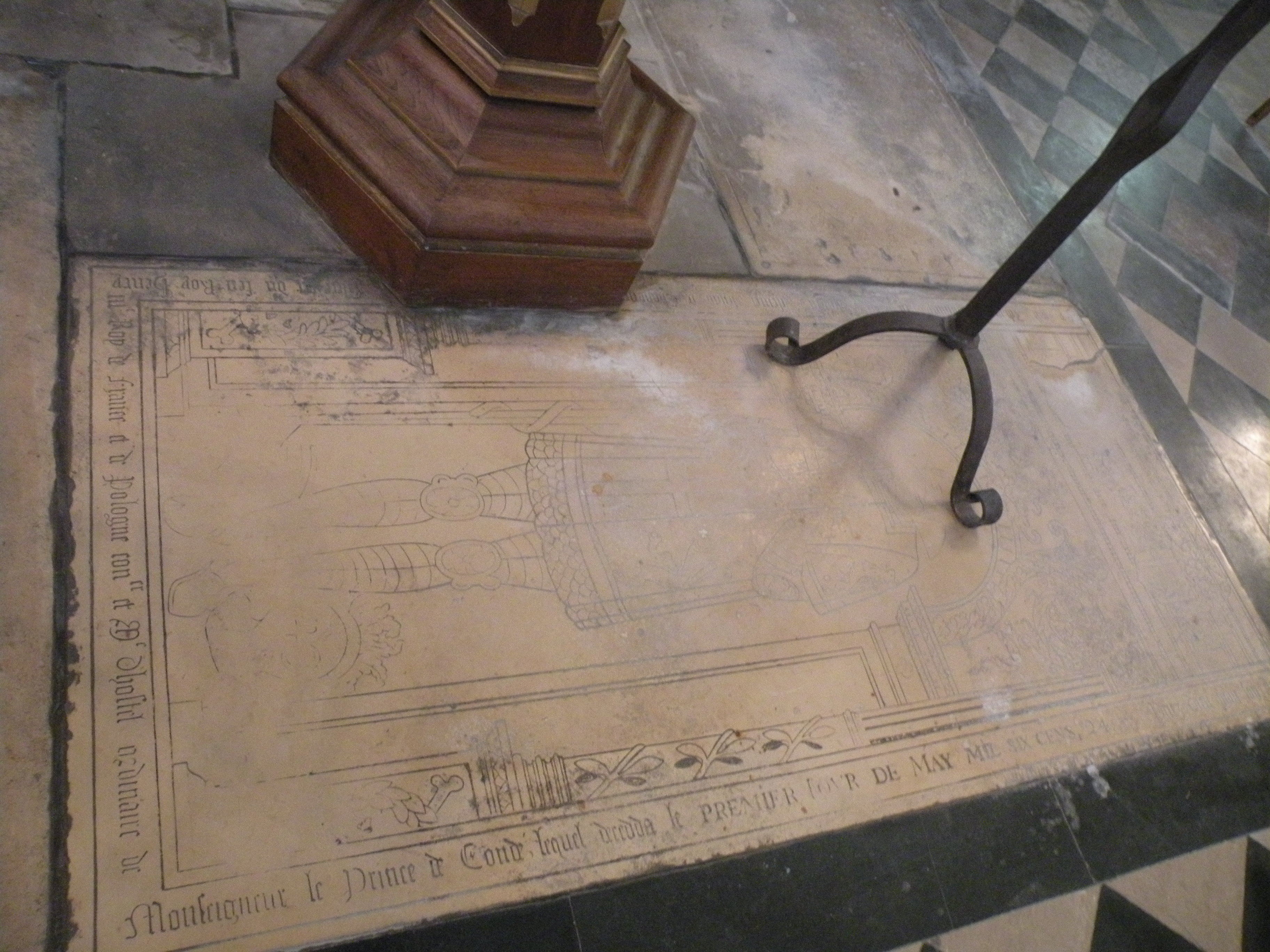
Dalle funéraire de Jehan de l'Amaury.
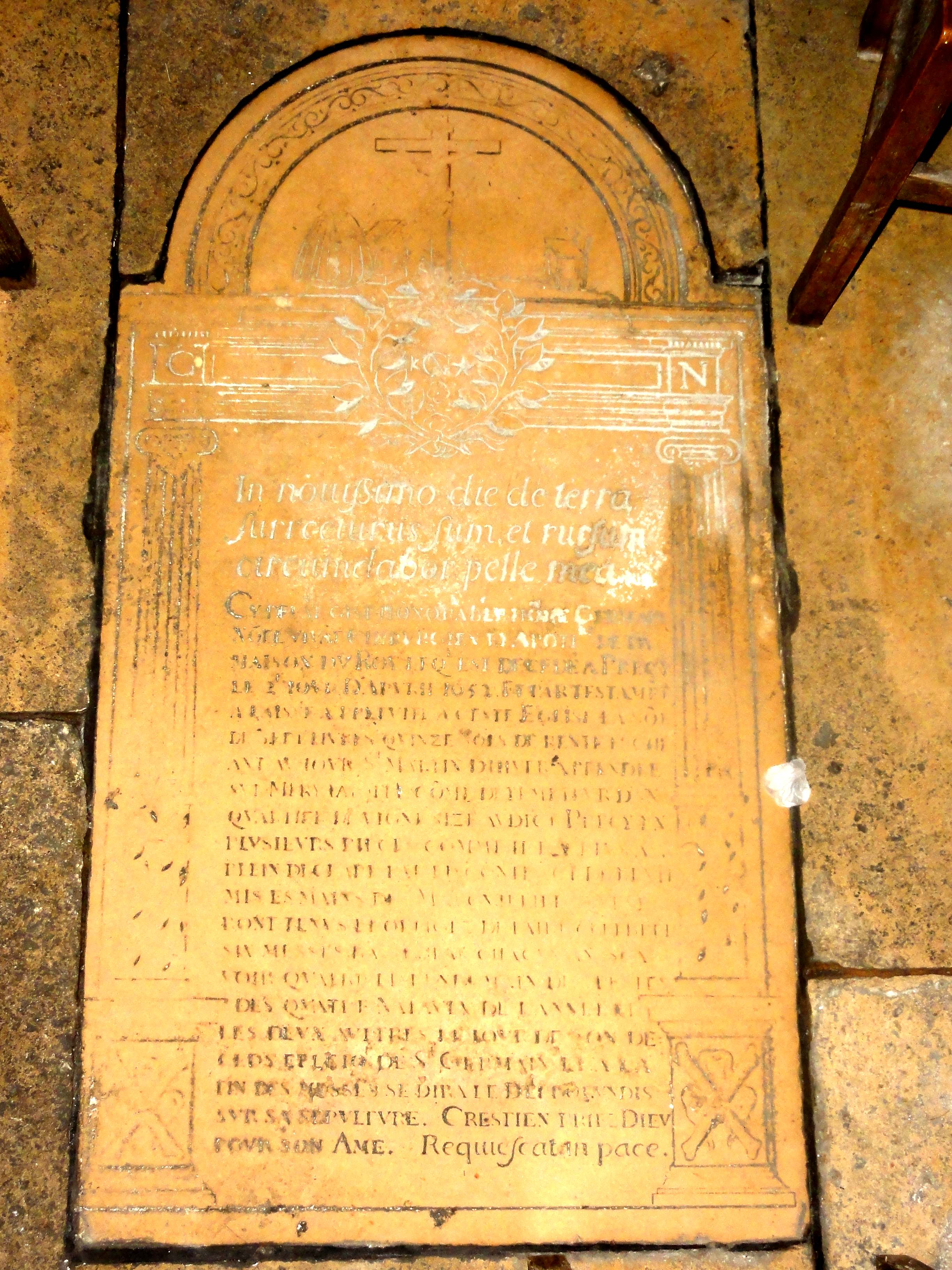
Plaque de fondation de Germain Noël.
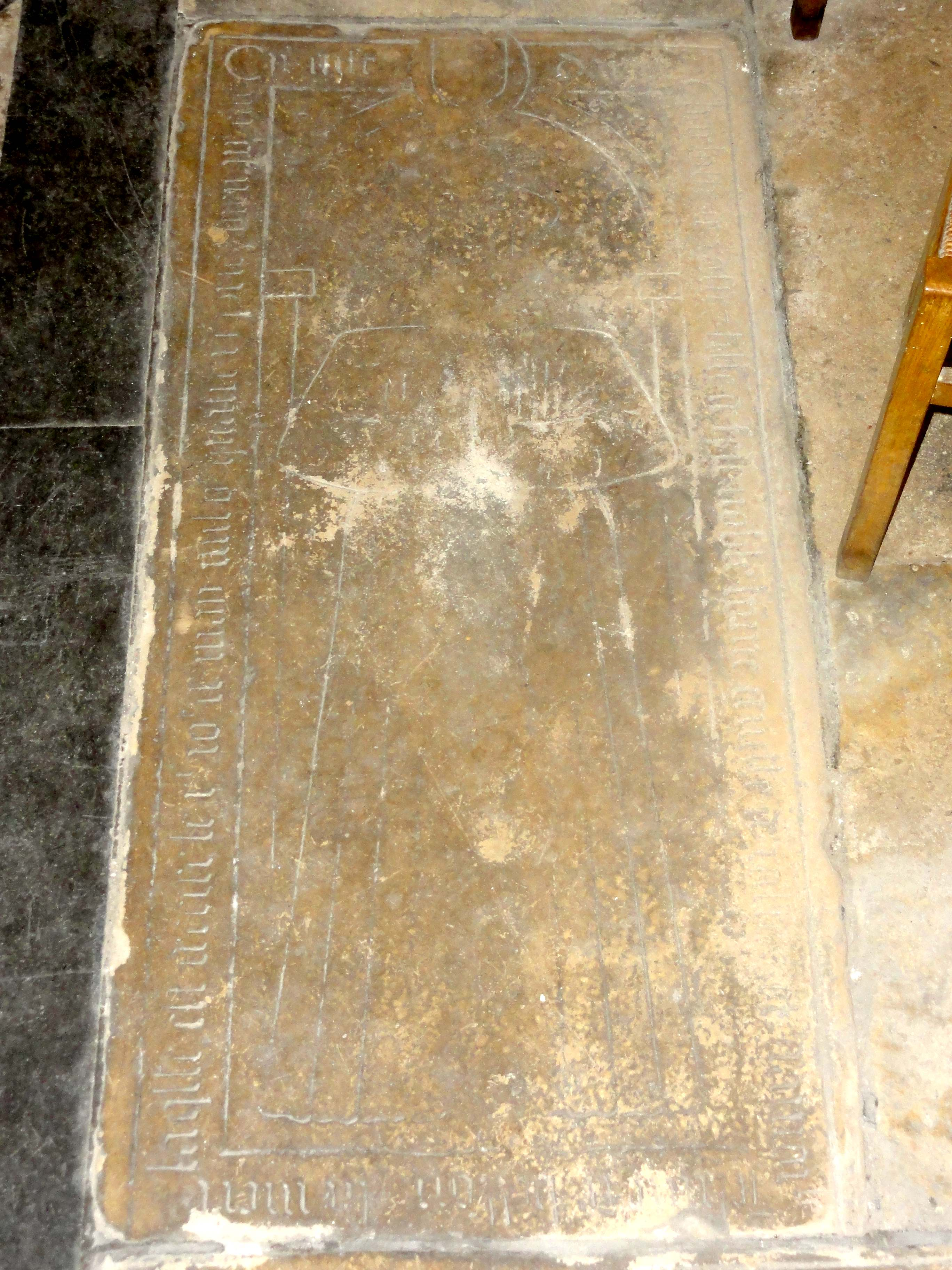
Dalle funéraire à identifier.